# 手塚治虫の作品一覧
手塚治虫の作品一覧（てづかおさむのさくひんいちらん）は、手塚治虫の手による作品・出版物の一覧。手塚本人の出演したテレビ番組や手塚について書かれた書籍、手塚を取り上げたテレビ番組もあわせて紹介する。

## 手塚の手による作品

### 漫画作品
生涯で約15万枚もの漫画原稿を描いたとされる。
作品化されたのは全604作で、その内分けは少年向け341作、少女向け36作、大人向け110作、低年齢向け32作、絵本39作、4コマ漫画17作、1コマ漫画29作。細かいシリーズなどを入れると700タイトル以上（原稿枚数15万枚分）といわれる。この他に出版はされていないが、終戦（1945年）までに描いた漫画の原稿は約3,000枚に及ぶという。アニメーション作品は70作品を制作。
注：手塚治虫は雑誌掲載作品の単行本化にあたっては、他人による代筆部分は描き直しをしたりあるいはカットした。また全面的な代筆作品については単行本化をしなかった。
以下のような作品は極めて例外的である。
- 石森章太郎による漫画版の『快傑ハリマオ』（少年マガジン1960年4月17日号から）連載開始からしばらくの期間は原作（表記は山田克郎）のゴーストライターとして手塚治虫が構成から下書きまでを担当。
- 『ピロンちゃん』（雑誌『幼稚園』1960年9月号から1961年5月号まで）は、第1回目のみが手塚治虫執筆で、第2回目以降は藤子不二雄（藤本弘）が執筆。
- 『リボンの騎士』（少女フレンド版、掲載1967年24号 - 29号。原案：手塚治虫、漫画：北野英明）※ SF的作品。代筆でもあり不人気であったこともあって、長らく単行本化も再録もされなかったが、2025年6月17日に立東舎から出版された「リボンの騎士 ミッシング・ピーシズ」の中に初めて公式にその全体が収録された[2]。
- 『過去からの声』（シナリオ：手塚治虫、漫画：さいとう・たかを）、ビッグゴールド創刊号（1978年6月8日）掲載、小学館。※ 読み切り作品。極めて珍しい連名の漫画作品。
- 『ターザンの洞窟』、『海流発電』、『黄金都市』は手塚が大阪での赤本時代に描いた作品であるが、それら3作品のリメイク版が横山光輝の絵で合作として雑誌『少年』に連載されたが、これも極めて珍しい作品（横山との連名作品に対する解説記事が 中野晴行：【マンガ探偵局がゆく】二大レジェンドのコラボ　ライバル誕生前夜を想像させる「黄金都市」(zakzak by 夕刊フジ, 2021年2月13日記事））。

主な作品が多数並行して連載されていた状況は、年表（手塚プロダクション公式）も参照されたい。この図は宝塚市手塚治虫記念館の階段の壁面にも描かれている。

#### 少年向け

##### あ行
- あかずの教室（1971年）
- 赤の他人（1970年）
- 悪右衛門（1973年）
- 悪魔の音（1963年）
- あざらしにとっつかれた日（1957年）
- 安達が原（1971年）
- アトムキャット（1986年 - 1987年）
- アトム大使（1951年 - 1952年）
- アバンチュール21（1970年 - 1971年）
- アポロの歌（1970年）
- 雨のコンダクター（1974年）
- 雨ふり小僧（1975年）
- あらしの前のものがたり（1956年）
- アラバスター（1970年 - 1971年）
- アリと巨人（1961年 - 1962年）
- 偉大なるゼオ（1964年）
- 一千年后の世界（1948年）
- いないいないばあ（1981年）
- いのちの豆じしゃく（1955年）
- インセクター（1979年）
- ウオビット（1976年）
- 宇宙からのSOS（1962年）
- 宇宙狂想曲（1953年）
- 宇宙空港（1956年）
- 宇宙サーカスがやってきた（1961年）
- 宇宙艇事件
- 海の姉弟（きょうだい）（1973年）
- 海のトリトン（青いトリトン）（産経新聞版、1969年 - 1971年）
- うめぼし陰謀団（1955年）
- 黄金都市（1950年）
- 黄金のトランク（1957年）
- おお! われら三人（1956年 - 1957年）
- おかあさんの足（1957年）
- お客さまは悪魔です（1985年）
- おけさのひょう六（1974年）
- オズマ隊長（1961年 - 1964年）
- お常（1971年）
- 鬼丸大将（1969年）
- おはよう! クスコ（1971年 - 1972年）
- おふくろの河（1972年）
- 思ひ出のアルバム（1947年）
- お山の三五郎（1958年）
- オリオン137星（1956年） - 『宇宙空港』の後編。
- おれは猿飛だ!（1960年 - 1961年）
- オヤヂ探偵

##### か行
- 快傑シラノ（1953年）
- 怪人コロンコ博士（1947年）
- 怪盗黄金バット（1947年）
- 火山島少年（1952年）
- 火星開拓村のお正月（1962年）
- 火星からきた男（1947年）
- 火星からきた男（1952年）
- 火星探検隊（1948年）
- 火星博士（1947年）
- 火星物語（1960年）
- 化石島（1951年）
- 化石人間（1952年）
- 化石人間の逆襲（1952年）
- 風之進がんばる（1955年 - 1956年）
- がちゃぼい一代記（1970年）
- カノコの応援團長（1950年）
- 紙の砦（1974年）
- がらくたの詩（うた）（1969年）
- ガラスの城の記録（1970年 - 1973年 未完）
- ガラスの脳（1971年）
- ガムガムパンチ
- 我利バー公害記（1970年）
- カンパチ（1974年 - 1975年）
- 奇蹟の森のものがたり（1949年）
- 来るべき人類（1956年）
- 来るべき世界（1951年）
- 奇動館（1973年）
- 牙人（きばんど）（1984年）
- 奇妙な大旅行（1957年 - 1958年）
- キャプテンKen（1960年 - 1961年）
- 吸血魔團（1948年）
- 恐怖菌
- 恐怖山脈（地球劇場1）（1957年）
- 旧約聖書物語
- 銀河少年（1953年 - 1954年）
- キングコング（1947年）
- 金のうろこ（1956年）
- 空氣のたらぬ國（1949年）
- ぐうたろう千一夜（1975年）
- グランドール（1968年）
- 狂った国境（地球劇場3）（1957年）
- くるったジャングル（1950年）
- 「くるま110ばん こちらJAF」（CM、週刊文春1978年）
- くろい宇宙線（1956年）
- 黒い河（1970年）
- 黒い峡谷（1954年）
- グロテスクへの招待（1981年）
- 月世界紳士（1948年）
- 月世界の少年（1954年）
- 月世界の人間（1972年）
- ケン1探偵長（1954年 - 1956年）
- ケン1探偵長（くも屋敷の鍵穴）（1957年）
- ケン一探偵長（1958年 - 1960年）
- 健康家族シリーズ（1987年 - 1988年）
- 拳銃天使（1949年）
- 原人イシの物語（1975年）
- 黄色魔境（1969年）
- 光速旅行時代（1956年）
- 荒野の弾痕（1957年）
- 荒野の七ひき（1972年）
- 虎人境（1969年）
- ゴッドファーザーの息子（1973年）
- 後藤又兵衛（1954年）
- ゴブリン公爵（1985年 - 1986年）
- コラープス（1971年）
- これが宇宙人だ!!（フラフープ族）（1958年）
- ころすけの橋（1978年）

##### さ行
- 最後はきみだ（1963年）
- ザ・クレーター（1969年 - 1970年）
  - 二つのドラマ（1969年）
  - 八角形の館（1969年）
  - 溶けた男（1969年）
  - 風穴（1969年）
  - 墜落機（1969年）
  - 双頭の蛇（1969年）
  - 三人の侵略者（1969年）
  - 鈴が鳴った（1969年）
  - 雪野郎（1969年）
  - オクチンの奇怪な体験（1969年）
  - 巴の面（1970年）
  - 大あたりの季節（1970年）
  - ブルンネンの謎（1970年）
  - 紫のベムたち（1970年）
  - オクチンの大いなる怪盗（1970年）
  - 生けにえ（1970年）
  - クレーターの男（1970年）
- サボテン君（1951年 - 1953年）
- サボテン君（1953年 - 1954年）
- サボテン! 銃をとれ（1952年）
- ザムザ復活（1976年）
- さらばアーリイ（1981年）
- サンダーマスク（1972年 - 1973年）
- ジェット基地の幽霊（1958年）
- ジェットキング（1959年）
- シャミー1000（1968年）
- ジャムボ（1974年）
- ジャングル大帝（1950年 - 1966年）
- ジャングル大帝とヒゲオヤジ（1965年）
- ジャングルタロ（1958年 - 1959年）
- ジャングル魔境（1948年）
- シュマリ
- 少年探偵ロック・ホーム（1949年）
- 勝利の日まで
- 女郎蜘蛛（1971年）
- 白縫（1971年）
- 指令! 午前7時（1956年） → 「午前7時の地下室」と改題
- 白いパイロット（1961年 - 1962年）
- 新世界ルルー（1951年）[注 1]
- 新選組（1963年）
- 新寶島（1947年）
- 新編月世界紳士（1951年）
- 新聊斎志異シリーズ（1971年、1987年）
- スーパー太平記（1958年 - 1959年）
- すえっ子トントン他（1974年）
- すきっ腹のブルース（1975年）
- すべていつわりの家（1976年）
- スリル博士（1959年）
- ずんべら（1975年）
- 成功のあまきかおり（1972年）
- 聖なる広場の物語（1977年）
- 世界を滅ぼす男（1954年）
- 刹那（1959年）
- 戦国巨人
- 前世紀星（ロスト・ワールド）（1955年）
- 0マン（ぜろまん）
- 旋風Z（1957年 - 1958年）
- ゾウさんのスケート（1947年）

##### た行
- ターザンの王城（1949年）
- ターザンの洞窟（1949年）
- ターザンの秘密基地（1948年）
- タイガー博士の珍旅行（1950年）
- タイガーランド（1974年）
- 大空魔王（1948年）
- 大洪水時代（1955年）
- 大自然と空想（1952年 - 1953年）
- 大将軍森へ行く（1976年）
- 大地の顔役バギ（1975年 - 1976年）
- 太平洋Xポイント（太平洋X點）（1953年）[注 2]
- 大自然と空想（1952年 - 1953年）
- タイムマシンがぶっこわれた！（1963年春、9ページ）
- 太陽がさかさまだ（1962年）
- 平均さん一家の30年のアルバム（1975年）
- タカラジマ（1947年）
- ダスト8（ダスト18）（1972年）
- タツマキ号航海記（1963年 - 1964年）
- タマサブローの大冒険（1982年）
- ダリとの再会（1982年）
- だれかが狂ってる!（1960年）
- 丹下左膳（1954年 - 1955年）
- 探検時代（1956年）
- 探検ブンチャン（1947年）
- 探検ぶんちゃん（1948年）
- 地球大戦（1957年 - 1958年）
- 地球トンネル（1951年 - 1952年） - 『地底国の怪人』のリメイク。
- 地球の悪魔（地球1954）（1954年）
- 地球を呑む（1968年 - 1969年）
- チッポくんこんにちは（1957年, 1973年 - 1974年）
- 地底国の怪人（1948年）
- 珍アラビアンナイト（1951年）
- 珍イソップ物語（1977年）
- 珍さるかに合戦の真相（1956年）
- 月と狼たち（1972年）
- 月のうらがわ（1960年）
- 机の中へこんにちは（1968年）
- 角（1972年）
- 罪と罰（1953年、ドストエフスキー作品の漫画化）
- 低俗天使（1975年）
- 凸凹剣士（1952年）
- 凸凹牧場（1951年）
- 鉄の道（1962年 - 1963年）
- 鉄路の白バラ（1954年）
- 鉄腕アトム（1952年 - 1981年）
- てんてけマーチ（1977年）
- でんでこでん（1972年）
- 透明人間
- どうなるくん（1965年）
- 動物つれづれ草（1973年 - 1974年）
- ドースン一家の記録（1961年）
- トキワ荘物語（1970年）
- ドローン城物語（1953年）
- どろだらけの行進（1972年）
- どろろ（1967年 - 1968年）
- どろんこ先生（1976年）
- どんぐり行進曲（1959年）
- ドン・ドラキュラ（1979年）

##### な行
- 夏草物語（1954年）
- 七色いんこ（1981年 - 1983年）
- 南極はいまにこうなる（1957年）
- ナンバー7（1961年 - 1963年）
- 虹のプレリュード（1975年）
- 日本発狂（1974年）
- 人間のせんぞ（1961年）
- 人間牧場（1961年）
- ぬし（1972年）
- ノーマン（1968年）
- のらくろもどき（1984年）

##### は行
- バカ一（バカちょん）（1971年）
- 走れ! クロノス（1976年）
- バチス号浮上せず（1963年）
- バックネットの青い影（バックネットの青い彼）（1962年）
- 白骨船長（1957年）
- 八丁池のゴロ（1968年）
- はつゆめ一家（1960年）
- 鳩時計事件（1950年）
- ハトよ天まで（1964年 - 1967年）
- はなたれ浄土（1983年）
- 花とあらくれ（1959年）
- ハヌマンの冒険（1973年）
- 羽と星くず（1962年 - 1962年）
- バラ合戦（1947年）
- はりきり弁慶（1954年）
- ハリケーンZ（1958年）
- はるかなる星（1973年）
- 春らんまんの花の色（1972年）
- ハンスと金のかみの毛（1949年）
- 犯人当て大懸賞（1953年）
- バリトン工場事件
- 伴俊作まかり通る（1961年）
- バンパイヤ（1966年 - 1969年）
- バンビ（1951年）
- 光（ひかり）（1959年）
- ヒゲオヤジ、お茶の水博士（1986年）
- ピストルをあたまにのせた人びと（1952年）
- ビッグX（1963年 - 1966年）
- 人食岬の決戦（1957年）
- ひとでの秘密（1973年）
- ピノキオ（1952年）
- 火の谷（1960年）
- 火の鳥
  - 黎明編（漫画少年版1954年 - 1955年、COM版1967年）
  - 未来編（1967年 - 1968年）
  - ヤマト編（1968年 - 1969年）
  - 宇宙編（1969年）
  - 鳳凰編（1969年 - 1970年）
  - 復活編（1970年 - 1971年）
  - 羽衣編（COM版1971年、マンガ少年版1978年）
  - 休憩 INTERMISSION（1971年）
  - 望郷編（COM版1971年 - 1972年、マンガ少年版1976年 - 1978年）
  - 乱世編（COM版1973年、マンガ少年版1978年 - 1980年）
  - 生命編（1980年）
  - 異形編（1981年）
  - 太陽編（1986年 - 1988年）
  - 少女クラブ版（1956年 - 1957年）
    - エジプト編（1956年）
    - ギリシャ編（1956年 - 1957年）
    - ローマ編（1957年）
- ピピちゃん（1951年 - 1953年）
- ピピちゃんの冒険（1952年）
- 秘密指令第3号（1960年）
- 百年后の宝塚見学（1947年）
- 百物語（1971年）
- ひょうたん駒子（1957年 - 1958年）
- ビルの中の目（1963年）
- ピロンの秘密（1960年 - 1961年）
  - 1960年 - 1961年に放送された同名ドラマ（日本テレビ、月曜日 - 土曜日までの帯番組）とのタイアップ作品。他に手塚が第1回のみを描き藤子不二雄が引き継いで連載した『ピロンちゃん』（全編は藤子・F・不二雄大全集の『ろぼっとろぼちゃん』に収録され、手塚作の第1回は手塚治虫文庫全集の『手塚治虫漫画全集未収録作品集 2』にも収録された）が存在する。
- ファーブル先生の虫物語（1958年）
- ファインロマンス（1947年）
- ファウスト（1950年、ゲーテ作品の漫画化）
- フィッシャー（1975年）
- フィルムは生きている（1958年 - 1959年）
- 風之進がんばる
- フォード32年型（1954年）
- 複眼魔人（1957年）
- ふしぎな少年（1961年 - 1962年）
- ふしぎ旅行記（1950年）
- 双生児殺人事件（ふたごさつじんじけん）（地球劇場2）（1957年）
- ブタのヘソのセレナーデ（1971年）
- 二人のショーグン（1979年）
- ブッキラによろしく!（1985年）
- ブッダ（1972年 - 1983年）
- プライム・ローズ（1982年 - 1983年）
- フライングベン（1966年）
- ブラック・ジャック（1973年 - 1983年）
- ブルンガ1世（1968年 - 1969年）
- 平原太平記（1950年）
- 兵隊貸します
- ベニスの商人（1959年、シェイクスピア戯曲の漫画化）
- べんけいと牛若（1976年）
- 冒険狂時代（1951年 - 1953年）
- 冒険ルビ（1969年 - 1970年）
- ぼくのそんごくう（1952年 - 1959年）
- ぼくのはつゆめ月世界旅行（1959年）
- 星のコンクールにいった子（1962年）
- ほろ馬車くん（1952年）
- ボンゴ（1961年 - 1962年）
- ほんのちょっぴり物語（1962年 - 1963年）
- ボンバ!（1970年）

##### ま行
- マグマ大使（1965年 - 1967年）
- マコとルミとチイ（1979年 - 1981年）
- 魔神ガロン（1959年 - 1962年）
- 摩天楼小僧（1952年）
- 魔の山（1972年）
- マノン・レスコオ（1947年）
- 魔法屋敷（1948年）
- 豆大統領（1953年 - 1954年）
- 漫画教室（1952年 - 1954年）
- 漫画生物學（1956年 - 1957年）
- 漫画大學（1950年）
- まんが大学（1968年）
- 漫画中学（1957年 - 1958年）
- 漫画天文学（1957年 - 1958年）
- マンションOBA（1972年）
- ミーチャン（1952年）
- ミクロイドS（1973年）
- 三つのスリル（1968年）
- ミッドナイト（1986年 - 1987年）
- 三つ目がとおる（1974年 - 1978年）
- みどりの地平線（1962年）
- 緑の猫（1956年）
- ミニミニ履歴書（1968年）
- 耳鴉（1972年）
- ミューズとドン（1972年）
- 未来人カオス（1978年）
- 未来をのぞく3人（1958年）
- みんながおとなになったとき（1959年）
- 村の踊り子（1953年）
- メタモルフォーゼシリーズ（1976年 - 1977年）
- メトロポリス（1949年）
- 森の王子（1958年）真贋や如何に？
- 桃太郎（？）（1944年）戦時中に大阪で出版されたらしいが現物は未発見。
- モモーン山の嵐（1947年）現物は発見されていない。
- モモンガのムサ（1971年）
- 森の四劍士（1948年）
- モンモン山が泣いてるよ（1979年）

##### や行
- やけっぱちのマリア（1970年）
- ヤジとボク（1975年）
- 山小屋の灯（1953年）
- 山太郎かえる（1980年）
- やまなし 宮沢賢治漫画館（1985年）
- 山の彼方の空紅く（1982年）
- ヤマビコ（1946年）
- 勇者ダン（1962年）
- 有尾人（1949年）
- 幽霊男
- ユフラテの樹（1973年）
- 四谷快談（1976年）
- 妖怪探偵團（1948年）
- 夜よさよならアディオスノーチェス（1985年）
- よろめき動物記（1964年 - 1965年）

##### ら行
- ライオンブックスシリーズ（1971年 - 1973年、少年ジャンプ）
- ライオンブックスシリーズ（1956年 - 1957年、おもしろブック）
- らくがき事典（1959年）
- 落盤（1959年）
- 流星王子（1955年 - 1956年）
- 流線型事件（1948年）
- ルードウィヒ・B（1987年 - 1989年、絶筆により未完）
- るんは風の中（1979年）
- 光線銃（レイ・ガン）ジャック（1963年）
- レオちゃん
- レモン・キッド（1953年）
- ロストワールド（1948年）
- ロック冒険記（1952年 - 1954年）
- ロック・ホームの冒険（1949年）
- ロップくん
- ロロの旅路（1973年）

##### わ行
- 私のページ（1952年）
- 私のらくがき（1954年）
- ワン公月へ行く（1952年）
- ワンサくん（1971年 - 1972年）
- ワンダーくん（1954年 - 1955年）

##### 英数字
- 0次元の丘（1969年）
- 0（ゼロ）マン（1959年 - 1960年）
- 13の秘密（1953年）
- 1985への出発（たびだち）（1985年）
- 2から2を消せば2（1962年）
- 20のトビィ（假面の冒險兒）（1948年）
- 2001年テレビ時代（1970年）
- 38度線上の怪物（1953年）
- 7日の恐怖（1969年）
- Qチャンの捕物帳（1948年）
- SFファンシーフリー（1963年 - 1964年）
- THE・MAN（1947年）
- HAPPYNEWYEAR（1948年）
- W3（ワンダー・スリー）（1965年 - 1966年）
- ZEPHYRUS（ゼフィルス）（1971年）

#### 少女向け
- 赤い雪（1955年）
- あけぼのさん（1959年）
- あらしの妖精（1955年 - 1957年）
- うたえペニーよ（1953年）
- エンゼルの丘（1960年 - 1961年）
- カーテンは今夜も青い（1958年）
- 孔雀石（1955年）
- こけし探偵局（1957年）
- シルクハット物語（1954年）
- 白くじゃくの歌（1959年）
- そよ風さん（1955年 - 1956年）
- つるの泉（1956年）
- 鳥よせ少女
- とんから谷物語（1955年 - 1956年）
- ナスビ女王（1954年 - 1957年）
- ナスビ女王と宝石（1955年）
- 虹のとりで（1956年 - 1957年）
- 虹のプレリュード（1975年）
- 野ばらの精（1962年）
- 野ばらよいつ歌う（1960年 - 1961年）
- 母の眼ばなし（1957年）
- 火の輪（1961年）
- ひまわりさん（1956年）
- ピンクの天使（1957年 - 1958年）
- ふしぎなメルモ（ママァちゃん）（1970年 - 1972年）
- 双子の騎士（リボンの騎士）（1958年）
- 舞踏会へ来た悪魔（1957年）
- 骨（1959年）
- みどりの真珠（1958年）
- 緑の果て（1969年）
- ミニヨン（1957年）
- ユニコ（1976年 - 1979年、リリカ版）
- ヨッコちゃんがきたよ!（1962年）
- リボンの騎士
  - 少女クラブ版（1953年 - 1956年）
  - リボンの騎士 続編（1958年 - 1959年）→双子の騎士
  - なかよし版（1963年 - 1966年）
  - 少女フレンド版（1967年）
- 龍が淵の乙女（1954年 - 1955年）
- リンリンちゃん（1960年）
- ロビンちゃん（1954年）

#### 大人向け
- I.L（1969年 - 1970年）
- 悪魔の開幕（1973年）
- 足あと温泉（1950年）
- アドルフに告ぐ（1983年 - 1985年）
- 虻須虎家（あぶすとらけ）（1956年）
- アポロはなぜ酔っ拂ったか（1969年）
- 奇子（あやこ）（1972年 - 1973年）
- イエロー・ダスト（1972年）
- 一族参上（1970年）
- 一輝まんだら（1974年 - 1975年 打ち切りにより未完）
- 異法人（1969年）
- 上を下へのジレッタ（1968年 - 1969年）
- 氏神さまの火（1953年）
- 宇宙から男が…（1963年）
- 熟れた星（1971年）
- うろこが崎（1969年）
- おいつめられた男（1963年）
- 大松右京のラプソディ（1973年）
- おそすぎるアイツ（1968年）
- カタストロフ・イン・ザ・ダーク（1970年）
- カノン（1974年）
- カメレオン（1969年）
- 華麗なるユーウツ（1966年）
- 巨人と玩具（1971年）
- きりひと讃歌（1970年 - 1971年）
- 空気の底シリーズ（1968年 - 1970年）
- グリンゴ（1987年 - 1989年、絶筆により未完）
- 苦情銀行（1969年）
- 暗い穴（1969年）
- 暗い窓の女（1969年）
- クラインの壷（1963年）
- グランドメサの決闘（1969年）
- ゲーム（1971年）
- げてもの（1970年）
- 現地調査（1970年）
- 叩建異譚（1987年）
- 声（1970年）
- 午後一時の怪談（1963年）
- こじき姫ルンペネラ（1980年）
- ごめんねママ（1961年 - 1963年）これは「主婦の友」に連載されていた主婦向けの漫画。
- ゴミ戦争（1973年）
- 孤聊（1972年）
- 昆虫少女の放浪記（1955年）
- 最後の一戦（ああ、平和の女神!）（1955年）
- サイテイ招待席（1969年 - 1970年）
- サスピション（1982年）
  - ハエタタキ（1982年）
  - 峠の2人（1982年）
  - P4の死角（1982年）
- 真田ヒモてん末記（1958年）
- サロメの唇（1972年）
- 品川心中（1966年）
- 週間探偵登場（1959年 - 1961年）
- シュマリ（1974年 - 1976年）
- ジョーを訪ねた男（1968年）
- 処刑は3時におわった（1968年）
- 白い幻影（まぼろし）（1972年）
- スター・ダスト（1965年）
- すっぽん物語（1970年）
- ステロタイプ（1973年）
- 聖女懐妊（1970年）
- セクソダス（1975年）
- 雑布と宝石（1957年）
- そこに穴があった（1969年）
- 第三帝国の崩壊（1955年）
- 大日本帝国アメリカ県（1965年）
- 大暴走（1970年）
- タイムマシンのみこと（1967年）
- 蛸の足（1970年）
- タダノブ（1966年）
- 地下壕（1970年）
- 地球を呑む（1968年 - 1969年）
- 鳥人大系（1971年 - 1975年）
- 角（1972年）
- 刑事（でか）もどき（1973年）
- 鉄の旋律（1974年 - 1975年）
- 出ていけッ!（1972年）
- 電話（1969年）
- という手紙がきた（1971年）
- ドオベルマン（1970年）
- 都会の孤島（1971年）
- 時計仕掛けのりんご（1969年）
- どついたれ（1979年 - 1980年）
- ながい窖（あな）（1970年）
- 七日の恐怖（1970年）
- 生麦事件（1968年）
- 人間ども集まれ!（1967年 - 1968年）
- 人間昆虫記（1970年 - 1971年）
- ヌーディアン列島（1968年）
- ネオ・ファウスト（1988年、絶筆により未完）
- 猫の血（1969年）
- PARIS・モントリオール万国博（1967年）
- ばるぼら（1973年 - 1974年）
- バイパスの夜（1969年）
- 反射（1971年）
- パントマイムにこった男（1956年）
- 万博ハプニングガイド（1970年）
- 陽だまりの樹（1981年 - 1986年）
- 日付け健忘線（1967年）
- 1コマ漫画（1985年）
- 人身御供（1976年）
- 火の山（1979年）
- 紐（1970年）
- ヒョーロク記 宇宙のスフィンクス（1968年）
- ヒョーロク記（1968年）
- フースケ風雲録（1970年）
- 嚢（ふくろ）（1968年）
- 二人は空気の底に（1970年）
- ペーター・キュルテンの記録（1973年）
- 兵隊貸します（1956年）
- 負け女郎（1972年）
- MW（1976年 - 1978年）
- 最上殿始末（1972年）
- もの憂げな夜（1973年）
- やぶれかぶれ（1966年）
- 山棟蛇（1972年）
- 野郎と断崖（1968年）
- 夜の客（1972年）
- 夜の声（1968年）
- よろめき動物記（1964年 - 1965年）
- ラインの館にて（1972年）
- 料理する女（1972年）
- レボリューション（1973年）
- ロバンナよ（1970年）
- わが谷は未知なりき（1969年）
- わが名は百科（1964年）
- 笑う男（1971年）
- われ泣きぬれて島と（1966年）

#### 低年齢向け
- 海のトリトン（1972年、テレビマガジン・たのしい幼稚園版）
- おばけジャングル（1952年）
- 宇宙旅行（1952年）
- お山の三五郎（1958年 - 1959年）
- ガムガムパンチ（1967年 - 1969年）
- ぎっこちゃんまっこちゃん（1949年）
- きつねのさいばん（1950年）
- くろちょろのぼうけん（1961年）
- こぐまのブブ（1962年）
- こだまちゃん（1959年 - 1960年）
- ジャングル大帝 進め!レオ（1967年）
- しらゆきひめ（1954年）
- 白いくびの子がも（1956年）
- せむしのこうま（一年ブック（秀文社）1955年6月号掲載）
- チッポくんこんにちは（1957年）
- ちらかしくん（1956年）
- とべとべるんちゃん（1959年）
- のっことぽろ（1961年 - 1962年）
- パンサーを探せ（1979年）
- びいこちゃん（1958年）
- ぴんぴん生ちゃん（1949年）
- ピンピン生ちゃん（1958年 - 1959年）
- 冒険ルビ（1969年 - 1970年）
- ぼうけんルビ（1970年）
- ぼくはにんじゅつつかい（1955年）
- ぽっかち（1969年）
- ボンゴ（1964年 - 1965年）
- やじうまマーチ（『小学二年生』1970年9月号 - 1971年2月号）
- ユニコ（1980年 - 1984年、小学一年生版）
- らびちゃん（1960年 - 1961年）
- レオちゃん（1965年）
- ロップくん（1963年 - 1965年）

#### 4コマ漫画
- あんてな一家（1955年 - 1956年）
- AチャンB子チャン探險記（1946年）
- オバケ（1947年）
- ぐっちゃん（1953年）
- ぐっちゃん（1956年）
- グッちゃんとパイコさん（1948年）
- シカヘシ（1947年）
- たみちゃん兄妹（1953年）
- 月ロケット（1958年）
- チャッカリくん（1952年）
- 珍念と京ちゃん（1946年）
- テリヤくん（1956年）
- 電子夫人（1959年 - 1960年）
- 21せいきのフクちゃん（1986年）
- 文化のスピード（1955年）
- マアチャンの日記帳（1946年）
- ものぐさトンちゃん（1947年）

#### 1コマ漫画
- 宇宙給食チューブの故障（1977年）
- 親の恩を忘れるなよ（1975年）
- くるま110バンこちらJAF（1977年 - 1978年）
- 広告マンガ（1987年）
- 今年こそ公害を追放しよう!!（1971年）
- コンピューター・パニック（1969年）
- さようなら福井英一先生（1954年）
- 死戯山縁起絵巻（1962年）
- 締切り十日前に原稿ができたら?（1957年）
- 自由の大仏（1984年）
- 紳士録出版者の自殺（1971年）
- 旋風Zのゆめ（1958年）
- 象のくしゃみ（1949年）
- ゾウノシンセツ（1947年）
- 大宇宙のお正月（1970年）
- 大学を幼稚園にするである!!（1969年）
- 超能力の幼児開発（1974年）
- TVマンガ（1982年10月1日号 - 1984年11月30日号；1985年12月6日号 - 1986年10月24日号）掲載「ザ・テレビジョン」（角川書店）
- どくたあとゆかいな仲間たち（1983年）
- なぜ選挙区の上で人工衛星をとめた（1966年）
- 日本列島害造論（1972年）
- ピーナツ事件（1976年）
- 1コママンガ2点（1983年）
- フォアカード（1969年）
- ぼくのアイデア月世界（1969年）
- マイコン族（1983年）
- '78漫画大予測文化教育（1978年）
- わかっちゃいるけどむずかしい（1976年）
- 私の宝・わが家の宝（1976年）

#### 漫画の全集や選集など
※ 調査の上で、過去の全集や選集などの企画に関する記述を追加していく予定。
- 光文社「手塚治虫漫画全集」（1958年創刊）※ 17巻まで刊行（完結しない作品を含む）。
- 鈴木出版「手塚治虫漫画選集」（全25巻、完結しない作品を含む）1958年 - 1963年。
- 鈴木出版「手塚治虫全集」（全10巻）1964年 - 1965年。
- 筑摩書房「現代漫画 6 手塚治虫集」（1970年）。（作家別の収録のなかの1冊）。
- 小学館 ゴールデンコミックスの中の「手塚治虫全集」※ 1968年10月30日に当初全100巻の予定で刊行開始したが、1970年12月10日の40巻までで刊行中断。
- 青林堂「虫の標本箱」 (1) - (4)、1975年 - 1977年。※ 初期作品集。赤本の復刻。
- 名著刊行会「手塚治虫初期漫画館」、1980年。※ 初期作品集。赤本の復刻。
- 文民社「手塚治虫作品集」全部で8巻まで刊行されたA5判の豪華本。
  - 第1巻「ハトよ天まで」 (1975年8月1日)
  - 第2巻「ジャングル大帝」 (1976年2月1日)
  - 第3巻「オズマ隊長」(1976年10月1日)
  - 第4巻「リボンの騎士」 (1977年6月1日)
  - 第5巻「少女まんが集」（火の鳥・ミニヨン）(1978年9月1日)
  - 第6巻「児童漫画1（ガムガムパンチ）」（1979年8月20日）※ ガムガムパンチの全50話を完全収録
  - 第7巻「児童漫画2（ぼんご・ロップくん）」（1980年4月1日）
  - 第8巻「カラー作品集」（1981年6月1日）※ 多くのカラー短編作品をカラーで収録。
- 講談社「手塚治虫漫画全集」（全400巻）※ 当初は1977年6月 - 1984年10月の3期分の全300巻で完結の予定であったが、手塚治虫没後の1993年1月 - 1997年12月に第4期分100巻を追加して全400巻とした。
- 「ほるぷ版　手塚治虫選集」（全20巻）、ほるぷ出版（昭和57年（1982年）6月1日)。※企画：ほるぷ教育開発研究所。
  - 第1 - 6巻：「鉄腕アトム」（1） - （6）
  - 第7 - 8巻：「ハトよ天まで」（1） - （2）
  - 第9 - 10巻：「ジャングル大帝」(1) - （2）
  - 第11 - 12巻：「オズマ隊長」（1） - （2）
  - 第13 - 14巻：「リボンの騎士」（1） - （2）
  - 第15巻：「火の鳥・あらしの妖精」
  - 第16 - 17巻：「ガムガムパンチ」（1） - （2）
  - 第18巻：「ぼんご・ロップくん」
  - 第19巻：「ロップくん」
  - 第20巻：「チッポくんこんにちは」
- 手塚治虫作品集（全11巻、付録冊子「手塚治虫40年の歩み」）：手塚治虫作家生活40周年記念出版刊行会、翠楊社、1984年（昭和59年）1月。
  - 第1巻：「ハトよ天まで」
  - 第2巻：「ジャングル大帝」
  - 第3巻：「オズマ隊長」
  - 第4巻：「リボンの騎士」
  - 第5巻：「火の鳥・あらしの妖精」
  - 第6巻：「ガムガムパンチ」
  - 第7巻：「ぼんご・ロップくん」
  - 第8巻：「カラー作品集」
  - 第9巻：「鉄腕アトム（1）」
  - 第10巻：「鉄腕アトム（2）」
  - 第11巻：「鉄腕アトム（3）」
- 手塚治虫デジタル漫画大全集製作委員会 （朝日新聞、インクリメントP、ビデオ・パック・ニッポンの3社）「手塚治虫漫画大全集DVD-ROM」（DVD-ROM8枚組）, 2001年3月30日発売。※ 講談社手塚治虫漫画全集全400巻の製版用フィルムからのスキャン画像によるPDFファイル群と専用閲覧ソフトを収録。
- 講談社 手塚治虫 生誕80周年記念刊行「手塚治虫文庫全集」（全200巻）2009年10月-2012年5月 ※ 講談社手塚治虫漫画全集400巻の内容を含み追補あり。
- 講談社は、「手塚治虫文庫全集」全200巻のデジタル製版版を基にした電子書籍を2015年5月29日より始めて毎月20冊ずつ配信し、10ヶ月かけて全て電子化すると発表し、予定通りに全巻刊行終了した。
- 丸善ジュンク堂書店は、オンデマンド出版で「手塚治虫全集」（全343巻、判型はB5とB6の2種類）を2017年11月3日開始で刊行の予定[3][4]。
- 株式会社イーブックイニシアティブジャパンの電子書籍サービス「eBookJapan」の著者「手塚治虫」[5]。
- 国書刊行会「手塚治虫大人漫画大全」 - 2023年12月25日発売[6] [7]

#### 私家版、習作、回覧誌、シナリオ、構想ノート
- 幽霊男（1945年）
- 勝利の日まで（1945年）
- オヤヂの宝島（1945年）
- マンガの描き方（1978年）

#### 回想録、小説、エッセイ、シナリオなど
- 立東舎文庫（版元はリットーミュージック）での刊行作品
  - 「ぼくはマンガ家」（2016年7月20日）、ISBN 978-4845628216。※初刊は1969年（毎日新聞社）、「ボクのまんが記」を追加
  - 「手塚治虫小説集成」（2016年7月20日）、ISBN 978-4845628223
  - 「手塚治虫映画エッセイ集成」（2016年8月19日）、ISBN 978-4845628292
  - 「手塚治虫シナリオ集成 1970-1980」（2017年2月20日）、ISBN 978-4845629893
  - 「手塚治虫シナリオ集成 1981-1989」（2017年3月17日）、ISBN 978-4845630080
  - 「手塚治虫エッセイ集成 私的作家考」（2017年6月20日）、ISBN 978-4845630516
  - 「手塚治虫エッセイ集成 映画・アニメ観てある記」（2017年6月20日）、ISBN 978-4845630523
  - 「手塚治虫エッセイ集成 ルーツと音楽」（2017年12月20日）、ISBN 978-4845631568
  - 「手塚治虫エッセイ集成 ぼくの旅行記」（2017年12月20日）、ISBN 978-4845631575
  - 「手塚治虫エッセイ集成　わが想い出の記」（2018年2月20日）、ISBN 978-4845631902

#### 他作家によるリメイク、翻案の漫画作品
- 手塚治虫自身の手に拠らないリメイク作品をリメイク作の初出年代順に配列。
- ブラック・ジャックのリメイク作品についてはブラック・ジャック#リメイク漫画を参照。

| 作者とタイトル           | 作者とタイトル                              | リメイク作品の初出および掲載誌  | リメイク作品の初出および掲載誌 | ベース作品およびベース作品の初出と掲載誌 | ベース作品およびベース作品の初出と掲載誌 | ベース作品およびベース作品の初出と掲載誌 |
| ------------------------ | ------------------------------------------- | ------------------------------- | ------------------------------ | ---------------------------------------- | ---------------------------------------- | ---------------------------------------- |
| 島本和彦                 | マグマ大使 地上最大のロケット人間の巻       | 1999年                          | COMIC CUE                      | マグマ大使                               | 1965年 - 1967年                          | 少年画報                                 |
| 田中圭一                 | グリンゴ2002                                | 2002年                          | トラウママンガマガジン         | グリンゴ                                 | 1987年 - 1989年                          | ビッグコミック                           |
| 浦沢直樹                 | PLUTO                                       | 2003年 - 2009年                 | ビッグコミックオリジナル       | 鉄腕アトム 地上最大のロボット            | 1964年 - 1965年                          | 少年                                     |
| 永井豪                   | 魔神王ガロン                                | 2004年 - 2005年                 | 手塚治虫マガジン               | 魔神ガロン                               | 1959年 - 1962年                          | 冒険王                                   |
| 米原秀幸                 | Dämons                                      | 2006年 - 2008年                 | 週刊少年チャンピオン           | 鉄の旋律                                 | 1974年 - 1975年                          | 増刊ヤングコミック                       |
| 道家大輔                 | どろろ梵                                    | 2007年 - 2009年                 | ヤングチャンピオン             | どろろ                                   | 1967年 - 1968年                          | 週刊少年サンデー 冒険王                  |
| 花森ぴんく 高橋ナツコ    | サファイア リボンの騎士                     | 2008年 - 2009年                 | なかよし                       | リボンの騎士                             | 1953年 - 1967年                          | 少女クラブ なかよし 少女フレンド         |
| 姫川明                   | 青騎士                                      | 2009年 - 2010年                 | ケロケロエース                 | 鉄腕アトム 青騎士                        | 1965年 - 1966年                          | 少年                                     |
| 福山けいこ               | メルモちゃん                                | 2010年 - 2011年 2011年 - 2012年 | 月刊COMICリュウ Web連載        | ふしぎなメルモ                           | 1970年 - 1972年                          | 小学一年生 よいこ れお                   |
| 永井豪                   | どろろとえん魔くん                          | 2012年 - 2013年                 | 週刊漫画ゴラク                 | どろろ                                   | 1967年 - 1968年                          | 週刊少年サンデー 冒険王                  |
| えのきづ                 | チョコっとドラキュラ                        | 2018年 - ?                      | テヅコミ（マイクロマガジン社） | ドン・ドラキュラ                         |                                          | 週刊少年チャンピオン（秋田書店）連載     |
| カサハラテツロー         | アトム ザ・ビギニング                       | 2015年 - 連載中                 | 月刊ヒーローズ                 | 鉄腕アトム                               | 1951年 - 1981年                          | 少年 単行本書き下ろし「アトム誕生」など  |
| やまもとしんじ（絵・文） | アトムキャット －A・TOMCAT－ 〜アトム誕生〜 | 2023年2月2日発売                | 児童書（絵本）世界文化社       | アトムキャット                           | 1986年7月 - 1987年2月                    | 「ニコニココミック」（世界文化社）連載   |
| 鈴木まもる（文・絵）     | 火の鳥 いのちの物語                         | 2024年4月発売                   | 児童書（絵本）金の星社         | 火の鳥                                   | 1967年                                   | 「COM」（虫プロ商事連載）                |

### 子供向きの絵本
- 手塚治虫（作・絵）：『絵本 ジャングル大帝』、樹立社、ISBN 978-4-901769-73-0、（2014年12月）※ これは冨田勲作曲、日本フィルハーモニー交響楽団演奏の「子どものための 交響詩ジャングル大帝」のステレオLPレコードアルバム（日本コロムビア,1966年）に手塚治虫自身が絵本のスタイルで描いたレコードの楽曲が表わす物語の冊子が同封されていたその内容を復刻した絵本。
- あの子は宇宙人？（1980年）
- あわてみみちゃん(1952年)
- 犬づくし（1982年）
- いばら姫（1985年）
- ウオルト・ディズニー物語（1951年）
- 海のむかしむかし（1986年）
- えきほすのはなし（1976年）
- おかあさんの足（1952年）
- おはなじまんのえれちゃん（1961年）
- かたはぐるまのはなし（1976年）
- かにとへび（1959年）
- かりゅうどばちのおはなし（1957年）
- かわいそうなゾウ（1979年）
- くろ耳ちゃん（1956年）
- さだきちのはなし（1976年）
- じゃっくとまめのき（1959年）
- 白ゆきひめとおうじさま（1959年）
- すずむしひめ（1956年）
- セーターさわぎ（1983年）
- そらとぶラビ（1975年）
- たび（1987年）
- だれの角だろう?（1987年）
- ちっぽくんこんにちは（1973-1974年）
- つるのおんがえし（1959年）
- 鳥よせ少女（1954年）
- ねずみ浄土（1984年）
- 灰色くびの野がも（映画の紹介）（1953年）
- バット博士とジム（1947年）
- バンビ（映画の紹介）（1951年）
- びいこちゃん（1957年）
- びいこのおもり（1955年）
- ビス・ビス・ビス星ものがたり（1975年）
- ピノキオ（映画の紹介）（1952年）
- ふたつのもものみ（1975年）
- ボンゴ（映画の紹介）（1952年）
- ぼくは機関手（映画の紹介）（1953年）
- もえよドラゴン（1981年）
- やまびこれっしゃ（1976年）
- らびちゃんつきへいく（1964年）

### 封印されているとされる漫画作品
諸事情により、作品発表後に封印され再録されていない漫画作品・エピソードが多数存在する。
なおこのリストは極めて不完全なものである（今後調査し拡充していく予定）。
- 「クラインの壺」、週刊漫画サンデー、実業之日本社（1963年9月4日号）。
- 「華麗なるユーウツ」、週刊漫画サンデー、実業之日本社（1966年7月13日号）。
- 「タダノブ」、週刊漫画サンデー、実業之日本社（1966年12月7日号、12月14日号、12月21日号）。
- 「大日本帝国アメリカ県」、週刊漫画サンデー、実業之日本社、1965年7月28日号に掲載。その後双葉社の現代コミック9巻手塚治虫集（1970年8月1日）に単行本再録されるも、その後には再録無し。
- 「異法人」、漫画読本、文藝春秋社（1969年2月号）。
- 「2.11事件」、漫画サンデー、実業之日本社（1970年2月11日号）。
- 「ながい窖（あな）」、サンデー毎日、毎日新聞社（1970年11月6日増刊号）。その後に単行本『空気の底（下）』（朝日ソノラマ、サンミリオンコミックス、1972年2月15日初版発行） に収録されたが、後に削除され、その後は単行本収録無し。
- 「ライオンブックス　No.18『泥だらけの行進』」、少年ジャンプ、集英社（1972年8月14日号）。
- 「火の鳥　羽衣編」（ＣＯＭ連載版）、ＣＯＭ、虫プロ商事。
- 「火の鳥　望郷編」（ＣＯＭ連載版）、ＣＯＭ、虫プロ商事。
- 「ブラック・ジャック」、少年チャンピオン、秋田書店。
  - 第22話『血がとまらない』。
  - 第28話『指』。
  - 第31話『化身』。
  - 第36話『しずむ女』。
  - 第37話『２人のジャン』。
  - 第41話『植物人間』。
  - 第46話『死に神の化身』。
  - 第58話『快楽の座』。
  - 第67話『緑柱石 その２』。
  - 第76話『水頭症』。
  - 第128話『最後に残る者』。
  - 第139話『魔女裁判』。
  - 第153話『ある監督の記録』。
  - 第171話『壁』。
  - 第209話『落下物』。
- 「ミッドナイト」、週刊少年チャンピオン、秋田書店。
  - 『Act.12』(1986年7月18日号)。
  - 『Act.13』(1986年7月25日号)。
  - 『Act.20』(1986年9月12日号)。
  - 『Act.35』(1987年1月9日号)。
  - 『SCENE 7』(1987年8月21日号)。
  - 『SCENE 8』(1987年8月28日号)。
  - 『SCENE 11 最終回』(1987年9月18日号)。

### 監修として
- 「おとなの絵本 千夜一夜物語」手塚治虫監修・筑摩書房 （1969年12月5日）※ 劇場アニメ「千夜一夜」関連本。
- 手塚治虫監修、日本漫画協会編：「日本漫画代表作選集」全6巻、実業之日本社（1980－1981年）。
- 手塚治虫（監修）：「世界の歴史」（全15巻）、中公コミックス、中央公論社（1983年11月 - 1985年2月）。
- 永井道雄・手塚治虫（監修）：「伝記世界の偉人」（全17巻）、中公コミックス、中央公論社（1985年1月 - 10月）。
  - 「世界の四大聖人―孔子・シャカ・キリスト・マホメット」、中央公論社、ジュニア愛蔵版、ISBN 978-4-12-001723-0（1988年9月）。
- 陳舜臣・手塚治虫（監修）：「中国の歴史」（全12巻）、中公コミックス、中央公論社（1986年5月 - 1987年4月）。
  - 中公文庫版「マンガ中国の歴史」（全6巻）、中央公論新社。
    - 第1巻：項羽と劉邦（2006年4月）。
    - 第2巻：諸葛孔明と三国志（2006年5月）。
    - 第3巻：三蔵法師と『大唐西域記』（2006年6月）。
    - 第4巻：玄宗皇帝と楊貴妃（2006年7月）。
    - 第5巻：チンギス・ハンの世界帝国（2006年8月）。
    - 第6巻：西太后と義和団事件（2006年9月）。
- 猿谷要・手塚治虫（監修）：「アメリカの歴史」（全12巻）、中公コミックス、中央公論社（1987年11月 - 1988年10月）。

### アニメ作品
1990年代までに製作された手塚作品については「手塚治虫アニメワールド」シリーズとして、虫プロダクション製作作品については日本コロムビアから、手塚プロダクション製作作品はパイオニアLDCから順次発売されることが2001年に発表され、2005年10月発売の「ワンダービートS」を以てテレビ放送されたほとんどの作品がDVDソフト化された。手塚治虫アニメワールドの一部作品は手塚プロダクションによって有料動画配信（インターネットテレビ・ビデオオンデマンド）が行われている。また、手塚は商業作品においては総監督、監修などとして関わることが多く、必ず別の監督がクレジットされているため、手塚自身の映像感覚、演出センスはむしろ短編作品の方がより確認しやすい。
2000年代以降の作品は各製作会社から単発でDVDソフトが発売されている。

#### 実験アニメーション（非商用作品）
- ある街角の物語（1962年11月5日、39分、カラー、ワイド）※ 虫プロダクションの第1作目。製作期間1年間、最初6人で作り始めて最終的に20人程度、製作予算1千万円（手塚治虫談）。
- おす（1962年11月5日、2分53秒、カラー）
- めもりい（1964年9月21日、5分13秒、カラー）
- 人魚（1964年9月21日、8分18秒、カラー）
- タバコと灰（1965年10月1日、3分50秒、モノクロ）
- しずく（1965年10月1日、4分17秒、カラー）
- 展覧会の絵（1966年11月11日、約33分、カラー）※ 公開当初のもの（約39分）からは何度か改訂され、エピソードが1つカットされるなどもあり短縮。
- 創世記（1968年10月、3分42秒、モノクロ）
- ジャンピング（1984年6月、6分20秒、カラー）※第57回アカデミー賞短編アニメ映画賞の選考にかけられたが、受賞せず[8]
- おんぼろフィルム（1985年8月17日、5分37秒、パートカラー）※第59回アカデミー賞短編アニメ映画賞の選考にかけられたが、受賞せず[9]
- プッシュ（1987年8月21日、4分16秒、カラー）
- 村正（1987年8月21日、8分44秒、パートカラー）
- 森の伝説（1987年12月18日、29分20秒、パートカラー）
- 自画像（1988年6月、13秒、カラー）

※ 上記の14作品中「タバコと灰」以外の13作品の全てを収録した「手塚治虫 実験アニメーション作品集」が発売されている。ただし、「展覧会の絵」のように制作公開時から編集と変更が加えられていたりもする。
※「森の伝説」は、チャイコフスキー交響曲第四番の第一から第四楽章に対応する4つのエピソードが構想され、実際には第一楽章と第四楽章のみが手塚治虫自身によって製作された。遺された短い構想ノートを手がかりにして、第二楽章のエピソードが手塚プロダクション（絵コンテ：手塚眞）により製作され、2014年8月に公開された。上記の「森の伝説」は没後の追加を含まないもの。
※追記：「手塚治虫　作品集―実験アニメーション編―[Blu-ray]」、Happinet (SB)(D)、（2015年10月2日発売）には「タバコと灰」を追加し、さらに手塚治虫没後に作られた「森の伝説 第二楽章」も収録された。

#### 監督
- リボンの騎士（テレビアニメ、虫プロ）（全エピソードを通しての完全な関与ではない）
- クレオパトラ（成人向け劇場用アニメ、アニメラマ）（手塚治虫、山本暎一）
- 火の鳥2772 愛のコスモゾーン（劇場用アニメ）（総監督）

### 原案・監修

#### アニメーション
- 「西遊記」（劇場用長編まんが映画、総天然色、東映スコープ、88分、東映動画、1960年8月14日劇場公開） - 東映動画に招かれ手塚漫画『ぼくのそんごくう』を元にして作られた。手塚がアニメーション製作に初めて関わった作品。※ VHS、DVD収録あり。※ ヴェネチア国際児童映画祭特別大賞。
- 「シンドバッドの冒険」（劇場用長編まんが映画、総天然色、東映スコープ、東映動画、81分、1962年7月21日劇場公開）※ DVDあり。※第1回リミリ国際動画映画祭監督賞、第4回ヴェネチア国際児童映画祭サンマルコ青銅賞。
- 「ある街角の物語」（実験アニメーション、カラー、ワイド、劇場用、38分、虫プロダクション、1962年11月5日公開）※ VHS、DVD収録あり。※ 1963年第17回毎日映画コンクール第1回大藤信郎賞、1963年第17回芸術祭奨励賞、1963年第13回ブルーリボン教育文化映画賞。
- 「鉄腕アトム (アニメ第1作)」（TVアニメシリーズ、白黒、虫プロダクション、フジテレビ、1963年1月1日から1966年12月31日までの4年間、全210回放送（全193話＋17回のリピート放送））※ 国産初の30分枠毎週放送のテレビアニメシリーズ。[注 5]※ DVD-BOXあり（一部エピソード欠落）。
- 「わんわん忠臣蔵」（劇場用長編まんが映画、総天然色、東映動画、1963年12月21日劇場公開）※ VHS、LD、DVD収録あり。
- 「鉄腕アトム・宇宙の勇者」（劇場用まんが映画、パートカラー、虫プロダクション、日活系封切、87分、1964年7月26日劇場公開）※ TVシリーズから『ロボット宇宙艇』、『地球防衛隊』、『地球最後の日』の三本を劇場用に再編集。
- 「ビッグX」（TVアニメシリーズ、白黒、製作：最初はTBSで後に東京ムービー、1964年8月3日から1965年9月27日まで、全59話） ※DVD-BOXあり（コロムビアミュージックエンタテインメント、2006年3月1日、品番：XT-2195/8）。ただし、完全収録ではない（59話までのうち、第2話から第39話までは現存せずと記述）。
- 「新宝島」（TVアニメ単発、白黒、日本初の1時間枠テレビアニメ、虫プロダクション、1965年1月3日単発）※ DVDへの収録あり ※これは手塚の赤本漫画第一号の「新寶島」ではなくて、ロバート・ルイス・スティーヴンソン原作の「宝島」を元にした翻案作品。
- 「W3（ワンダースリー）」（TVアニメシリーズ、白黒、製作：虫プロダクション、フジテレビ系列、1965年6月6日から1966年6月27日まで、全56回放送（全52話＋4回リピート放送）） ※DVD-BOXあり
- 「ジャングル大帝」（TVアニメシリーズ、カラー、製作：虫プロダクション、フジテレビ系列、1965年10月6日から1966年9月28日まで、全52話） ※DVD-BOXあり。
- 「新ジャングル大帝 進めレオ!」（TVアニメシリーズ、カラー、製作：虫プロダクション、フジテレビ系列、1966年10月5日から1967年3月29日まで、全26話） ※DVD-BOXあり
- 「リボンの騎士」（TVアニメシリーズ、カラー、製作：虫プロダクション、フジテレビ系列、1967年4月2日から1968年4月7日まで、全52話） ※DVD-BOXあり
- 「ワンダーくんの初夢宇宙旅行」（NHKテレビ番組、単発、実写とアニメの合成、製作：虫プロダクション、カラー、20分、1969年1月2日単発）※ 音声の無い発掘されたラッシュフィルムに新たに音声を入れて復元を行なう様子と作品の概要解説がNHK総合の番組『金曜eye』枠で2015年9月25日に特別放送。2016年に1969年版の音声入り完全版が発見された[10]。
- 「どろろ（途中第14話目からは改題し「どろろと百鬼丸」）」（TVアニメシリーズ、白黒、製作：虫プロダクション、フジテレビ系列、1969年4月6日から同年9月28日まで、全26話） ※DVD-BOXあり
- 「アラビアンナイト 千夜一夜」（劇場用長編アニメ（アニメラマ、成人向け）、カラー、虫プロダクション、日本ヘラルド映画、1969年6月14日劇場公開） ※DVDあり
- 「やさしいライオン」、（製作：虫プロダクション、東宝系封切り、24分41秒、カラー、1970年3月21日公開）※ やなせたかしの絵本のアニメーション化。製作資金を手塚治虫が個人で出した。1970年第24回毎日映画コンクール・第8回大藤信郎賞、1970年第12回児童福祉文化奨励賞。
- 「氷の国のミースケ」（TVアニメ単発、企画：日本楽器製造、製作：手塚プロダクション、原案＋構成＋製作：手塚治虫、作画監督：杉井ギザブロー、1970年7月単発、35ミリ、カラー、16分、映文連登録番号：5199）。
- 「クレオパトラ」（劇場用長編アニメ（アニメラマ、成人向け）、カラー、虫プロダクション、日本ヘラルド映画、1970年9月劇場公開） ※DVDあり
- 「南へ行ったミースケ」（TVアニメ単発、企画：日本楽器製造、製作：手塚プロダクション、原案＋構成＋製作：手塚治虫、作画監督：正延宏三、1971年8月単発、カラー、15分）。※ 現在では不適当とみなされる表現が含まれているためにお蔵入り状態。
- 「ふしぎなメルモ」（TVアニメシリーズ、製作：手塚プロダクション、TBS系列、1971年10月3日から1972年3月26日まで、全26話）※ VHS収録（一部のエピソード欠？）あり。DVD-BOXあり（本放送時のものからは音声、BGMが差し替えられている。）
- 「海のトリトン」（TVアニメシリーズ、朝日放送系、製作：アニメーションスタッフルーム、カラー、23分、1972年4月1日から同年9月30日まで、全27話）。※ DVD-BOXあり。
- 「ワンサくん」（TVアニメシリーズ、カラー、製作：虫プロダクション、フジテレビ系列、1973年4月2日から同年9月24日まで、全26話）※DVD-BOXあり。
- 「ミクロイドS」（TVアニメシリーズ、NET系、製作：東映動画、1973年4月7日から同年10月6日まで、全26話） ※DVD-BOXあり。
- 「ジェッターマルス」（TVアニメシリーズ、製作：東映動画、1977年2月3日から同年9月15日まで、全27話） ※DVD-BOXあり。
- 「世界名作童話 おやゆび姫」（劇場用長編アニメーション、製作：東映動画、カラー、64分、1978年3月18日劇場公開）のキャラクターデザイン。※VHSあり。
- 「海のトリトン 劇場版」（劇場用長編、テレビシリーズの再編集、製作：オフィス・アカデミー、カラー、74分、東映系、1979年7月14日）※ 前後編の二部構成で製作されたが劇場公開は前編のみ。2002年3月にパイオニアLDCから前後編併せたDVDが発売。
- 「北極のムーシカミーシカ」（劇場用長編アニメーション、製作：（新）虫プロダクション、原作：いぬいとみこ、監督：勝井千賀雄、監修：手塚治虫、1979年7月21日劇場公開）。
- 「鉄腕アトム (アニメ第2作)」（TVアニメシリーズ、製作：手塚プロダクション、日本テレビ系列、1980年10月1日から1981年12月23日まで、全52話） ※DVD-BOX・BD-BOXあり。
- 「手塚治虫のドン・ドラキュラ」（TVアニメシリーズ、製作：じんプロダクション、テレビ東京系、1982年4月5日から同年4月26日まで、全4話）※DVD-BOXあり。※ 第8話まで製作済で第4話まで放送して打ち切り。DVD-BOXでは全8話を収録。
- 「ユニコ」シリーズ
  - 『ユニコ 黒い雲と白い羽』（製作：サンリオ動画、1979年）※DVD収録。※ 劇場公開はされなかったと云われているが。
  - 『ユニコ』（劇場用長編アニメーション、製作：サンリオ動画、1981年公開）※DVD収録。
  - 『ユニコ 魔法の島へ』（劇場用長編アニメーション、製作：サンリオ動画、1983年公開）※DVD収録。
  - Bee TV版 (2012年8月1日に全20話で放送され、1話約6分、製作：？)。※ 詳細要調査。
- 「ワンダービートS」（TVアニメシリーズ、制作：虫プロダクション、TBS系列、1986年4月16日から11月19日） ※企画と監修が手塚治虫 ※DVD-BOXあり
- 「ライオンブックスシリーズ」(OVA)
  - 1）「緑の猫」（OVA、製作：手塚プロダクション、カラー、24分、1983年10月完成、発売：NHKエンタープライズから1989年7月）。
  - 2）「雨降り小僧」（OVA、製作：手塚プロダクション、カラー、24分、1983年12月24日完成、発売：NHKエンタープライズから1989年7月）。
  - 3）「るんは風の中」（OVA、製作：手塚プロダクション、カラー、24分、1985年4月13日完成、発売：NHKエンタープライズから1989年7月）。
  - 4）「山太郎かえる」（OVA、製作：手塚プロダクション、カラー、24分、1986年8月15日完成、発売：NHKエンタープライズから1989年7月）。
  - 5）「安達が原」（OVA、ODS、製作：手塚プロダクション、カラー、25分、1991年11月16日）。
  - 6）「悪右衛門」（OVA、ODS、製作：手塚プロダクション、カラー、24分30秒、1993年7月16日完成）※ 手塚眞の初アニメ監督作品。
- 「ラブ・ポジション ハレー伝説」（OVA、原案手塚治虫、パック・イン・ビデオ、手塚プロダクション、カラー、93分、1985年12月16日）。
- NTV系『24時間テレビ アニメスペシャル』 ※ DVDあり
  - 100万年地球の旅 バンダーブック （24時間テレビ第1回目の1978年8月27日に放送、製作:手塚プロダクション）※ 世界初の2時間枠のオリジナルなテレビ放送用アニメ（実質の作品長は94分）。
  - 海底超特急マリンエクスプレス （24時間テレビ第2回目の1979年8月26日に放送、製作:手塚プロダクション）作品長91分。
  - フウムーン （24時間テレビ第3回目の1980年8月31日に放送、製作:手塚プロダクション）作品長91分。
  - ブレーメン4 地獄の中の天使たち （24時間テレビ第4回目に1981年8月23日に放送、製作:手塚プロダクション）作品長90分。
  - タイムスリップ10000年プライム・ローズ （24時間テレビ第6回目の1983年8月21日、製作:手塚プロダクション）作品長90分。※雑誌連載の「プライム・ローズ」とは内容がかなり異なる。
  - 大自然の魔獣バギ （24時間テレビ第7回目の1984年8月19日放送、製作:手塚プロダクション）※ 初放送時は作品の完成度が低かったので、後に手直しを加えて現在の完全版が作られた。※ 漫画の「大自然の顔役バギ」（雑誌連載未完の作品）とは内容がかなり異なる。
  - 悪魔島のプリンス 三つ目がとおる （24時間テレビ第8回目の1985年8月に放送、製作：東映動画）（注：テレビ東京で放映された作品とは無関係）※ DVD（2011年5月21日発売）はある事情により内容が一部編集されている。
  - 銀河探査2100年 ボーダープラネット（24時間テレビ第9回目の1986年8月24日に放送、製作:手塚プロダクション）作品長73分。※ 手塚治虫が在命中に完成した最後の24時間テレビ用の作品 ※フィルム完成が放映の5分前だったという。
  - 手塚治虫物語 ぼくは孫悟空 （24時間テレビ第12回目の1989年8月27日に放送、製作:手塚プロダクション）※ 1988年秋に手塚治虫がシノプシスを提供、完成を見ずに1989年2月に手塚は病没した（手塚治虫の遺作の一つ）。
- 火の鳥シリーズ
  - 「火の鳥 黎明編」（劇場用実写＋アニメ合成、カラー120分、東宝系、1980年8月12日劇場公開）※ Blu-ray（2021年12月）あり。
  - 「火の鳥2772 愛のコスモゾーン」（劇場用長編アニメ、カラー、122分、東宝系、1980年3月15日劇場公開） ※DVDあり。※1980年サンディエゴ・コミック・コンベンション・インクポット賞、1980年第1回ラスベガス映画祭動画部門賞。※ 漫画版の火の鳥のどのエピソードとも異なるオリジナルストーリー作品。
  - 「火の鳥 鳳凰編」（劇場用長編アニメ、カラー・ビスタ、60分、東宝系、1986年12月20日劇場公開） ※DVDあり。※ 角川映画。
  - 「火の鳥 ヤマト編」（OVA、角川書店、東北新社、カラー、48分、1987年8月1日、東宝より発売）※ DVDあり。
  - 「火の鳥 宇宙編」（OVA、角川書店、東北新社、カラー、48分、1987年12月21日、東宝より発売）※ DVDあり。
  - 「火の鳥 黎明編」（TVアニメ、NHK）※ DVDあり
  - 「火の鳥 復活編」（TVアニメ、NHK）※ DVDあり
  - 「火の鳥 異形編」（TVアニメ、NHK）※ DVDあり
  - 「火の鳥 太陽編」（TVアニメ、NHK）※ DVDあり
  - 「火の鳥 未来編」（TVアニメ、NHK）※ DVDあり
  - ネットアニメ「火の鳥エデンの宙」（「火の鳥望郷編」のリメーク、全4話、STUDIO4℃制作、ディズニープラスで2023年9月13日から配信）
  - 劇場版「火の鳥エデンの花」（「火の鳥望郷編」のリメーク、STUDIO4℃制作、ハピネットファントム・スタジオ配給、2023年11月3日公開）

- ブラックジャックシリーズ
  - 「BLACK JACK」(OVA)、監督：出崎統、全10話（1993年 - 2000年） ※DVD-BOXあり、英語音声も並録。
  - 「ブラック・ジャック／平安遷都」（京都手塚治虫ワールド（現在は閉館）上映用アニメ）、監督：西田正義、1話単独（1996年）
  - 「BLACK JACK」（劇場用長編アニメ、監督：出崎統、1996年11月30日劇場公開） ※DVD収録あり。
  - 「ブラック・ジャック 空からきた子ども」(OVA、OAD)、（監督：瀬谷新二、カラー、22分、2000年3月）。※ 秋田書店「ブラック・ジャックBOX」用アイテムの一つとして制作。
  - 「ブラック・ジャック」（インターネット版、Web、フラッシュアニメ）、カラー、各話11 - 20分、全12話、製作：手塚プロダクション、コンテンツジャパン、監督：本田ちさと、2001年8月1日より「TezukaOsamu@Cinema」で有料で配信された。
  - 「ブラック・ジャック2時間スペシャル〜命をめぐる4つの奇跡〜」（TVアニメ）、監督：手塚眞（2003年12月22日単発、この日に30分枠の計4話分を連続放送）※DVD収録あり。
  - 「ブラック・ジャック」（TVアニメシリーズ）、（監督：手塚眞、読売テレビ系、2004年10月11日から2006年3月6日まで、全63話） ※DVD収録あり。
  - 「ブラック・ジャック ふたりの黒い医者」（劇場用長編アニメ、監督：手塚眞、2005年12月17日） ※音楽：冨田勲; ※DVD収録あり。
    - 「Dr.ピノコの森の冒険」（劇場用短編アニメ、上記との並映用、監督：桑原智、2005年12月17日） ※音楽：冨田勲 ※上記DVD附録の特典ディスクに収録。

  - 「ブラック・ジャック21」（TVアニメシリーズ）、（監督：手塚眞、読売テレビ系、2006年4月10日から同年9月4日まで、全17話） ※DVD-BOXあり。
  - 「BLACK JACK FINAL」(OVA)、監督：桑原智 / 西田正義、2話収録、2011年12月16日にDVDで発売。※出崎監督版のOVAを継承する作りになっている。
- 「青いブリンク」（TVアニメシリーズ、NHK、制作：NHKエンタープライズ、手塚プロダクション、1989年4月7日から1990年3月16日まで、全39話）※DVD-BOXあり
- 「三つ目がとおる」（TVアニメシリーズ、テレビ東京系列、手塚プロダクション制作、1990年10月18日から1991年9月26日まで、全48話）※DVD-BOXあり。
- 「ジャングル大帝」（TVアニメシリーズ、テレビ東京系列、手塚プロダクション制作、1989年10月12日から1990年10月11日まで、全52話）※（途中からタイトル表記が「手塚治虫の新作アニメ ジャングル大帝」に変更）。※DVD-BOXあり。
- 「マグマ大使」（OVA、全13話各話25分、制作：手塚プロダクション・バンダイビジュアル、1993年2月21日 - 6月21日） ※DVD-BOXあり。
- 「オサムとムサシ」（OVA、原作・監督：手塚眞、製作：手塚プロダクション、宝塚市立手塚治虫記念館、カラー、18分、1994年4月25日、記念館内のアトムビジョン映像ホールで公開）※音楽：冨田勲。かつて記念館内で収録VHS（品番：TZ-19940425）が販売。
- 「手塚治虫の旧約聖書物語」（TVアニメシリーズ）、全26話（制作：手塚プロダクション、原作：手塚治虫、監督：出崎統、国内放送WOWOW、1997年4月1日から同年5月9日の平日） ※もともとイタリア国営放送協会RAIからの依頼で制作。DVD（全9巻）あり。手塚治虫の遺作の一つ。
- 「ジャングル大帝」（劇場用長編アニメーション、配給：松竹系、1997年） ※ 劇場版オリジナル作品。VHS、DVDあり。
- 「ふしぎなメルモ リニューアル版」（WOWOWアニメ、1998年）※ 1971年版のアフレコ・音声を新録音したもの。DVD-BOXあり。
- 「陽だまりの樹」（TVアニメシリーズ、製作マッドハウス、日本テレビ系、2000年4月4日から同年9月19日まで、全25話） ※第4回文化庁メディア芸術祭アニメーション部門優秀賞受賞 ※DVDあり。
- 「メトロポリス」（劇場用長編アニメーション、配給：東宝系、2001年5月26日劇場公開） ※DVD/BDあり。
- 「アストロボーイ・鉄腕アトム」（TVアニメシリーズ、フジテレビ、2003年4月6日から2004年3月28日まで、全50話）※DVD収録あり。
- 「ぼくの孫悟空」（劇場用長編アニメーション、配給：松竹系、95分、カラー・ワイド、2003年7月12日劇場公開）※ DVD収録あり。
- 「ASTROBOY 鉄腕アトム 10万光年の来訪者・IGZA」（カラー、41分、2005年4月）。
- 「ジャングル大帝 - 勇気が未来をかえる -」（TVアニメーション単発、フジテレビ系放映、製作：手塚プロダクション、2009年9月5日）※ 手塚治虫は全く関与していない。DVDあり。
- 「ATOM (映画)」（米国原題："Astro Boy"）（劇場用長編3D-CGアニメーション）（製作：イマジ・スタジオ（外国）、日本配給：角川エンタテインメント、2009年10月10日劇場公開）。※DVD/BDあり。
- 「手塚治虫のブッダ」（劇場用長編アニメーション、製作：東映アニメーション、3部作を予定したが，現在第2部までで休止）
  - 「赤い砂漠よ！美しく」（2011年5月28日劇場公開）※DVD/BDあり。
  - 「BUDDHA 2 手塚治虫のブッダ -終わりなき旅-」（2014年2月8日劇場公開）※DVD/BDあり。
- 「クミとチューリップ」（短編アニメ、監督：手塚眞、原案：手塚治虫）※ 原案は手塚治虫の日記中に病床で書かれた最後のアイディアメモ「トイレのピエタ」。文化庁 平成26年度若手アニメーター等人材育成事業 のアニメミライ2015作品。
- 「地球との約束」（小学校高学年向け）と「私たちの未来」（中学生用）の2作品でそれぞれ30分弱、DVD/BD媒体の貸出による回覧方式（2018年5月8日公表）※ 環境省による地球温暖化の意識啓発アニメ。原案は手塚治虫の講演録を元にした書籍「ガラスの地球を救え　二十一世紀の君たちへ」。

#### 実写作品
- 「ピロンの秘密」（テレビ実写冒険活劇、1960年に放送）- 原作漫画の実写化[11]。
- 「ごめんねママ」（テレビドラマ、東京テレビ、1961年）- 原作漫画の実写化[12]。
- 「鉄腕アトム」（実写テレビシリーズ、白黒、製作：松崎プロダクション、制作：毎日放送、放送：フジテレビ系列、1959年3月7日から1960年5月28日まで、全65回）※DVD-BOXあり（一部のエピソードが欠落）。冒頭のアトムの物語設定を紹介する75秒間のセルアニメは村田映画製作所で製作。
- 「ふしぎな少年」（実写テレビシリーズ、フィルム＋生放送、白黒、NHK、1961年4月3日 - 1962年3月31日の月曜から金曜日）※ 辻真先が手塚治虫作品と最初に関わった作品。※ 本編は生放送でパイロット版のみフィルム製作だが映像は残存せずとされている。
- 「銀河少年隊」（人形劇＋部分的にアニメーション、白黒、NHK＋竹田人形座、1963年4月7日 - 1965年4月1日）※ 元になった漫画は「オズマ隊長」。1エピソードだけが現存（DVD化あり）。
- 「マグマ大使」（TVシリーズ、実写特撮、カラー、製作：Pプロダクション） ※DVD-BOXあり（キングレコード、2009年3月11日、品番：KIBA-91635/45）。
- 「バンパイヤ」（TVシリーズ、実写＋アニメ合成、白黒、製作：虫プロ商事、フジテレビ系列、1968年10月5日 - 1969年3月29日）※ DVD-BOXあり
- 「プルルくん」（テレビ人形劇、NHK教育、1973年4月9日から1976年3月15日まで）。
- 「サンダーマスク」（TVシリーズ、実写特撮、カラー） ※未ソフト化。
- 「火の鳥」（劇場用の実写＋アニメ合成、製作：東宝・火の鳥プロ、監督：市川崑、配給：東宝系、138分、カラー、1978年8月19日）※ 未ソフト化。
- 「瞳の中の訪問者」（劇場用実写作品、製作：ホリ企画、配給：東宝系列、1977年11月26日公開） ※漫画ブラックジャックの原作「春一番」の実写映画化、BJ役：宍戸錠、監督：大林宣彦。※DVD収録あり
- 「（加山雄三の）ブラックジャック」（実写テレビドラマ、シリーズ、主演：加山雄三、制作：松竹、テレビ朝日系列、全13話、1981年1月8日-1981年4月9日）※ DVD-BOXあり（ただし、第8話は事情により封印され未収録）。
- ブラックジャックの実写OV（主演：隆大介、制作:手塚プロダクション・バンダイビジュアル、1996年。）※未DVD化
  - 1)「ブラック・ジャック」（1996年4月25日発売）
  - 2)「ブラック・ジャック2 ピノコ愛してる」（1996年5月発売）
  - 3)「ブラック・ジャック3 ふたりの黒い医者」（1996年6月発売）
- 「ブラックジャック」（TBSの2時間スペシャルドラマ）主演：本木雅弘 ※DVD収録あり。
  - 1)「ブラックジャック、臓器農場行き幽霊バス」（オリジナルストーリー）（TBS、2000年3月31日、カラー、95分、単発）※DVDあり
  - 2)「ブラック・ジャックII、天才女医のウェディングドレス」（TBS、2000年8月26日、カラー、93分、単発）※DVDあり。
  - 3)「ブラック・ジャックIII、悲劇の天才料理人」（TBS、2001年9月29日、カラー、95分、単発）※DVDあり。
- 「ヤング ブラック・ジャック」、主演：岡田将生（日本テレビ系列、2011年4月23日、単発）
- 「世にも奇妙な物語」手塚治虫原作の漫画から二作品が翻案されて短編実写ドラマ化された。
  - 「バイパスの夜」
  - 「影武者」（実写のテレビ番組シリーズ「世にも奇妙な物語」の秋の特別編第395話、2005年10月4日放送）※ 原作は漫画「最上殿始末」であるが、テレビ放映用を配慮してか、結末は原作漫画とは大きく異なる。
- 「ガラスの脳」（劇場用実写、配給：日活系、2000年1月29日）。※VHS、DVD（品番：DVN-21）あり
- 「手塚治虫劇場」（実写テレビドラマ、テレビ朝日系列、2000年4月13日、単発放送）で原作漫画の「るんは風の中」「カノン」「ふしぎなメルモ」の3つを実写ドラマ化 ※VHSソフトあり。
- 「MW-ムウ-」（劇場用実写、配給：ギャガ、2009年7月4日、監督：岩本仁志）※ DVDあり
- 「人間昆虫記」（実写テレビドラマシリーズ）（放送：WOWOW、2011年7月31日-9月11日、全7話）※ DVDあり。
- 「陽だまりの樹」（実写テレビドラマシリーズ）（NHK BSプレミアム、全12話、金曜、2012年4月6日-6月22日）※DVDあり ※ 演出：藤尾隆、山内宗信、岡野宏信、脚本：前川洋一
- 「夜の声」（「空気の底」シリーズの1エピソード）（フジテレビ「世にも奇妙な物語'17秋の特別編」、2017年10月14日）※ 主演：藤原竜也。
- 「ばるぼら」※ 2018年11月に映画の制作開始がアナウンスされ、2019年11月3日と4日に第32回東京国際映画祭に於いて初上映された。2020年11月20日国内劇場公開。映倫R15＋指定。
- 「アポロの歌」（実写テレビドラマシリーズ）[13]

### パイロットフィルム
（パイロットフィルムとは、テレビ放送化などに向けて広告代理店や放送局、スポンサーの候補などに向けて作品の企画や概要を説明、紹介するために作られる見本、試作品である。）
- 「マグマ大使（パイロット版）」（実写＋特撮＋アニメ合成、製作：ピー・プロダクション、カラー、3分14秒、1966年）。
- 「孫悟空が始まるよー 黄風大王の巻」（アニメ、製作：虫プロダクション、カラー23分20秒、1966年6月12日虫プロ友の会映画大会で上映）。※ テレビアニメシリーズ「悟空の大冒険」の試作作品。
- 「リボンの騎士（パイロット版）」（アニメ、製作：虫プロダクション、カラー、28分40秒、1966年11月）※ DVD-BOXに収録。
- 「フライング・ベン」（アニメ、製作：虫プロ商事、21分11秒、カラー、1967年9月）。この後、手塚治虫の資金で月岡貞夫が別のパイロットフィルムを一本制作したという（講談社手塚治虫漫画全集「フライングベン」3巻あとがきによる）。
- 「どろろ（パイロット版）」（製作：虫プロダクション、13分34秒、カラー、1968年1月）※ パイロット版はカラーで製作。DVD-BOXに収録。
- 「ガムガムパンチ」（アニメ、製作：虫プロ商事、カラー、13分6秒、1968年4月）。
- 「0マン」（製作：虫プロダクション、カラー、4分、1968年6月）。
- 「ノーマン」（アニメ、製作：虫プロダクション、12分20秒、パートカラー、1968年7月）。
- 「アポロの歌」（1970年）。
- 「青いトリトン」（製作：虫プロ商事、カラー、8分、1971年10月）。※ 後のテレビアニメ「海のトリトン」の元になった。
- 「魔神ガロン」（実写）。
- 「ブレイブファイヤーS0・9」、（製作：手塚プロダクション、カラー、6分17秒、1987年）。※ 原作、脚本、作画、演出、ナレーション：手塚治虫。

以下は手塚治虫没後に作られたパイロットフィルムである。
- 「リボンの騎士」（アニメ、2005年（？）、カラー、5分程度）※ 劇場公開用アニメーションを想定。杉井ギザブロー他。

テレビ放送化に向けてはパイロット版を制作することが普通であるから、上記以外にも実際に放送がなされた番組にはそれに対応して製作されたパイロット版が存在する・したと思われる。

### ラジオドラマ
※ 今後、調査の上、記述を追加する予定。
- 連続ラジオドラマ「リボンの騎士」（ラジオ東京、1955年の4月4日から9月26日まで）。
- 連続ラジオ小説「火の鳥　黎明編」（NHKラジオ第一、1977年3月21日 - 3月28日、全7回）。※ Y.T.からの情報。初放送時期は要調査。
- 連続ラジオ小説「火の鳥　未来編」（NHKラジオ第一、1977年3月29日 - 4月2日、全5回）。※ Y.T.からの情報。初放送時期は要調査。
- 連続ラジオ小説「火の鳥　鳳凰編」（NHKラジオ第一、1978年1月2日 - 1月15日、各回15分間、全14回）。
- ラジオドラマ“音の本棚”「手塚治虫スペース・コミックス　第1回　『炎症』」、FM東京、1978年4月24日（25分間）。
- ラジオドラマ“音の本棚”「手塚治虫スペース・コミックス〜『緑の果て』」、FM東京、1978年4月27日、20分間。※ 脚本：松本茂雄。※これ以外のエピソードも放送された。
- 特別番組「火の鳥・鳳凰編」(NHKラジオ第一、1978年5月5日、55分間)。
- FMステレオ劇画シリーズ1「安達ヶ原 1」（NHK-FM、1979年1月1日、15分間）。
- FMステレオ劇画シリーズ2「安達ヶ原 2」（NHK-FM、1979年1月2日、15分間）。
- FMステレオ劇画シリーズ3「コラープス 1」（NHK-FM、1979年1月3日、15分間）。
- FMステレオ劇画シリーズ4「コラープス 2」（NHK-FM、1979年1月4日、15分間）。
- FMステレオ劇画シリーズ5「百物語 1」（NHK-FM、1979年1月5日、15分間）。
- FMステレオ劇画シリーズ6「百物語 2」（NHK-FM、1979年1月6日、15分間）。
- ワイドドラマスペシャル「太陽の石：日本のピラミッド」、（NHKラジオ第一、1979年3月24日、22:20～深0:30、130分間、単発）。※ 原案・構成：手塚治虫、脚本：長坂秀佳。
- 連続ラジオ小説「火の鳥　乱世編」（NHKラジオ第一、1980年3月3日 - 3月21日、各回15分間、全15回）。※ Y.T.からの情報。初放送時期は要調査。
- ドラマスペシャル「アドルフに告ぐ」（第一部：「ベルリンに死す」）（TBSラジオ、1993年3月15日、180分間）※ AMステレオ一周年記念番組。第30回ギャラクシー賞受賞。
- 手塚治虫ワンダーランド「ブラック・ジャック」（TBSラジオ）※ 1993年から1994年の間の放送らしい、脚本作家：津川泉、利光隆一。
- ラジオ図書館「鉄腕アトム／青騎士の巻」（TBSラジオ、1995年7月3日、47分間）。
- 時任三郎のブラックジャックスペシャル「ブラックジャック」（TBSラジオ、1996年1月29日、47分間）。※「閉ざされた記憶」「奇妙な関係」「刻印」より。
- 「火の鳥 〜永遠の生命〜」（文化放送、全26話？）脚本：津川泉 ※放送日は、日本脚本アーカイブズ推進コンソーシアム「脚本データベース」の記述に依る。
  - 第一回「黎明編　その一」（1999年10月7日）
  - 第二回「黎明編　その二」（1999年10月14日）
  - 第三回「黎明編　その三」（1999年10月21日）
  - 第四回「ヤマト編」（1999年11月4日）
  - 第五回「鳳凰編　その一」（1999年11月11日）
  - 第六回「鳳凰編　その二」（1999年11月18日）
  - 第七回「鳳凰編　その三」（1999年11月25日）
  - 第八回「乱世編　その一」（1999年12月2日）
  - 第九回「乱世編　その二」（1999年12月9日）
  - 第十回「乱世編　その三」（1999年12月16日）
  - 第十一回「乱世編　その四」（1999年12月23日）
  - 第十二回「異形編」（1999年12月30日）
  - 第十三回「羽衣編」（2000年1月6日）
  - 第十四回「太陽編　その一」（2000年1月13日）
  - 第十五回「太陽編　その二」（2000年1月20日）
  - 第十六回「太陽編　その三」（2000年1月27日）
  - 第十七回「太陽編　その四」（2000年2月3日）
  - 第十八回「生命編」（2000年2月10日）
  - 第十九回「復活編 I」（2000年2月17日）
  - 第二〇回「復活編 II」（2000年2月24日）
  - 第二一回「宇宙編」（2000年3月2日）
  - 第二二回「望郷編 I」（2000年3月9日）
  - 第二三回「望郷編 II」（2000年3月16日）
  - 第二四回「未来編 I」（2000年3月23日）
  - 最終回「未来編 II」（2000年3月30日）
  - 「ヤマト編」（平成十一年度　文化庁芸術祭参加）（1999年11月27日） ※ 第四回放送の「ヤマト編」との相違など不明。
- FMガラスの地球を救え：手塚治虫のラストメッセージ1「ネオ・ファウスト（前編）」（NHK-FM、2000年12月28日、90分間）。
- FMガラスの地球を救え：手塚治虫のラストメッセージ2「ネオ・ファウスト（後編）」（NHK-FM、2000年12月29日、90分間）。
- 特別番組「ラジオでよみがえる鉄腕アトム」（NHKラジオ第1、2012年11月10日）。
- 青春アドベンチャーにて「やけっぱちのマリア」（NHK-FM、2012年12月10日 - 14日、17日 - 21日、全10回）※ 再放送（NHK-FM、2015年9月7日 - 11日、14日 - 18日、全10回）。
- ラジオドラマ「どついたれ〜大阪大空襲」(MBSラジオ、2015年5月25日) ※企画：島修一（MBSラジオ局編成センター）、脚本：オカモト國ヒコ（連載中断の原作漫画を元に独自解釈を加えて終末まで物語を描いた）。

### 舞台劇
※ 今後、調査の上、記述を追加する予定。
- 「リボンの騎士」（劇団電撃、1983年7月5日 - 7月17日渋谷パルコスペース・パート3）出演：伊藤蘭。
- 「アドルフに告ぐ」（劇団俳優座 創立50周年記念公演、1994年1月9日 - 1月26日：俳優座劇場、1月28日 - 3月11日：地方公演）※ 脚本：原徹郎、演出：亀井光子。
- 「ブラック・ジャック 危険な賭け」、グランド・ショー「火の鳥」（宝塚歌劇団、1994年3月25日から5月9日に宝塚大劇場で、同年7月3日から29日に東京宝塚劇場で上演）。
- 「リボンの騎士 〜鷲尾高校演劇部奮闘記〜」
  - 1998年、於：銀座セゾン劇場（旧ル・テアトル銀座）※ 脚本：横内謙介。
  - 2011年2月26日 - 2月27日、於：神奈川県立青少年センターホール。※ 脚本・演出：横内謙介。
  - 2014年9月11日 - 9月14日、於：六行会ホール ※ 脚本：横内謙介、演出：宇治川まさなり、舞台監督：柴田浩平、音楽：Nick Jefferson。
  - 2016年3月10日 - 13日、於：六行会ホール。脚本：横内謙介、演出：宇治川まさなり
  - 2018年6月16日 - 17日、於：厚木市文化会館（神奈川県）。2018年版として改訂した劇団扉座第62回公演「リボンの騎士ー県立鷲尾高校演劇部奮闘記2018ー」。
  - 2018年6月20日 - 7月1日、於：座・高円寺１（東京）。
- 「七色インコ」
  - 2000年5月20日 - 5月29日、於：赤坂ACTシアター
  - 2018年10月4日(木)-2018年10月8日(月・祝)、於：AiiA　2.5　Theater　Tokyo。※　[原案・原作]手塚治虫 [劇作・脚本]畑雅文 [演出]三浦香。
- ミュージカル「リボンの騎士〜少女薔薇の英雄伝説〜」、スターキャスト第11回公演、2001年8月8日 - 8月12日、於：東京芸術劇場 中ホール ※ 脚本・演出：星要市、作曲：長内悟。
- 「リボン」（2003年12月5日 - 12月7日。一心寺シアター倶楽。出演:堀朱里、滝口ミラ）※ 宝塚音楽学校に通う生徒の劇中劇であるという想定の内容。
- 新浄瑠璃「百鬼丸〜手塚治虫「どろろ」より」、2004年、劇団扉座第33回公演、※演出：横内謙介
- 「リボンの騎士 ザ・ミュージカル」、2006年8月1日 - 8月27日、於：新宿コマ劇場 ※ 原作：手塚治虫、監修：植田紳爾（宝塚歌劇団）、脚本・演出：木村信司（宝塚歌劇団）、音楽＝甲斐正人、スーパーバイザー：手塚眞。
- 「アドルフに告ぐ」、劇団スタジオライフ、脚本・演出：倉田淳、2007年12月20日 - 12月30日、会場：天王洲 銀河劇場
- 「ブラック・ジャック 許されざる者への挽歌」（宝塚歌劇団雪組、※演出・脚本：正塚晴彦）
  - 2013年2月9日 - 2月17日、於：シアター・ドラマシティ (大阪)
  - 2013年2月22日 - 2月27日、於：日本青年館 (東京)
- 「陽だまりの樹」) ※ 演出・脚本：樫田正剛
  - 2012年4月12日、於：サンシャイン劇場 (プレビュー)
  - 2012年4月13日 - 4月23日、於：サンシャイン劇場 (東京)
  - 2012年5月4日 - 5月20日、於：新歌舞伎座 (大阪)
  - 2012年5月24日 - 5月27日、於：中日劇場 (愛知)
- ミュージカル「ブッダ」、主催：わらび座/フジテレビジョン (東京公演)/MBS (大阪公演) ※演出：栗山民也、脚本：齋藤雅文、作曲：甲斐正人
  - 2013年5月7日 - 5月12日、於：シアター1010 (東京)
  - 2013年5月17日 - 5月19日、於：シアターBRAVA! (大阪)
  - 2014年5月25日、於：幸田町民会館 (愛知)
  - 2014年6月14日、於：奈良県文化会館 (奈良)
  - 2014年6月15日、於：伊賀市文化会館 (三重)
  - 2014年6月24日、於：酒田市民会館 (山形)
  - 2014年7月3日、於：リンクステーションホール青森 (青森)
  - 2014年7月5日、於：栃木県総合文化センター (栃木)
  - 2014年7月6日、於：入間市市民会館 (埼玉)
  - 2014年7月13日、於：茨木市市民会館 (大阪)
  - 2014年7月19日、於：あすかホール (兵庫)
  - 2014年7月20日、於：佐用文化情報センター (兵庫)
  - 2014年7月21日、於：大津市民会館 (滋賀)
  - 2014年7月26日、於：三春 (福島)
  - 2014年7月28日、於：上越文化会館大ホール (新潟)
  - 2014年7月29日、於：新潟県民会館 (新潟)
  - 2014年8月22日、於：金沢市文化ホール (石川)
  - 2014年8月23日、於：能登演劇堂 (石川)
  - 2014年9月30日、於：浜松アクトシティ (静岡)
  - 2018年1月21日、於：西尾市文化会館大ホール (愛知)
- ミュージカル「ファウスト〜愛の剣士たち〜」　※ 演出： モトイキシゲキ、上演台本・歌詞：児玉明子、音楽：松谷卓
  - 2014年6月27日 - 7月7日、於：AiiA Theater Tokyo(東京)
  - 2014年7月11日 - 7月13日、於：森ノ宮ピロティホール(大阪)
- 市民オペラ「ブラック・ジャック歌会」（2014年9月7日、於：アクトシティ浜松中ホール、主催：公益財団法人浜松市文化振興財団）
- ミュージカル「虹のプレリュード」（2014年10月2日 - 10月5日、於：品川天王洲 銀河劇場）。※ DVD化あり
- 音楽劇「ルードウィヒ・B」〜ベートーヴェン 歓喜のうた〜 ※ 演出：モトイキシゲキ、上演台本：ヨリコ ジュン
  - 2014年11月27日 - 12月6日、於：東京国際フォーラム (東京)
  - 2014年12月11日 - 12月14日、於：シアターBRAVA! (大阪)
- 「プルートゥ」 ※演出・振付：シディ・ラルビ・シェルカウイ、原作漫画：浦沢直樹×手塚治虫 長崎尚志プロデュース
  - 2015年1月9日 - 2月1日、Bunkamuraシアターコクーン （東京）
  - 2015年2月6日 - 2月11日、森ノ宮ピロティホール（大阪）
- 「ドン・ドラキュラ」（2015年4月9日 - 4月14日、於：AiiA 2.5 Theater Tokyo）　※ 脚本・演出：徳尾浩司
- 舞台「アドルフに告ぐ」※ 演出：栗山民也、脚本：木内宏昌
  - 　2015年6月3日 - 6月14日、会場：KAAT 神奈川芸術劇場　〈ホール〉
  - 　2015年6月27日 - 6月28日、会場：京都芸術劇場 春秋座　（京都府）
  - 　2015年7月3日 - 7月4日、会場：刈谷市総合文化センター 大ホール　（愛知県）
- 「アドルフに告ぐ」、劇団スタジオライフ（再演）、脚本・演出：倉田淳
  - 　2015年7月11日 - 8月2日、会場：新宿紀伊國屋ホール
  - 　2015年8月22日 - 8月23日、会場：シアター・ドラマシティ
- ミュージカル「ファウスト〜最後の聖戦〜」※ 原作手塚治虫「ファウスト」
  - 　2015年7月10日 - 20日、東京公演：東京芸術劇場プレイハウス
  - 　2015年7月25日 - 26日、大阪公演：森ノ宮ピロティホール
- 第7回浜松市民オペラ「ブラックジャック　時をめぐる3章」（世界初演、作曲：宮川彬良、2015年8月30日、於：アクトシティ浜松大ホール）。
- なかよし60周年記念公演　ミュージカル「リボンの騎士」 ※ 演出・振付：上島雪夫、脚本：浅井さやか[14] ※ DVD化あり
  - 　2015年11月12日 - 17日、会場：赤坂ACTシアター （東京）
  - 　2015年12月3日 - 6日、会場：シアターBRAVA! （大阪）
- 舞台「火の鳥 ヤマト編」(2015年12月5日、於：岩手県民会館中ホール) ※ 劇団亜季40周年記念公演。原作：手塚治虫／脚本：花丸琥玉／演出：田村隆。
- 舞台「GOKÛ」(2016年2月16日 - 28日、AiiA 2.5 Theater Tokyo（東京））※ 原作：手塚治虫「ぼくの孫悟空」、脚本・演出：児玉明子、主演：喜矢武豊。2月28日には全国各地の映画館でライブビューイング（中継上映）あり。※ DVD化あり
- 東京ハイビーム＋四谷天窓提携公演『ミッドナイト』(2016年8月、於：高田馬場ライブハウス四谷天窓、脚本・演出：吉村ゆう) ※劇作家・演出家の吉村ゆうが率いる劇団東京ハイビームが「東京ハイビーム＋四谷天窓提携公演」としてミッドナイトを初の舞台化。
- キッズ・ミュージカル「ワンサくん」- 祭りにいくぞ！大脱走！-（2016年8月18日 - 28日、於：シアタートラム）※ 原作：手塚治虫「ワンサくん」、演出：小林顕作、脚本：喜安浩平、後援：世田谷区教育委員会[15]
- 「夏休みはエンゲキ! 舞台『ジャングル大帝』」(2016年8月27日 - 28日、於：日暮里サニーホール、1日2回計4公演) [16] ※ 荒川区芸術文化振興財団
- 「歌劇ブラック・ジャック 2016」於：静岡県アクトシティ浜松 中ホール（2016年9月18日）※ 原作：手塚治虫、音楽監督・ピアノ：宮川彬良、脚本：響敏也、構成・演出・振付：長谷川寧、監修：田尾下哲。
- 「人間ども集まれ！」（2016年10月20日 - 22日、於長野・まつもと市民芸術館小ホール）※ 原作：手塚治虫、脚本・演出：木内宏昌、監修：串田和美、出演：TCアルプ。
- 「歌劇ブラック・ジャック 2016」（再演）於：鳥取県 米子市公会堂（2017年2月26日）。
- 『妄想歌謡劇「上を下へのジレッタ」』（東京公演：2017年5月7日 - 6月4日、於：渋谷Bunkamura、大阪公演：2017年6月10日 - 6月19日、於：大阪府森ノ宮ピロティホール）※ 原作：手塚治虫、脚本演出：倉持裕、音楽：宮川彬良。
- 「手塚治虫 生誕90周年記念 Amazing Performance W3」2017年7月1日-7月9日全20公演；2017年11月3日-12月22日、2018年2月-3月4日 全195公演（於：東京都表参道DDD青山クロスシアター）。
- 舞台「プル-トゥPLUTO」※ 演出・振付：シディ・ラルビ・シュルカウイ
  - 2018年1月7日 - 1月28日 東京渋谷 Bunkamuraシアターコクーン。
  - 2018年2月（イギリス・オランダ・ベルギーでヨーロッパツアー）。
  - 2018年3月上旬　森ノ宮ピロティホール
- 「人間ども集まれ！2018」（2018年11月30日～12月3日、於長野県 まつもと市民芸術館 小ホール）※ 原作：手塚治虫、脚本・演出：木内宏昌、監修：串田和美、出演：TCアルプ。
- 「悪魔と天使」（原案：手塚治虫「ダスト8」）2019年1月19日（土）から2月3日（日）まで、神奈川・KAAT神奈川芸術劇場；2月9日（土）・10日（日）大阪・梅田芸術劇場；3月1日（金）から3日（日）愛知・御園座で上演。
- 「マンガの虫は空こえて」、兵庫県立ピッコロ劇団第63回公演/ピッコロシアタープロデュース、2019年2月15日-17日（全5公演）。※ 原作：「ゴッドファーザーの息子」､「ゼフィルス」、「紙の砦」より。
- 「新浄瑠璃 百鬼丸～手塚治虫『どろろ』より～」、劇団扉座　第64回公演
  - 2019年5月11日から19日まで：東京の座・高円寺1にて。
  - 同年6月14日：千葉・千葉美浜市民文化ホール メインホール。
  - 同年6月16日：神奈川・厚木市文化会館 大ホールにて。
- 舞台「奇子（あやこ）」※　原作：手塚治虫、上演台本・演出：中屋敷法仁、企画協力：手塚プロダクション
  - 2019年7月14日（日）～15日（月・祝）会場：水戸芸術館ACM劇場
  - 2019年7月19日（金）～7月28日（日）会場：紀伊國屋ホール
  - 2019年8月3日（土）～8月4日（日）会場：サンケイホールブリーゼ
- ミュージカル　「アラバスター」※　原作：手塚治虫、脚本・演出：荻田浩一
  - 2022年6月25日(土)～7月3日（日）会場：東京芸術劇場プレイハウス、
  - 2022年7月10日(日）会場：梅田芸術劇場シアター・ドラマシティ
- 歌舞伎「新撰組」※原作：手塚治虫
  - 2022年8月5日(金)から30日(火)歌舞伎座「八月納涼歌舞伎」で上演。

### その他
- 「冒険漫画人形劇 鉄腕アトム」（ラジオ東京テレビ（現TBSテレビ）系列、1957年4月13日から同年9月28日、全25回）。※ 紙人形劇（人形制作は童夢人形劇研究所、アトムの声優：里見京子）。映像は現存せずとされている。
- 劇場用アニメーション「アラビアンナイト・シンドバッドの冒険」（1962年、東映動画）の脚本を北杜夫と共に。※ 劇場用オリジナル作品。
- 劇場用アニメーション 「千夜一夜物語」（1969年、虫プロダクション）の製作総指揮、および三名の構成脚本のうちの一人として。※ 劇場用オリジナル作品。
- 手塚治虫（監修）、白石かずこ（文）「おとなの絵本千夜一夜物語」、筑摩書房（1969年）。劇場用アニメーション千夜一夜物語の内容のカラーの絵本。
- 手塚治虫（原案・監修）、坂口尚（漫画）:「クレオパトラ」、COM増刊号（1970年）。劇場用アニメーション「クレオパトラ」の内容に沿った漫画化本。
- 「おかしな一日」、（短編アニメ、1970年の大阪万博のセイコーパビリオンで上映、製作：手塚プロダクション、カラー、5分42秒（エンドレス）、1970年3月15日）。
- フジパン・ロボット館（1970年の大阪万博のパピリオンの一つ）の館全体と企画展示のデザイン ※参考：手塚治虫さん考案のロボ、夢と警鐘(古今東西万博考)1970年・大阪　フジパン・ロボット館（2019年9月24日、日本経済新聞記事）
- 「やさしいライオン」（原作・演出・美術：やなせたかし。プロデュース（製作費を手塚が私費で提供）。1970年3月21日、東宝系封切、製作：虫プロダクション、24分41秒） ※1970年 第24回毎日映画コンクール・第8回大藤信郎賞、1970年 第12回児童福祉文化奨励賞を受賞。
- 小松左京が監修・解説の企画盤レコード「21世紀の子供の歌」（昭和45年度芸術祭参加作品）、日本ビクター、品番：SJX-55（発売：1970年11月5日）に収録の歌、曲名：「ほらパパ見てよ」（作詞：手塚治虫、作曲：宇野誠一郎）。
- 駿府城公園の中にあった「静岡市立児童会館」の案内ロボットとして1971年に導入されたカンちゃんロボット（現在、静岡科学館に移設）が手塚治虫デザインと伝えらえている。科学館ロボは手塚治虫作品？　半世紀前の伝説突き止めた（2019年9月18日、朝日新聞デジタル記事）
- 「手塚治虫超人の世界」(開催：宝塚ファミリーランド、1973年3月17日-6月3日)の企画構成。
- PR映画「草原の子テングリ」、（OVA、企画：雪印乳業、原案：手塚治虫、製作：シンエイ動画、1977年）※ 文部省選定、中央児童福祉審議会推薦、優秀映画界紹介推薦。
- 「岡崎の70年後」（企画製作:岡崎市制80周年記念事業実行委員会、1987年の岡崎市博覧会「葵博」用の360度7面スクリーンのスライド形式作品、3分間）※ 2056年の理想の未来の生活スタイルを描いた。
- 「アニメ交響詩ジャングル大帝」（OVA、製作：日本コロムビア、手塚プロダクション、カラー、51分、1991年4月1日発売）※ LD,VHS,DVD ※ 1966年の日本コロムビアから発売されたLPステレオレコード、冨田勲作曲「こどものための交響詩『ジャングル大帝』」（第21回（昭和41年度）芸術祭奨励賞を受賞）の音楽にアニメーションを後で付けたもの。
- 「しらぬい」（1992年、脚本と演出：日笠宣子、製作：今村昭＋塚田芳雄＋森孝司、製作会社：電通ブロックス＋五藤光学研究所、ドーム70mm映像（アストロビジョン）、30分、映文連登録番号：15035）※ 手塚治虫の漫画を原作として楽しく自然環境保護を訴える。※ アニメか実写か漫画原画の映写かが不明。要調査
- 「昆蟲つれづれ草」（短編アニメーション、製作：手塚プロダクション、13分、カラー、「手塚治虫〜過去と未来のイメージ展」会場で上映）※ 同題の手塚の随筆集より5つのテーマを選んで映像化。
- 京都手塚治虫ワールド（2011年1月16日で閉館）での上映用のオリジナル短編アニメ（各単発）※ 注：以下のリストは不完全である。

  - 「鉄腕アトム〜地球最後の日〜」（製作：手塚プロダクション、カラー、15分、2001年7月20日）。
  - 「ASTROBOY鉄腕アトム アトム誕生の秘密」（カラー、20分30秒、2003年4月6日）。
  - 「ジャングル大帝／本能寺の変」。
  - 「「ガラスの地球を救え」ユニコ特別編」。
  - 「鉄腕アトム／新撰組」
  - 「火の鳥 羽衣編」
  - 「弁慶と牛若丸」
  - 「ブラック・ジャック／平安遷都」
  - 「リボンの騎士」※ 京都手塚治虫ワールド用のオリジナル製作。
- 「ゴジラvsビオランテ」（手塚治虫が選考委員として出演）
- 「ネオ・ファウスト」※ アニメ化のシノプシス推敲中に手塚治虫は没し未完成。
- 「ガロン」（大学でのアニメ制作の実験作品）、大阪芸術大学と手塚プロダクションの制作（2013年4月18日、22分、大阪芸術大学ほたるまちキャンパスで発表、宝塚市立手塚治虫記念館で4月27日から5月14日まで公開）。
- オブジェ「笑い」※ 川崎市市民ミュージアムの2階アート展示室前に設置。ミュージアム開館時（1988年11月1日）からの記念オブジェクト。url=<http://www.kawasaki-museum.jp/report/逍遥展示空間ならびに常設展示作品解説（美術館/>
- 「笑う人」※ 立体造型物。(上記の、オブジェ「笑い」と同一か？)
- 「ロボットのデザイン」、1970年の大阪万博、フジパンロボット館。
- 沖縄国際海洋博覧会（EXPO'75）の施設「アクアポリス」の展示プロデューサー（1973年に就任）。
- ノベル「海色のANGEL」（池田美代子作、尾谷おさむ絵、手塚治虫原案）、講談社（青い鳥文庫）、第1巻2015年10月10日、第2巻2015年12月12日、第3巻2016年4月15日、第4巻2016年7月15日、第5巻2016年11月11日（最終刊）。※原作は手塚治虫漫画作品「エンゼルの丘」。
- 銀座の会員制クラブ「クラブ数寄屋橋」のママ、園田静香による自主制作盤LP「静一人」（二千部限定生産）で、手塚治虫がエグゼクティブ・プロデューサー。
- 手塚治虫：「手塚治虫ヴィンテージ・アートワークス 漫画編」、立東舎、ISBN 978-4845631520 (2017年11月24日)。
- 手塚治虫：「手塚治虫ヴィンテージ・アートワークス アニメ編」、立東舎、ISBN 978-4845631872（2018年2月20日）。

### 漫画以外の著書
- 手塚治虫：「目でみる少年少女入門百科 漫画のかきかた」、秋田書店、（1956年4月30日）。
- 冒険王編集部編：「ぼくらの入門百科 マンガのかきかた」、秋田書店、（1962年10月15日） ※制作協力者の一人として強く関与あり。
- 手塚治虫：「手塚治虫のマンガ大学 基礎編」、集英社、少年ブック新年特大号ふろく、（1968年1月1日）。
- 手塚治虫：「手塚治虫のマンガ大学 応用編」、集英社、少年ブック2月号ふろく、（1968年2月1日）。
- 手塚治虫：「ぼくはマンガ家」、毎日新聞社、（1969年5月25日）※いわゆる活字での初めての著書。出版記念会が新橋の第一ホテルで開催。
- 手塚治虫：「まんが専科 初級編」、虫プロ商事、（1969年12月25日）。
- 手塚治虫：「ボクをいためつけた『ガジャボーイ』のアダ名」、これは高木健夫編：「おれも落第生だった - 人生、学問だけではない」、青春出版社（青春新書）、（1971年）に収録 ※ このエッセイの初出については要調査。
- 手塚治虫：「マンガの描き方 似顔絵から長編まで」、光文社、（1977年5月30日）。
- リチャード・マッギン（原著）、手塚治虫（翻訳）：「原作スーパーマン」、講談社、（1979年） ※ アメリカ映画「スーパーマン」の小説化の日本語翻訳。訳者あとがきには、「ほとんどの部分、浅倉久志氏のご援助をいただいた」とある。
- 手塚治虫、赤塚不二夫、ちばてつや：「まんが劇画ゼミ (1) 手塚治虫／赤塚不二夫／ちばてつや」、集英社、（1979年10月25日）。
- 大城のぼる、手塚治虫、松本零士：「OH!漫画」、晶文社、ISBN 978-4794956477（1982年6月）。※ 内容不詳、要調査。
- 手塚治虫：「中学生のマナー」、開隆堂(開隆館出版販売)、ISBN 4-304-04064-2、(1984年11月) ※これは国会図書館に蔵書の版の情報で、初版や初出の時期は要調査。絵柄からは1960年前後か？
- 手塚治虫：「虫られっ話」（潮文庫、1986年） ※ 1981年の潮出版社の同題の本の文庫再刊。
- 手塚治虫：「未来人へのメッセージ」、岩波書店、岩波ブックレットNo.63、1986年6月20日 ※ 第31回子供を守る文化会議（1986年3月1日）の記念講演の内容に対して加筆をしたもの。講談社手塚治虫漫画全集MT-400にも再録。
- 『未来へのファンタジー』富山県教育委員会　精神開発叢書（1987年）。※ 富山県民大学校夏期講座(1986年7月22日)の講演内容。講談社手塚治虫漫画全集MT-400にも再録。
- 手塚治虫：「観たり撮ったり映したり」、キネマ旬報社、（1987年）。
- リチャード・ミュラー（著）、手塚治虫（監訳）：「恐竜はメネシスを見たか」、集英社、ISBN 978-4087730821（1987年5月25日)。
- 手塚治虫：「ぼくはマンガ家　手塚治虫自伝」、大和書房、（1988年5月）。
- 手塚治虫：「ガラスの地球を救え―21世紀の君たちへ」、光文社カッパ・ホームス新書、ISBN 978-4-334-05161-7、（1989年4月）初出本 ※ 1996年9月に文庫化。※ 執筆途中に死去し未完に終わった随筆集に講演会などでのコメントを追記して出版。
- 手塚治虫：「手塚治虫とっておきの話」、新日本出版社、ISBN 978-4-406-01814-2、（1990年2月）。
- 手塚治虫：「対談集　虫られっ話　続」、潮出版社、（1995年2月）、※ 1981年刊の続編。
- 手塚治虫：「マンガの描き方―似顔絵から長編まで」、光文社、（1996年7月1日）。
- 手塚治虫：「ガラスの地球を救え―21世紀の君たちへ」、光文社知恵の森文庫（1996年9月11日）、ISBN 978-4-334-72288-3。※ 1989年4月刊の文庫化。
- 手塚治虫：「ぼくのマンガ人生」、岩波新書、（1997年5月20日）。
- 手塚治虫：「手塚治虫 - ぼくはマンガ家」、日本図書センター（人間の記録）、ISBN 978-4820543466（1999年2月25日）。※ 1969年毎日新聞社刊「ぼくはマンガ家」の新版。
- 手塚治虫：「中学生のマナー」、開隆堂（開隆館出版販売）、ISBN 978-4-304-04064-1、（2000年）※ 1984年11月の重版か？
- 手塚治虫：「ぼくはマンガ家」、角川文庫、ISBN 978-4-041851364、（2000年6月） ※ 1969年の毎日新聞社発行の復刻。
- 手塚治虫、石子順（聞き手）：「漫画の奥義 - 作り手からの漫画論」、光文社(光文社知恵の森文庫)、ISBN 978-4334784959（2007年12月5日）※ 石子順との対談集。
- 手塚治虫：「手塚治虫 ぼくのマンガ道」、新日本出版社、ISBN 978-4-406-05115-6、（2008年2月25日）。
- 手塚治虫：「ボクのまんが記」、朝日新聞出版、ISBN 978-4-02-214000-5、（2008年5月20日）※ 内容要調査。
- 手塚治虫：「ぼくはマンガ家」、毎日ワンズ、ISBN 978-4-901622-37-0、（2009年2月25日）※1969年の毎日新聞社発行の復刻。
- 手塚治虫：「ぼくはマンガ家」、リットーミュージック (立東舎文庫)、ISBN 978-4845628216（2016年7月20日）※1969年の毎日新聞社発行の復刻。
- 手塚治虫：「手塚治虫映画エッセイ集成」、リットーミュージック (立東舎文庫)、ISBN 978-4845628292（2016年8月19日）。
- 手塚治虫：「手塚治虫エッセイ集成 映画・アニメ観てある記」、リットーミュージック (立東舎文庫)、ISBN 978-4845630523　（2017年6月20日）。
- 手塚治虫：「手塚治虫エッセイ集成 私的作家考」、リットーミュージック (立東舎文庫)、ISBN 978-4845630516（2017年6月20日）。
- 手塚治虫：「手塚治虫 映画手法のマンガ的表現を学ぶ」、玄光社、ISBN 978-4768309094 (2017年11月28日)。　※　内容は手塚治虫の漫画作品製作の技法を第三者が分析し解説したものであろう。
- 手塚治虫：「手塚治虫エッセイ集成 ルーツと音楽」、リットーミュージック(立東舎文庫)、ISBN 978-4845631568（2017年12月20日）。
- 手塚治虫：「手塚治虫エッセイ集成 ぼくの旅行記」、リットーミュージック(立東舎文庫)、ISBN 978-4845631575（2017年12月20日）。
- 手塚治虫：「手塚治虫エッセイ集成　わが想い出の記」、リットーミュージック(立東舎文庫)、ISBN 978-4845631902（2018年2月20日）。

- 手塚治虫：「別巻1 手塚治虫エッセイ集(1)」、講談社、手塚治虫漫画全集、MT-383、ISBN 978-4-06-175983-1（1996年2月14日）。
- 手塚治虫：「別巻5 手塚治虫エッセイ集(2)」、講談社、手塚治虫漫画全集、MT-387、ISBN 978-4-06-175987-9（1996年9月13日）。
- 手塚治虫他：「別巻6 手塚治虫対談集(1)」、講談社、手塚治虫漫画全集、MT-388、ISBN 978-4-06-175988-6（1996年11月13日）。
- 手塚治虫：「別巻7 手塚治虫エッセイ集(3)」、講談社、手塚治虫漫画全集、MT-389、ISBN 978-4-06-175989-3（1997年1月14日）。
- 手塚治虫他：「別巻8 手塚治虫対談集(2)」、講談社、手塚治虫漫画全集、MT-390、ISBN 978-4-06-175990-9（1997年2月14日）。
- 手塚治虫：「別巻9 手塚治虫漫画の奥義」、講談社、手塚治虫漫画全集、MT-391、ISBN 978-4-06-175991-6（1997年3月14日）。
- 手塚治虫：「別巻10 手塚治虫エッセイ集(4)」、講談社、手塚治虫漫画全集、MT-392、ISBN 978-4-06-175992-3（1997年4月15日）。
- 手塚治虫他：「別巻11 手塚治虫対談集(3)」、講談社、手塚治虫漫画全集、MT-393、ISBN 978-4-06-175993-0（1997年5月14日）。
- 手塚治虫：「別巻12 手塚治虫エッセイ集(5)」、講談社、手塚治虫漫画全集、MT-394、ISBN 978-4-06-175994-7（1997年6月13日）。
- 手塚治虫：「別巻13 手塚治虫エッセイ集(6)」、講談社、手塚治虫漫画全集、MT-395、ISBN 978-4-06-175995-4（1997年7月15日）。
- 手塚治虫他：「別巻14 手塚治虫対談集(4)」、講談社、手塚治虫漫画全集、MT-396、ISBN 978-4-06-175996-1（1997年8月9日）。
- 手塚治虫：「別巻15 手塚治虫エッセイ集(7)」、講談社、手塚治虫漫画全集、MT-397、ISBN 978-4-06-175997-8（1997年9月13日）。
- 手塚治虫：「別巻16 手塚治虫エッセイ集(8)」、講談社、手塚治虫漫画全集、MT-398、ISBN 978-4-06-175998-5（1997年10月15日）。
- 手塚治虫：「別巻17 手塚治虫のマンガの描き方」、講談社、手塚治虫漫画全集、TM-399、ISBN 978-4-06-175999-2（1997年11月14日）。
- 手塚治虫：「別巻18 手塚治虫講演集」、講談社、手塚治虫漫画全集、MT-400、ISBN 978-4-06-175900-8（1997年12月13日）。

### 小説
| - 蟻人境（1958年 - 59年） - ハッピーモルモット（1962年） - 傍のあいつ（1962年） - あの世の終り（1967年） - 妖蕈譚（1986年） |

#### 作品集
- 「現代漫画 <第I期6巻>　手塚治虫集」、筑摩書房（1970年）。
- 手塚治虫：「手塚治虫小説集」、筑摩書房（ちくま文庫）、ISBN 978-4480036599 (2001年7月10日)。
- 手塚治虫：「手塚治虫SF・小説の玉手箱」全4巻+別巻、樹立社（2011年5月）。
  - 第1巻「ハレー伝説」、第2巻「シートピア」、第3巻「ヒョウタンツギ」、第4巻「二人の超人」、別巻「タクシー・ドライバー」。
- 手塚治虫：「手塚治虫 物語への招待」全3巻、樹立社（2013年3月）。
  - 第1巻「旧約聖書物語」、第2巻「蟻人境」、第3巻「青いブリンク」
- 手塚治虫：「手塚治虫小説集成」、リットーミュージック (立東舎文庫)、ISBN 978-4845628223（2016年7月20日）。

### 初期漫画作品の創作ノートなど
- 手塚治虫：「「来るべき世界」構想ノート」、1994年に宝塚市立手塚治虫記念館内で発売。※ 詳細不詳、要調査。
- 手塚治虫：「手塚治虫デビュー作品集」、毎日ワンズ、ISBN 978-4901622387 (2009年4月)。
- 手塚治虫：「手塚治虫創作ノートと初期作品集」、小学館クリエイティブ、ISBN 978-4-7780-3157-2（2010年12月24日）。
- 手塚治虫：「手塚治虫創作ノートと初期作品集2」、小学館クリエイティブ、ISBN 978-4-7780-3159-6（2012年2月1日）。
- 手塚治虫：「SF三部作完全復刻版と創作ノート」、小学館クリエイティブ、ISBN 978-4-7780-3184-8（2011年9月28日）。
- 手塚治虫：「創作ノートと初期作品　新発見編」、小学館クリエイティブ、ISBN 978-4-7780-3243-2（2013年6月26日）。

### 漫画やアニメ作品のシナリオや脚本
- 手塚治虫：「手塚治虫小説集」、筑摩書房（ちくま文庫）、ISBN 978-4480036599 (2001年7月10日)。※小説以外にシナリオ「アトムの初恋」、「クレオパトラ」、「太陽の石」、「悪魔島のプリンス　三つ目がとおる」を収録。
- 手塚治虫 (著, イラスト), 森晴治 (監修):「手塚治虫 物語への招待」（全3巻セット）、樹立社、ISBN 978-4901769648（2013年3月8日）。
- 手塚治虫：「手塚治虫シナリオ集成 1970-1980」、リットーミュージック（立東舎文庫）、ISBN 978-4845629893（2017年2月20日）。
- 手塚治虫：「手塚治虫シナリオ集成 1981-1989」、リットーミュージック（立東舎文庫）、ISBN 978-4845630080（2017年3月17日）。

### 漫画やアニメ作品のキャラクター設定資料
- 手塚プロダクション (監修)、池田啓晶：「手塚治虫キャラクター図鑑（全6巻）」、朝日新聞社（1998年）。
  - 「手塚治虫キャラクター図鑑〈1〉「鉄腕アトム」とロボット・変身ヒーロー編」、ISBN 978-4023302204 (1998年7月)。
  - 「手塚治虫キャラクター図鑑〈2〉「ブラック・ジャック」と不滅のスター名鑑編」、ISBN 978-4023302211 (1998年7月)。
  - 「手塚治虫キャラクター図鑑〈3〉「火の鳥」と宇宙生命・コスモゾーン編」、ISBN 978-4023302228（1998年9月）。
  - 「手塚治虫キャラクター図鑑〈4〉「リボンの騎士」と夢の王国・ファンタジー編」、ISBN 978-4023302235（1998年9月）。
  - 「手塚治虫キャラクター図鑑〈5〉「三つ目がとおる」とおかしな奴ら編・「陽だまりの樹」と歴史の群像編」、ISBN 978-4023302242（1998年11月）。
  - 「手塚治虫キャラクター図鑑〈6〉「ジャングル大帝」と動物交響楽編・総索引」、ISBN 978-4023302259（1998年11月）。
- 手塚プロダクション (監修)：「手塚治虫キャラクターFILE」、学研パブリッシング、ISBN 978-4054059467（2014年2月4日）。
- 手塚治虫、森晴路 (監修)：「手塚治虫アニメキャラクター設定画集」、小学館クリエイティブ、ISBN 978-4-7780-3278-4（2014年2月20日）。
- Haruji Mori(Author), Osamu Tezuka (Illustrator), Caleb D. Cook (Translator): "Osamu Tezuka: Anime Character Illustrations", Udon Entertainment, ISBN 978-1927925386 (Dec 15, 2015). ※「手塚治虫アニメキャラクター設定画集」の英訳版。

### デッサンやイラスト画、表紙絵、扉絵
- 手塚治虫：「万博怪獣エキスポラ」（1970年大阪万博の20個のパビリオンを組合わせて怪獣に見立てたイラスト画）、講談社週刊少年マガジン誌、1970年3月8日号の表紙に掲載。※ 同じ雑誌中に解説文章あり。
- 手塚治虫：「手塚治虫デッサン集」、小学館クリエイティブ、ISBN 978-4-7780-3240-1（2013年5月27日）。
- 手塚治虫, 森 晴路 (監修)：「手塚治虫 イラストコレクション」、樹立社、ISBN 978-4901769709（2014年2月27日）。
- 手塚治虫、森 晴路 (監修)：「手塚治虫 カラーマンガ原画コレクション」 、 樹立社、ISBN 978-4901769716（2014年3月14日）。
- Haruji Mori (Author), Osamu Tezuka (Illustrator), Caleb D. Cook (Translator): "Osamu Tezuka: Anime & Manga Character Sketchbook", Udon Entertainment, ISBN 978-1927925393 (Dec 15, 2015). ※「手塚治虫デッサン集」の英訳版。
- 手塚治虫、森晴路（監修）:「手塚治虫表紙絵集 ＜イラストレーション別冊＞」、玄光社、ISBN 978-4768307892（2016年10月31日、奥付表記は11月3日）※ 作品の表紙絵を約1200点収録。森晴路氏の最後の作品（遺作）。
- 手塚治虫：「手塚治虫ヴィンテージ・アートワークス 漫画編」、立東舎、ISBN 978-4845631520（2017年11月24日）。
- 手塚治虫：「手塚治虫 扉絵原画コレクション 1950-1970」、玄光社、ISBN 978-4768309148（2017年11月30日）。
- 手塚治虫：「手塚治虫 扉絵原画コレクション 1971-1989」、玄光社、ISBN 978-4768309292（2018年2月15日）。
- 井上章一：「パンツが見える。: 羞恥心の現代史」、新潮文庫、ISBN 978-4101214412　(2018年4月27日)。# 文庫本の表紙に手塚治虫の「ふしぎなメルモ」の絵が使われた（手塚治虫没後の使用である）。

### アニメ作品のための絵コンテ資料
- 手塚治虫絵コンテ大全（全7巻）、河出書房新社、ISBN 978-4309723402（1999年7月）。
  - 鉄腕アトム、W3、バンダーブック、マリン・エクスプレス、バギ、火の鳥2772、森の伝説。

### 新聞や雑誌への寄稿、インタビュー記事など
- 1954年4月11日号：週刊朝日の昭和29年（1954年）4月11日号、頁22-23で「知られざる二百万長者　児童マンガ家・手塚治虫という男」として紹介される。
- 1963年11月3日号：『毎日グラフ』の昭和38年（1963年）11月3日号、頁40-41で大江健三郎対談「"鉄腕アトム"のマスコミ征服 ‐ 児童漫画家の手塚治虫さん」。
- 1966年11月号：PHP誌、「にせ物の創作」※ 講談社手塚治虫漫画全集397「別巻15手塚治虫エッセイ集 (7) に再録」。
- 1967年2月20日：郵政臨時増刊号、「未来の郵便」※　21世紀の郵便を空想した文章。手塚ファンマガジン2017年9月30日号、頁5に収録再掲。
- 1968年1月号：PHP誌、「たいくつな祝辞」
- 1968年6月11日号：週刊セブンティーン創刊号のTEEN相談室「手塚治虫の人生アドバイス」。※ 当時は少女向け総合週刊誌
- 1969年7月??日号：週刊現代、「私の週刊「スタミナ食」」。
- 1970年1月号：PHP誌、「十万人との話」※ 講談社手塚治虫漫画全集397「別巻15手塚治虫エッセイ集 (7) に再録」。
- 1973年2月10日増刊号、PHP誌、「マスコミと別次元で」
- 1973年9月号：PHP誌、「「かっこいい」選挙」※講談社手塚治虫漫画全集397「別巻15手塚治虫エッセイ集 (7) に再録」。
- 1974年6月号：PHP誌、「あなた 超能力の幼児開発はもうやめましょうよ」※ 一コマ漫画。（単行本「手塚治虫のすべて」に再録）
- 1974年3月号:PL誌、「ギターをつまびくモダンなおふくろ」。※ エッセイ。手塚ファンマガジン2017年9月30日号、頁4-5に収録再掲。
- 1975年9月号：PHP誌、「こころにひびくことば」※ (PHP研究所「贈ることば 心にひびく二〇一の名言」、1983年3月30日発行に再録)※（「PHPアーカイブス特別保存版前向きに生きる一〇〇の言葉」、2014年5月17日発行に再録）
- 1976年4月1日春季増刊号、PHP誌、「頑固で、なおかつ欲張りで」※ 後に「僕の青春論」と改題して単行本「手塚治虫ランド2」に再録。
- 1976年9月発行、日本子どもの本研究会（編）季刊・子供の本棚18号、明治図書出版、「特集子どものマンガ・劇画を考える」、頁5－96、対談「手塚治虫さんに聞く」（聞き手：北川幸比古）。
- 1976年12月7日号：「週刊プレイボーイ」誌上で、『キングコング』のジョン・ギラーミン監督との対談。
- 1977年7月号：PHP誌、「アンケート 私が幸せを感じるとき」
- 1978年2月号：PHP誌、「麻薬と漫画」
- 1978年10月号：PHP誌、「小さな原始人たち」
- 1979年3月号：Voice誌、「オオムラサキのことなど」
- 1983年3月号 - 1984年9+10月号 : ショートショートランド誌、筒井康隆 『イリヤ・ムウロメツ』 挿絵、講談社、1985年単行本化
- 1983年3月1日臨時増刊号：PHP誌、「若い女性へのメッセージ リボンの騎士・サファイアの魅力」※講談社手塚治虫漫画全集397「別巻15手塚治虫エッセイ集 (7) に再録」。
- 1985年7月7日：朝日新聞紙面、「『銀河鉄道の夜』を読む」※ 第2回日仏文化サミット'85 に参加のためにフランス滞在中に書かれた記事。
- 1985年8月号：PHP誌、「若さの証明」※ 講談社手塚治虫漫画全集「手塚治虫エッセイ集 (6) に再録」。
- 1986年4月30日発行：「どん底の季節」、（PHP研究所発行の書籍「くじけそうになった時に読む本」に収録。）※ 講談社手塚治虫全集「手塚治虫エッセイ集 (6) に再録」。
- 1987年8月号：PHP誌、「息子への手紙 映像バカの先輩から後輩へ」※ 講談社手塚治虫漫画全集「手塚治虫エッセイ集 (6) に再録」。
- 1988年9月31日発行（9月31日は存在しないから誤記？）：「故郷（ふるさと）」（PHP研究所発行の書籍「わが心の詩」に収録。）※ 講談社手塚治虫漫画全集397「別巻15手塚治虫エッセイ集 (7) に再録」。

- その他、毎年の正月元旦の朝日新聞紙面に漫画・記事等が掲載された（要調査）。

### 日記
手塚治虫は第二次世界大戦終了後ぐらいから死没する少し前まで、ほぼ毎日欠かさずに彼自身の日記を付けていた
（テレビ番組（NHK教育： ETV特集） 「手塚治虫の遺産 (1) 父の背中〜手塚治虫日記を読む〜」（1995年7月10日放送）でも取り上げられた）。

### 手塚治虫関連のファン情報誌、Webページ等
各誌等の発行開始時期や終了時期、発行間隔などは要調査。
- 「虫ニュース」※ 1958年（昭和33年）8月1日から刊行開始（発行所：虫ニュース社、発行人：手塚治虫）url=<https://ameblo.jp/retro-illustration/entry-11094391211.html>。途中から今井義章方手塚治虫後援会発行になったらしい（？）、1962年3月30日号で休刊したとみられている。
- 「まんがのむし」（発行：全日本マンガファン連合、会報。1960年代後半から1970年代にかけて全国規模で活動していたマンガファンの同人グループ）※ 手塚治虫に限定されず。
- 「虫のとも」（発行：虫プロファンクラブ、会報）
- 「虫のしらせ」（月刊、発行：手塚治虫ファンクラブ）、その発行の遅れの補完としての不定期刊ガリ版刷りの「虫の息」。
- 「東版 虫のしらせ」（発行：手塚治虫ファンクラブ）
- 「虫のしらせ NAGOYA LETTER」（発行：手塚治虫ファンクラブ・名古屋支部）
- 「鉄腕アトムクラブ」（鉄腕アトムファンクラブ、会報（虫プロ商事？））
- 「COM」（商業誌、発行：虫プロ商事）※ 1967年から発行開始し1971年12月号で休刊。1973年8月号で復刊したがそれに続く復刊第2号は虫プロ商事の倒産により出ず。
- 「蟲の森」（発行：手塚治虫ファンクラブ・東北、会報）※もしかすると「蟲の森倶楽部」？
- 「虫の仲間通信」、「楽描帳」（発行：手塚治虫ファンクラブ・東北）
- 「むしのなかま通信」（発行：手塚治虫ファンクラブ・東北）※上と同じか？　「むしのなかま」、手塚治虫ファンクラブ・山形（発行人：星彰一）。
- 「ヒョウタンツギタイムス」（発行：手塚治虫ファンクラブ・京都、会報）
- 「虫ん坊」（手塚プロダクション公式Webページ上のコミュニケーション誌）
- 「手塚ファンMagazine」（発行：手塚治虫ファンクラブ、会誌。毎月発行。最初紙媒体、途中から電子化）創刊ゼロ号（1979年5月1日号）から343号（2019年9月30日発行号）で終了。
- 「ビランジ」※ マンガと児童文化の評論研究誌。同志社大学社会学部の竹内オサムの個人による運営・刊行（創刊1997年）。概ね年2回発行。収録論文は手塚治虫作品関連には限定されてはいない。
- 「虫プロ通信No.1(冬期号)」、発行元は虫プロ商事株式会社 ※本屋での広報ミニ雑誌とか。発行された時期は要調査。

### マスコットキャラクターのデザイン
これらの画の多くは書籍「手塚治虫　イラストコレクション」（樹立社、2014年）に収録がある。
- 実業之日本社月刊少女誌「少女の友」の終刊の年にデザインしたマスコットキャラクター「ピコちゃん」（1955年、昭和30年4月号から6月号）。
- プロ野球団「サンケイアトムズ」の「アトム」（1966年）。
- 三和銀行の「ワンサくん」（1971年）。※ ワンサの女犬友達の「ミドリちゃん」には原作の雑誌漫画中に名前の記載がなく、虫プロのテレビアニメ化から。
- 西武ライオンズ（現:埼玉西武ライオンズ）マスコットキャラクター「レオ」（1978年）・「ライナ」（1981年）
- 多摩テック・鈴鹿サーキット・モビリティリゾートもてぎ マスコットキャラクター（宇宙恐竜の）「コチラちゃん」（1979年（モビリティリゾートもてぎは2006年より）、ホンダランド（現・ホンダモビリティランド）、多摩テックは既に廃園）
- 広島観光キャンペーンの「かき坊」（1983年）。
- 全国地方銀行協会発行のバンクカードの「火の鳥」1983年。
- 1985年夏季ユニバーシアード（神戸）マスコットキャラクター「ユニタン」
- 「世界マンガ博」、於大阪（1986年7月 - 8月）マスコットキャラクター「マーくん」
- 岡崎市市政70周年記念「葵博」、於岡崎市（1987年）マスコットキャラクター「ピー子」
- 瀬戸大橋開通記念「瀬戸大橋博'88」（1988年）マスコットキャラクター「桃太郎」
- 横浜博覧会（1989年開催）マスコットキャラクター「ブルアちゃん」
- アジア太平洋博覧会（福岡）（1989年開催）マスコットキャラクター「太平君」・「洋子ちゃん」
- 極東・南太平方身体障害者スポーツ大会「フェスピック神戸'89」、於神戸（1989年）マスコットキャラクター「モー太」
- 福田珈琲株式会社のマスコットキャラクター「マコちゃん」[17]　[18]
- 岩手県競馬組合マスコットキャラクター「ハヤテ」、その他ハヤテをモチーフとしたキャラクター(1988年と思われる)
- 花の万博（国際花と緑の博覧会、開催期間は手塚没後の1990年4月1日 - 9月30日）のマスコットキャラクター「花ずきんちゃん」の立体模型（約２５センチ、石膏製）。約9600の公募作から選ばれたデザインを審査委員長を務めた手塚治虫が立体化した一点物。[19]　。

### イラスト、挿絵等
- ドディー・スミス（作）、久米穣（訳）、手塚治虫（絵）:「101匹わんちゃん大冒険」、講談社（1972年3月）。※ カバー、イラスト、挿絵。
- 「現代家庭医学百科」、主婦の友社 ※ 手塚治虫による挿絵があると「まんがのむしNo.2（1977年）」に記載あり。1974年に発行の書籍（下記参照）
- 「最新　現代家庭医学百科」、主婦の友社、ISBN 4-07-920901-0 （初版昭和49年(1974年)10月10日、最新第1刷昭和60年(1985年)8月7日）。頁65から頁96までの二色刷り部分の19枚程度のイラストは手塚治虫の絵。初版からなのかは不明。
- 河合弘之：「欠陥だらけの法常識」、廣済堂出版（1975年4月10日） ※ 挿絵
- 安澄権八郎:「精子の神秘」、北隆館 (1977年) ※ 頁37に手塚治虫のタニシの精子のイラストが載っているとのこと。
- 科学技術庁（監修）、読売新聞社科学報道本部（企画）、手塚治虫（絵）：「21世紀への旅行（復刻版）」、弘文堂（2013年10月）。※ 初出等要調査。
- 梶尾真治：「未踏惑星キー・ラーゴ」、新潮文庫（1986年）の表紙の絵。
- カルタ「鉄腕アトム」および「リボンの騎士」 小池信宏社（箱絵に「手塚治虫・作画」とある）※ 前者は1950年代前半、後者は1956年と推定（二階堂黎人：第58回「手塚治虫のカルタ」、手塚ファンマンガジン、Vol.319,頁2-3。）。

### LPレコードのジャケット絵
- 冨田勲「子どものための交響詩 ジャングル大帝」（日本コロムビア、1966年、1976年）※ ジャケット絵以外にも、手塚治虫が本アルバムのために描いた楽曲のストーリーを表わす絵本スタイルの冊子がLP版には付属した（CD版には冊子は付属せず）。同冊子は後に手塚治虫（作・絵）：『絵本 ジャングル大帝』、樹立社、ISBN 978-4-901769-73-0、（2014年12月）で同じ原画を元にして絵本として復刻された。
- 冨田勲「火の鳥」（RCAビクター、1976年）※ 国内版のみ。
- 難波弘之「センス・オブ・ワンダー」（キングレコード、1979年）。
- 立花ハジメ「ビューティ　アンド　モダンシングス」（12インチLP、1986年、レーベル：MIDI（品番：MIS-504)、エッチング盤（画：手塚治虫）。後のCD化版の紙ジャケットにも画が再録。

### 医学博士論文
- 手塚治：「異型精子細胞における膜構造の電子顕微鏡的研究」、奈良県立医科大学 解剖学教室 電子顕微鏡研究室（主任、安澄教授）

【ELECTRON MICROSCOPE STUDY ON MEMBRANE STRUCTURE OF ATYPICAL SPERMATIDS】、掲載誌：「奈良医学雑誌」、第11巻、第5号、719-735頁（1960年10月1日）。hdl:10564/1075
（学位記は昭和36年1月19日、奈良県立医科大学、第88号）
学位審査に於ける参考論文(全6報)：
- G. Yasuzumi, Hiroaki Tanaka, Osamu Tezuka, Shoichi Nakano（安澄 権八郎、田仲 博章、手塚 治、中野 昭一）："The ultrastructure of organelles appearing in Spermatids and nutritive cells of Cypangopaludina malleata"（マルタニシの精子細胞と栄養細胞に現われる細胞小器官の超微細構造）, Zeitschrift für Zellforschung und Mikroskopische Anatomie, Vol.50, No.5, pp.632-643 (September, 1959)（昭和34年9月）掲載。url=<https://link.springer.com/article/10.1007/BF00381675>。
- G. Yasuzumi, Hiroaki Tanaka and Osamu Tezuka（安澄 権八郎、田仲 博章、手塚 治）："Spermatogenesis in animals as revealed by electron microscopy. VIII. Relation between the nutritive cells and the developing spermatids in a pond snail, Cipangopaludina malleata Reeve"（動物精子形成の電子顕微鏡的観察、第8報 マルタニシの栄養細胞と精子細胞との関係）, The Journal of Biophysical and Biochemical Cytology, Vol.7, No.3, pp.499-504 (June, 1960)（昭和35年6月）掲載。url=<https://www.jstor.org/stable/1603504>。
- G. Yasuzumi, O. Tezuka, T. Ikeda（安澄 権八郎、手塚 治、池田 正）："The submicroscopic structure of the inner segments of the rods and cones in the retina of Uroloncha striata var. Domestica Flower"（ジュウシマツ網膜の桿体、錐体内節の超微細構造）, Journal of Ultrastructure Research, Vol.1, No.4, pp.295-306 (August, 1958)（昭和33年8月）掲載。url=<https://www.sciencedirect.com/science/article/abs/pii/S0022532058900029>。
- 安澄 権八郎、田仲 博章、出口 のぶ子、手塚 治、池田 正、岡田 好則、中野 昭一：「精子細胞核及び視細胞内節の立体構造について」、電子顕微鏡、第7巻、第2-3号（昭和34年3月1日発行）掲載。
- 田仲 博章、岡田 好則、辻 保、木勢 知、手塚 治、竹内 博：「タニシの異型精子細胞中に現われる類粒の本態に就いて」、奈良医学雑誌、第10巻、第1号（昭和34年4月1日発行）掲載。
- 安澄 権八郎、田仲 博章、中野 昭一、手塚 治、竹内 博：「タニシの異型精子頭部の微細構造について」、奈良医学雑誌、第10巻、第1号〈昭和34年4月1日発行〉掲載。

## メディア出演

### テレビへの単発出演
注：出演日と放映日は（録画収録の場合には）異なっている可能性がある。
- テレビに初出演（放送局や内容など不明）（1955年10月5日）。
- 東京テレビ：「僕も私も会いたい人」に出演（1957年11月24日）。
- NETテレビ：「焦点ゼロ 0マン出現」に出演（1960年5月5日）。
- NETテレビ：「東京のこだま マンガ作家の眼から」（1960年5月29日）※武内つなよし、堀江卓、上田とし子の各漫画家との共出演。
- NETテレビ：「早朝放送 まんがのおじさん」に週1回のレギュラー出演（1961年4月3日から1962年3月末まで）。
- NHK総合：「まんが学校」（1964年6月8日[20]、1965年1月4日[21]、1967年3月27日[22]）※ゲスト出演
- フジテレビ：「スター千一夜」（1965年10月16日）[注 6]
- フジテレビ：虫プロ版TVアニメ「鉄腕アトム」200回記念に特別出演（1966年10月22日）、英語版も放送。
- 日本テレビ：「すてきな夫婦」に出演（1966年10月22日）。
- TBSテレビ：「おはようニッポン 会いたい人見たい人」に出演（1967年7月29日）。
- 朝日放送：「日本この100年 明治・大正・昭和」（第15回放送分）「パパ“のらくろ” ぼく“アトム”」（1967年8月13日）※ 田河水泡、島田啓三、手塚治虫の3人がスタジオに会して戦前からの漫画史を語る（公益財団法人放送番組センターの登録番組ID：002866）※別資料によると、TBSで1967年8月5日に出演（収録？）した。
- NHK教育：「教養特集 アニメーション映画の将来」（1967年9月30日）
- TBS：実写「チャコちゃん（？）」※1つのエピソードで、主人公チャコちゃんが毎月本屋で立ち読みをしている大好きな漫画（なかよし版リボンの騎士）の話の続きが知りたくてそれを描いている「近所に住んでいる漫画家の先生」の役として本人がちょっとだけ顔見せ程度に登場した。要調査。
- フジテレビ：「バンパイヤ」（1968年）※ドラマ中の虫プロダクションの社長として本人が登場（ただし、漫画原作とは異なり虫プロ社長として登場するのは第一話だけである。）
- 東京12チャンネル：「人に歴史あり 手塚治虫 -明日を描きつづけて-」放映（1970年10月9日）。
- NHK総合：「新春こどもショー ふしぎな世界」（1972年1月3日）※ 出演：手塚治虫、大野清志、糸川英夫
- 日本テレビ：「水と大気と土と 汚れる星・地球」（1972年1月3日）
- NHK総合：「文化展望 日本アニメーション史」（1973年6月27日）
- NHK総合：「テレビ討論 -マンガブームをどう見る-」（1973年9月29日）
- NHK総合:「お笑いオンステージ 減点パパ」（1974年5月5日）
- NHK総合:「スタジオL 宇宙は輝く音楽だ」（1976年2月27日）
- 日本テレビ：「木曜スペシャル 謎の怪奇人間オリバー!」（1976年7月22日） ※このテレビ番組の討論会の一員として出演していた。
- 東京12チャンネル：「われらの主役 手塚治虫 vs. 西河克巳」（1976年9月21日）
- TBS：「オーケストラがやってきた -有名人指揮者大会-」（1976年9月26日） ※1分間指揮者コーナー（収録日1976年9月2日？、於神奈川県民ホール） ※ドボルザークのチェロ協奏曲第一楽章から、を指揮。番組DVD-BOXに収録あり。
- NHK総合：「この人と語ろう」（1977年9月19日）
- 日本テレビ：「11PM ケッ作集中!! 手塚治虫マンガ大全集」（1977年10月31日）
- テレビ朝日：「水曜スペシャル - ロボット特集」（1979年2月21日）
- NHK総合：「私の自叙伝 手塚治虫〜こども漫画33年〜」（1979年5月10日）※2012年8月6日に、音声がオーディオブックとしてダウンロード販売される。
- TBS：「オーケストラがやって来た－手塚治虫の語るモーツァルト」（1979年11月18日） ※「オーケストラがやって来た」放送第371回「手塚治虫のモーツァルトへの手紙」（収録日1979年10月1日？、於福生市民会館） ※トルコ行進曲をピアノ演奏するシーンを含む。この番組のDVD-BOXに収録がある。
- TBS：「少女探偵スーパーW」（1979年）[注 7]
- テレビ朝日：「朝のテラス」（1980年1月28日）※ゲスト出演
- テレビ朝日：「徹子の部屋」（1980年3月20日）※ 手塚治虫の没直後に、このときの放送の対談映像を元にした追憶番組が「徹子の部屋」において放送された。
- NHK総合：「女性手帳 - 漫画に託す」（1980年5月20日）
- サンテレビ：「ふるさと人間記 ぼくの宝塚 手塚治虫」（宝塚訪ねる）（1981年1月）※ フィルムで制作の15分間番組。サンテレビは兵庫の県域局。宝塚市を訪ねた手塚が自ら進行役を務めながら故郷への思いを語る。
- NHK総合：「わが青春のトキワ荘 〜現代漫画家立志伝〜」（1981年5月25日）※ 1989年にVHS収録テープが発売されている。
- 鉄腕アトム 最終回「アトムの初恋」（1981年12月23日）[注 8]
- テレビ東京：「ポップス倶楽部 手塚治虫ディズニー賛歌」（1982年1月29日）
- NHK教育：「ジュニア大全科 -手塚治虫探検隊思春期を行く」（1982年5月3日）
- フジテレビ：「それ行け！まん博'82 手塚治虫」（1982年7月21日）。※ 「まん博」とは漫画博覧会を指す。
- NHK放送、文化講演会「失われたロマンを求めて 手塚治虫」（1982年8月15日）※ 音声のCD化あり。
- NHK教育：日曜美術館 -私と鳥獣戯画（1982年11月21日）
- NHK教育：YOU - 映像はぼくらのホビーだ―ヤング・アニメ・フェスティバル― 「青春プレイバック」（1982年8月14日、再21日）※ 富野由悠季、藤原新也、高樹澪、糸井重里、手塚治虫がゲスト出演。
- NHK総合：この人「手塚治虫ショー」 - わが夢はるか アトムと飛んだマンガの青春（1983年10月6日）※ 番組の締めに、手塚治虫が子供たちと鉄腕アトムマーチを歌う。
- テレビ朝日：「スーパーマンスペシャル」（1983年10月6日）
- TBS:「少女探偵スーパーW」（1984年4月19日）※ 大場久美子、榊原郁恵主演のドラマ。1979年のものとの相違は？再放送か？詳細不明。
- 日本テレビ（製作：中京テレビ）：「お笑いマンガ道場」（1985年）※ 未確認。
- NHK総合：この人「藤子不二雄ショー」 - ふたりで一人のまんがランド（1985年3月14日）
- 読売テレビ:「11PM 手塚治虫 NANIWAグラフィティー」（1985年3月21日）※ 宝塚の実家跡、宝塚歌劇場への道、宝塚ホテル、四ツ橋電気科学館、昭和20年4月12日封切りの国産初の劇場用長編アニメ「桃太郎海の神兵」（74分、白黒）を観た大阪松竹座の5箇所を手塚治虫本人が案内。
- TBS:「ぴったし カン・カン」（1985年10月29日）
- NHK教育: ETV8「広島国際アニメ映画祭」グランプリ「おんぼろフイルム」（1985年9月25日 - 26日）
- NHK:「スタジオL-宇宙は輝く音楽だ」（1986年）※ 1976年2月27日放送分の再放送か（不明）？
- フジテレビ：「なるほど!ザ・ワールド」（1986年）※ 未確認。
- TBS:「わくわく動物ランド」（1986年）※ 未確認。
- MBSテレビ：「あどりぶランド」（1986年）※（手塚治虫が関西弁でコメント）「世界まんが博大阪」関連
- NHK特集：手塚治虫 創作の秘密（1986年1月10日、45分）※ 手塚治虫の仕事部屋に録画カメラを入れて、創作作業の様子を密着記録したもの（後にVHS、DVD化。DVD:品番TCED-0362）。放送はNHK総合か？
- NHK教育：ETV8 文化ジャーナル「『アドルフに告ぐ』に関して」（1986年1月17日）
- NHK総合:「クイズ面白ゼミナール」（1986年1月24日）
- テレビ朝日：「徹子の部屋」（1986年3月20日）※ 1996年9月25日にVHSテープ発売。
- 手塚治虫ロングインタビュー「アニメを語る」（1986年7月13日私宅にて収録、93分）。※ 発表媒体と公開の時期は不明で要調査。テレビ放送番組ではなくてビデオ媒体（VHS、LD等）である可能性。
- 日本テレビ：「時の人」（1986年12月13日）
- NHK総合：「スタジオL - 漫画の主人公は超人だった」（1987年2月27日と3月3日）※ 2回あるのは本放送と再放送か？
- NHKテレビ、大型歌謡番組「思い出のメロディー」（第19回放送分、放送1987年8月8日）、130分 ※ 手塚治虫がステージ出演（公益財団法人放送番組センターの登録番組ID：003802）
- TBS:：「テレビ探偵団（第47回） - 手塚治虫特集」（1988年1月10日）※ 手塚治虫が出演して自身の作品を主にテレビ番組を中心として解説した番組。翌年の手塚治虫逝去後に放送された1989年2月12日の追悼特集番組ではこの放送の映像内容が多く引用された。
- NHK総合：「加山雄三ショー」（NHKホール、1988年3月19日）。加山雄三とのステージトークに続いて、実験アニメーション「森の伝説」の映写に合わせたチャイコフスキー第4交響曲第4楽章の一部分のオーケストラ演奏（指揮：山田一雄）を客席で加山雄三と並んで鑑賞。
- 手塚治虫が（1989年2月9日）亡くなり、テレビニュース、テレビ番組、新聞、週刊誌、漫画雑誌などが一斉に報じ、取り上げた。※ これ以降のテレビ番組への出演は、記録映像であるか他人が演じたもの。
- NHKスペシャル「いのち・わが父 手塚治虫」（放送：1989年4月16日）、60分 ※ 没後の追憶番組（公益財団法人放送番組センターの登録番組ID：002106）
- NHK教育：西田ひかるの痛快人間伝（第1回放送分）「手塚治虫」（放送：1991年10月6日）、44分 ※ 没後の番組（公益財団法人放送番組センターに登録の番組ID：006116）
- 毎日放送：毎日放送開局45周年番組「心の残像 関西戦後50年の風景 手塚ワールドの故郷・宝塚」（1995年5月14日）
- NHK土曜ドラマ「天空に夢輝き 手塚治虫の夏休み」（放送：1995年8月19日、90分） ※（公益財団法人放送番組センターに登録の番組ID：008962）※ DVD化あり（TCエンタテインメント、品番：TCED-0363）。
- テレビ東京：テレビ東京開局35周年記念番組「永遠のアトム 手塚治虫物語」、テレビ東京（1999年4月15日、143分）※（公益財団法人放送番組センターに登録の番組ID：010056）※ 2014時点で未ソフト化
- NHK-BS: BSまるごと大全集 永遠のヒーロー 鉄腕アトム 第2夜 治虫とアニメ（2002年4月2日） ※詳細不明。
- NHK番組 あの人に会いたい 第22回「手塚治虫」（放送：2004年11月14日） ※没後の番組で、過去のアーカイブ映像を元に構成されたもの。
- NHK:「ラストメッセージ・こどもたちへ　漫画家・手塚治虫」（2006年）
- NHK番組 あの人に会いたい 第100回「藤子・F・不二雄」（放送：2006年7月30日） ※没後の番組で、藤子不二雄と共に語る過去の映像が含まれる。
- NHK教育テレビ：Eテレ・アーカイブス：「日曜美術館 私と鳥獣戯画 〜手塚治虫〜」（2012年11月3日）※これは1982年11月21日に放送された同題の番組の再放送。
- 関西テレビ・フジテレビ系列 全国ネット放送：関西テレビ放送開局55周年記念ドラマ「神様のベレー帽〜手塚治虫のブラック・ジャック創作秘話〜」（2013年9月24日）※主演：草なぎ剛（手塚治虫役）
- NHK総合：NHKアーカイブス：“日本アニメの開拓者 手塚治虫〜「鉄腕アトム」放送から50年〜”（2013年9月29日、70分） ※解説：杉井ギザブロー
- NHK Eテレ：日曜美術館 特別アンコール「私と鳥獣戯画 手塚治虫」、放送2015年4月5日 ※ 初出：NHK教育：（1982年11月21日）の再放送。2012年11月3日午前0時にも再放送されている。
- サンテレビジョン：少年・手塚治虫の宝塚（2016年1月1日）

テレビ出演等は、まだ他にも多数あり、番組データベースや新聞の記事、テレビ欄、ラジオ欄などの調査が必要である。

### テレビへのレギュラー出演
- ワンダービートS（スクランブル） 手塚治虫のミニミニトーク（1986年）※番組エンディングの前に実写で本人が出演。

### 講演
以下のリストは極めて不完全で部分的なものです。
- （年月日要調査）：（要調査）、講演題「映像とマンガ」※ 講談社全集MT-400に収録。（1985年前後か？）
- 1967年10月:  法政大学で開催された「児童文学セミナー’67」での講演「児童マンガの現状と将来」。
- 1973年10月9日：大阪府立北野高等学校での講演（北野高校創立100周年記念での講演） ※「手塚治虫講演CD集〜未来への遺言〜」（全CD6枚組）のDisc1に収録。
- 1978年9月15日、国際児童年文化講演会で「日本の児童文化を考える」。※ 講談社全集MT-400に収録。
- 1979年11月2日：大阪大学医学部の学園祭での講演「限られた命の中で何ができるか」。
- 1982年7月17日：神奈川県平塚市中央公民館での公開録音番組のNHKラジオ文化講演会で「失われたロマンを求めて」、放送は同年8月15日にNHKラジオ第二。
- 1984年1月8日：「第4回メディコピア教育講演シンポジウム」（主催：富士レビオ株式会社）で「人間はどこまで生きられるか」というテーマで、参加して発言。
- 1984年2月17日：群馬ルネッサンス県民シンポジウムでの講演「科学技術の進歩と人間の生き方」。※ 講談社全集MT-400に収録。
- 1984年5月4日：'84アジア漫画ひろしま会議での講演「国際社会における共通言語としてのマンガの役割」。※ 講談社全集MT-400に収録。
- 1985年1月：日本旅行一人旅委員会での講演「はじめての一人旅」。※ 講談社全集MT-400に収録。
- 1985年7月2日：（第2回）日仏文化サミット'85（フランス政府と朝日新聞社の共同主催、開催地：フランスのアルケスナン）に出席 ※詳細要調査。※ 講談社全集MT-400に収録。
- 1985年11月29日：愛知県岡崎市での講演 ※「手塚治虫講演CD集〜未来への遺言〜」（全CD6枚組）のDisc4に収録。
- 1986年：「未来人に託す私のファンタジー」※ 録音カセットテープが1990年8月21日に発売。
- 1986年3月1日：第31回子供を守る文化会議での講演「未来人へのメッセージ」。※「手塚治虫講演CD集〜未来への遺言〜」（全CD6枚組）のDisc4に収録。※ 講談社全集MT-400に収録。
- 1986年8月9日：講演「手塚治虫・創作のすべて」（芦屋市ルナ・ホール）。
- 1986年7月22日：富山県民大学校夏期講座（富山県富山市）での講演「未来へのファンタジー」 ※「手塚治虫講演CD集〜未来への遺言〜」（全CD6枚組）のDisc5に収録。※ 講談社全集MT-400に収録。（上記「未来人に託す私のファンタジー」との異同は要調査）
- 1987年1月15日：品川文化会館公会堂での講演 ※「手塚治虫講演CD集〜未来への遺言〜」（全CD6枚組）のDisc1に収録。
- 1987年4月4日：大阪市立電気科学館プラネタリウム50周年記念講演会 ※約一時間にわたり、プラネタリウムの思い出、電気科学館で売っていたお菓子の話、宇宙人が居るか、ナスカの地上絵の話、イースター島のモアイのこと、戦争と地球の未来のことなどを、人間性豊かな哲学と科学的な考え方とに裏打ちされた話を熱心に語る（講演録なし）。
- 1987年6月2日：阿波銀行本店での講演 ※「手塚治虫講演CD集〜未来への遺言〜」（全CD6枚組）のDisc3に収録。
- 1987年7月30日：会場等の詳細不明 ※「手塚治虫講演CD集〜未来への遺言〜」（全CD6枚組）のDisc2に収録。
- 1987年10月：第2回国民文化祭・熊本、ふるさと映像祭（熊本県立劇場）での講演「古代ロマンと映像」。
- 1988年1月16日：文化協同まつりでの講演「文化の花咲かせ豊かな人間社会を」。※ 講談社全集MT-400に収録。
- 1988年2月13日：「朝日賞受賞記念講演」※「朝日賞」受賞記念として行った講演。昼・夜の部の二部構成。
- 1988年9月27日：朝日カルチャーセンター講演、「ネオ・ファウストについて」。
- 1988年10月18日：大阪の茨木にある梅花女子大学児童文学科での講演「わが人生・わがマンガ」があった（手塚治虫：「手塚治虫 ぼくのマンガ道」、新日本出版社、2008年2月発行の中に同講演録が含まれているという）
- 1988年10月31日：大阪府豊中市立第三中学校で講演「生い立ち・戦争・生命」 ※「手塚治虫講演CD集〜未来への遺言〜」（全CD6枚組）のDisc6に収録。
- 1988年11月1日：大阪教育大学附属池田小学校で講演 ※（この講演が手塚治虫の生涯最期の講演となった）。

以下は、講演原稿から活字化された書籍や販売された録音媒体。
- 手塚治虫：「未来人に託す私のファンタジー」、新潮社 （新潮カセット講演）、ISBN 978-4-10-802801-2（1990年8月21日）。
- 手塚治虫：「ガラスの地球を救え―二十一世紀の君たちへ」、光文社（知恵の森文庫）、ISBN 978-4-334-72288-3（1996年9月）。
- 講談社手塚治虫漫画全集MT-400「別巻18 手塚治虫講演集」、講談社、ISBN 978-4-06-175900-8（1997年12月13日）。後に出版された講談社手塚治虫文庫全集の「手塚治虫講演集」として再発売されている。
  - 「日本の児童文化を考える」、掲載：児童問題研究14号、草土文化（1979年5月15日発行）。
  - 「失われたロマンを求めて」、所蔵「NHK文化講演会9」（日本放送出版協会）（1983年12月20日発行）。
  - 「科学技術の進歩と人間の生き方」、所蔵：「会報ふるさとサロン'84」、群馬県企画部地域進行課（1984年3月26日発行）。
  - 「国際社会における共通言語としてのマンガの役割」（講演原稿）。
  - 「はじめての一人旅」（講演原稿）
  - 「映像とマンガ」（講演原稿）。
  - 「共通言語としてのマンガ」、掲載：すばる、集英社（1990年9月号発行）。
  - 「未来人へのメッセージ」、所蔵：岩波ブックレット『未来人へのメッセージ』、岩波書店（1986年6月20日発行）。
  - 「文化の花咲かせ豊かな人間関係を」、掲載：文化協同、No.10、連合通信社（1988年2月25日発行）。
  - 「未来へのファンタジー」、所蔵：精神開発叢書『未来へのファンタジー』（富山県教育委員会）（1987年3月20日発行）。
- 手塚治虫：「児童マンガの現状と将来」、ぱろる 11号、[特集：子どもとマンガ]、エフ企画（パロル舎）、ISBN 978-4-89419-216-4（1999年12月10日）、頁50 - 51。※備考：1967年に法政大学で行われた児童文学セミナー'67での講演。
- 手塚治虫：「手塚治虫講演CD集-未来への遺言-」（CD全6枚セット）、出版：エニー、ISBN 978-4-901708-20-3（発売：2003年3月）。

### 映画への出演
- ヒポクラテスたち（1980年） ※小児科の教授の役で出演。※ DVD、Blu-ray化された商品あり。
- 妖怪天国（1986年） ※「おでん神社」の神主の役で出演（監督は手塚眞）。※ DVD化商品あり。

### 劇団芝居への出演
戦後の医学生時代に関西民衆劇場に所属していた。
出演作品等はエッセイに書かれているものを調査して、後日書き加える予定。

### ラジオへの出演
これは極めて不完全なリストです。
- 「落語ラジオ」立川談志『対談 手塚治虫』、※ 放送局や日時等要調査。単発の出演。※落語家立川談志と手塚治虫は交流があった。
- 文化放送の「キャスター」に毎月曜レギュラー出演（開始1965年1月10日）。※いつまでレギュラー出演であったか要調査。
  - 『ラジオキャスターとしての「手塚治虫」のすがた』（文化放送、アーカイブの森　探訪記#12,2024年10月2日）
- FM放送の番組「ネスカフェ ミュージック・ウエイブ」（提供ネッスル日本）（日曜午前10時～11時）、にゲストとして単発出演「おかしなオカシナ漫画の世界」、1975年（？月？日）。※ FM福岡で放送された例( GWTKqvEWaXw )。
- ニッポン放送の手塚治虫のオールナイトニッポンスペシャル（1987年）※ 1986年の大晦日から1987年元旦の単発の放送。

### テレビCMへの出演
これは極めて不完全なリストです。
- リコー・エルニカ35というコンパクトカメラのCM
- ロータリーエアコンCM「木陰編」
- クリープ（コーヒー用粉ミルク）
- カバヤ・ジャングル大帝ラムネ
- 日本デジタル研究所 文作くん（ワープロ専用機）（1983年）
- 瀧本 スクールタイガー学生服（? - 1986年頃?）
- 協和発酵「カラダワンダーランド」シリーズ（1986年 - 死去前?）
- トヨタ・プリウス（トヨタ社のハイブリッドカーである初代のプリウス。本人没後に遺影を使って作られたもので、本人自身は全く関与していない）
- ジェネシスヘルスケア株式会社 創立11周年記念「手塚治虫遺伝子解析プロジェクト」(2015年7月7日) ※ 本人没後に遺髪のDNAを使って行なわれたというもので、本人自身は全く関与していない。

### CD
- 手塚治虫「失われたロマンを求めて」、所蔵：NHK(CD)文化講演シリーズ　名講十撰、SOSC-0562（10枚組CDのうちのDISC-9）。
- 「立川談志ひとり会」特典CD「とっておきの二大対談」 ※1985年国立劇場における、談志との対談が収録されている。
- オーディオドラマ火の鳥（CD12枚組）（日本音声保存）※ 文化放送のドラマ「『火の鳥』〜永遠の生命〜」（1999年10月 - 2000年3月）脚本:津川泉のCD収録。
- 手塚治虫：「失われたロマンを求めて」、発行：NHKサービスセンター、品番：FZCZ-41070（2002年4月1日）。※ 1982年7月17日のNHKラジオ番組文化講演会、於神奈川県平塚市中央公民館での公開録音。
- 手塚治虫：「手塚治虫講演CD集〜未来への遺言（音声CD6枚組）」、株式会社日本音声保存、ISBN 4-901708-20-1（2002年10月1日）。※講演内容についての別冊解説書が附属。
- 手塚治虫：「手塚治虫講演CD集〜未来への遺言」、発売元エニー、ISBN 978-4901708203 (2003年6月)。
- 「完全読本 さよなら小松左京」、徳間書店、ISBN 978-4-19-863303-5（2011年11月17日）。※ 手塚治虫との対談CDが付属。
- NHK:「私の自叙伝　手塚治虫〜こども漫画33年〜」（1979年5月10日放送分）の音声がオーディオブックとして2012年8月6日にダウンロード販売された。
- 手塚治虫、田河水泡：「NHKわたしの自叙伝 [NHK CD] No.35 手塚治虫・田河水泡（CD）」、出版：NHKサービスセンタ、総発売：大空社、ISBN 978-4-283-01048-2（2012年10月）。※ 手塚治虫、田河水泡それぞれ単独でのテレビ放送の音声のCD収録。

### VHS
- 「徹子の部屋～手塚治虫」（VHSテープ、発売：バンダイビジュアル、1996年9月25日発売、35分、品番：BVS-613）。※テレビ朝日の番組「徹子の部屋」での対談（1980年3月20日放送）の内容を収録したもの（没後の追憶放送の部分を含むかどうかについては要調査）。

### DVD
- 「誰も知らなかった手塚治虫」（DVD、発売：越前屋電視社、2001年5月25日、120分、品番：BA-0210） ※没後に過去の映像を元にDVD化したもので本人が出演している。

## 関連書籍
上記以外の関連文献。
手塚治虫およびその作品についての本は実に多く、その全てを完全に把握して列挙することは困難である。以下のリストにもまだ漏れているものが多数あることであろう。

### 近親者の回想録
- 手塚文子:「治と私」、まんがカワラ版2号（1968年7月1日発行号）から8号（1969年5月1日発行号）。※手塚ファンマガジン338号（2019年5月31日号）に抜粋が再録掲載。
- 手塚悦子：「夫・手塚治虫とともに―木洩れ日に生きる」、講談社、ISBN 978-4-06-207330-1（1995年1月）
  - 手塚悦子：「手塚治虫の知られざる天才人生」、講談社＋α文庫、ISBN 978-4-06-256331-4（1999年3月）。※上記を改題・改訂
- 手塚るみ子：「オサムシに伝えて」、太田出版、ISBN 978-4-87233-149-3（1994年2月）
  - 手塚るみ子：「オサムシに伝えて」、光文社知恵の森文庫、ISBN 978-4-334-78208-5（2003年3月）。解説・忌野清志郎
  - 手塚るみ子：「定本 オサムシに伝えて」、リットーミュージック（立東舎文庫）、ISBN 978-4-845629886（2017年2月20日）。
- 手塚るみ子：「こころにアトム」、カタログハウス、ISBN 978-4-905943-19-8（1995年2月）
- 手塚眞：「天才の息子 ベレー帽をとった手塚治虫」、ソニー・マガジンズ、ISBN 978-4-7897-2029-8（2003年4月）
  - 手塚眞：「『父』手塚治虫の素顔」、あいうえお館、ISBN 978-4-416-90923-2（2009年5月）。※上記の改題改訂版
  - 手塚眞：「父・手塚治虫の素顔」、新潮文庫、ISBN 978-4-10-136521-3（2012年3月）。※あいうえお館版の文庫化。
- 手塚眞：「手塚治虫 知られざる天才の苦悩」、アスキー・メディアワークス〈アスキー新書〉、ISBN 978-4-04-867799-8（2009年6月）。
- 水木悦子、赤塚りえ子、手塚るみ子： 「ゲゲゲの娘、レレレの娘、らららの娘」、文藝春秋、ISBN 978-4-16-372050-0（2010年2月）
  - 水木悦子、赤塚りえ子、手塚るみ子：「ゲゲゲの娘、レレレの娘、らららの娘」、文春文庫、ISBN 978-4-16-780194-6（2012年5月）
- 手塚浩：「兄テヅカオサムが見た風景」。宮沢輝夫編「大人になった虫とり少年」、朝日出版社、ISBN 978-4-255-00637-6（2012年6月）、頁219-234。※ 昆虫採集を中心とする宝塚在住の少年時代の兄についての貴重な証言。
- 手塚浩：「治虫とTAKARAZUKAと俺」。「タカラヅカという夢 1914-2014」、青弓社、ISBN 978-4-7872-7348-2（2014年5月15日）、頁80-85にコラムとして収録。
- 手塚治虫：「マコとルミとチイ」、秋田書店〈秋田文庫〉、ISBN 978-4-253-17509-8（2001年11月）。※ 自身と家族を描いた作品、生前刊ではたとえば講談社「手塚治虫漫画全集」に収録（1983年）

### 没後10年以降の参考文献
このタイトル分類では、没年から没年9年までの参考文献（あるいは没前のもの）を載せる場所がないが、没後10年間に出た書物は自著も含めて追憶のものばかりとは限らないので、ここに没後10年以前のものも含めることにした。
資料の列挙はなるべく発行の年月日順に並べることにした。なるべく年以外に月や日も入れるようにし、月や日が不明なものは、わかるものよりも前側に置くことにする。
年月日はなるべく現物の奥付の記載を採用するが、現物が手元にない場合には検索による（その場合には実際の発売日になっていることが多い）。
同一内容の書籍であっても、装丁や出版元が異なる復刻や再版についても（資料入手や閲覧への便宜等を考えて）年月日順に載せることにしたい。
- 石子順：「手塚治虫マンガ漫画館」、清山社、（1977年）。
- 「虫プロダクション資料集 1962〜1973」、虫プロダクション資料集編集室、（1977年8月27日）。※ (旧)虫プロの全作品の解説資料。巻頭に（電話による）インタビュー記事、手塚治虫「ぼくと虫プロ」（頁6-8）。
- 石上三登志：「手塚治虫の奇妙な世界」、奇想天外社、（1977年12月）。※ 音楽雑誌"ローリングストーン"日本版1975年11月号-1976年5月号とSF雑誌"奇想天外"1976年10月号-1977年7月号までの連載をまとめた単行本。
- 北杜夫：「マンボウぱじゃま対談：男性かいぼう編」、集英社（1978年）。
- 季刊　映画宝庫第6号「SF少年の夢」（1978年4月1日）の頁18-68に収録の SF映画大河リレー座談「月世界旅行」から「スター・ウォーズ」まで（出席：手塚治虫、森宅也、大空翠、北島明弘、石上三登志）。
- 深瀬泰旦:「歩兵屯所医師取締 手塚良斎と手塚良仙」、第80回日本医師学会総会（1979年4月6日開催）要旨、及び「日本医史学雑誌」、第25巻、第3号（1979年7月号）掲載。
- 石津嵐：「虫プロのサムライたち」､双葉社 (1980年1月）。
- 石津嵐：「秘密の手塚治虫：世界に通用する男の生き方」、太陽企画出版、新書判（1980年3月20日）。
- 深瀬泰旦:「手塚良仙光亨知見補遺」、日本医師学会、第37巻、第1号（1981年1月号）掲載。
- 寺田ヒロオ編：「『漫画少年』史」、湘南出版社（1981年4月）。
- 草川昭 (編)：「アトムの子らは荒野をめざす―テレビ・アニメ20年史」、立風書房、ISBN 978-4651780122 (1981年10月15日)。
- 「手塚治虫全（オール）百科 - 少年少女まんが編」、小学館（コロタン文庫 66）、ISBN 978-4092810662（1981年12月）。
- 「特集 手塚治虫 - 現代漫画の新展開」、雑誌「ユリイカ」（青土社）、Vol.15、No.2（昭和58年2月号=1983年）。
- 手塚治虫：「手塚治虫 漫画40年 - 不滅の年輪」、秋田書店、ISBN 978-4-253-00776-4（1984年6月25日）。※没前の著書。
- 呉智英:「現代マンガの全体像 - 待望していたもの、超えたもの」、情報センター出版局（1986年）。
- 手塚治虫：「未来人へのメッセージ」（岩波ブックレット）、岩波書店、ISBN 978-4-00-003003-8（1986年6月20日）。※没前の著書。
- 「子どもの昭和史〈1〉昭和十年-昭和二十年 (2)」、平凡社（別冊太陽）、ISBN 978-4-582-94215-6（1986年8月）。
- 「子どもの昭和史II」、平凡社（別冊太陽）、ISBN 978-4-582-94224-8（1987年1月）。
- 石上三登志：「手塚治虫の時代」、大陸書房、ISBN 978-4-803320800（1989年8月）。
- 石ノ森章太郎、小池一夫、藤子不二雄Ⓐ、さいとうたかを、手塚治虫：「漫画超進化論」、河出書房新社、ISBN 978-4-309-71175-1（1989年3月20日）。
- 斎藤次郎：「手塚治虫がねがったこと」、岩波ジュニア新書、ISBN 4-00-500163-7（1989年8月21日）。
- 伴俊男・手塚プロダクション：「ベレー帽奮闘記 手塚治虫物語」、週刊アサヒグラフに1989年8月25日号から連載開始。
- 清水勲：「「漫画少年」と赤本マンガ 戦後マンガの誕生」、刀水書房、ISBN 978-4-88708-147-5（1989年11月）。
- 長谷川つとむ：「手塚治虫氏に関する八つの誤解」（新装版）、柏書房、ISBN 978-4-7601-0564-9（1990年3月）。
- 桜井哲夫：「手塚治虫 - 時代と切り結ぶ表現者」、講談社現代新書、ISBN 978-4-06-149004-8（1990年6月）。
- 週刊文春（平成2年10月25日号）、「『ジャングル大帝』は黒人差別か」、(1990年10月)。
- 石子順：「漫画詩人・手塚治虫」、新日本新書、ISBN 4-406-01926-X（1991年2月）。
- 清水勲：「漫画の歴史」、岩波新書、ISBN 978-4-00-430172-1（1991年5月20日）。
- 月刊SPY（スパイ）、1991年6月号、ワールドフォトプレス、【特集】手塚治虫の研究。
- 「少女マンガの世界 1 昭和20年〜37年」、平凡社（別冊太陽）、ISBN 978-4-582-94239-2（1991年7月）。
- 「少女マンガの世界 2 昭和38年〜64年」、平凡社（別冊太陽）、ISBN 978-4-582-94240-8（1991年10月）。
- 手塚治虫：「手塚治虫大全1」、マガジンハウス（1992年） ※全2巻
- 手塚治虫：「手塚治虫大全2」、マガジンハウス（1992年） ※全2巻
- 竹内オサム：「手塚治虫論」、平凡社、ISBN 978-4-582-66311-2（1992年2月）。
- 榊原英城：「手塚治虫・覚書」、近代文藝社、ISBN 978-4-7733-1671-1（1992年6月30日）。
- 伴俊男,手塚プロダクション：「手塚治虫物語 (1928-1959)」、朝日新聞社、ISBN 978-4022564573（1992年7月）。※週刊アサヒグラフに1989年8月25日号から連載された「ベレー帽奮闘記 手塚治虫物語」の単行本化（全2巻）。
- 伴俊男,手塚プロダクション：「手塚治虫物語 (1960-1989)」、朝日新聞社、ISBN 978-4022564962（1992年9月）。※週刊アサヒグラフに1989年8月25日号から連載された「ベレー帽奮闘記 手塚治虫物語」の単行本化（全2巻）。
- 手塚治虫、石子 順：「手塚治虫 漫画の奥義」、講談社、ISBN 978-4-06-205155-2（1992年12月）。※同書の内容は講談社手塚治虫全集の別巻9「手塚治虫 漫画の奥義」としても再録されているが、別巻9では割愛されている部分がある。2007年12月に本書は光文社から文庫化。
- テヅカニアン博物館（館長:宗史陽）監修：「手塚治虫の真実と謎と秘密と履歴書」、ISBN 4-8470-3094-X、発行：山河社、ワニブックス（1993年8月20日）。
- 西村繁男：「さらばわが青春の『少年ジャンプ』」、飛鳥新社、ISBN 978-4-87031-172-5（1994年5月）。
- 手塚治虫：「マンガの心 - 発想とテクニック」、光文社、ISBN 978-4-334-97089-5（1994年6月）。※没前に書かれた著書。
- 伴俊男、手塚プロダクション：「手塚治虫物語―オサムシ登場〈1928～1959〉」、朝日文庫、ISBN 978-4022610546（1994年10月）。※1992年に出た単行本の文庫版。
- 伴俊男、手塚プロダクション：「手塚治虫物語―漫画の夢、アニメの夢〈1960～1989〉」、朝日文庫、ISBN 978-4022610553（1994年10月）。※1992年に出た単行本の文庫版。
- やなせたかし：「アンパンマンの遺書」、岩波書店、ISBN 978-4-00-000064-2（1995年2月）。※岩波現代文庫版、ISBN 978-4-00-602233-4（2013年12月）。
- 大下英治：「手塚治虫―ロマン大宇宙〈上〉」、潮出版社、ISBN 978-4-267-01351-5（1995年3月）。
- 大下英治：「手塚治虫―ロマン大宇宙〈下〉」、潮出版社、ISBN 978-4-267-01352-2 （1995年3月）。
- 竹内 オサム：「戦後マンガ50年史 」。筑摩書房(ちくまライブラリー) 、ISBN 978-4480052018（1995年3月）。※ 雑誌「創」1992年8月号掲載の「マンガの差別・発禁・規制等“事件”史」を単行本化。
- 夏目房之介：「手塚治虫の冒険 戦後マンガの神々」、筑摩書房、ISBN 978-4-480-81380-0（1995年6月25日）。
- 赤塚不二夫：「バカボン線友録！－赤塚不二夫の戦後漫画50年史」、学習研究社、ISBN 978-4054005778（1995年8月）。※「スポーツニッポン新聞」連載の「バカボン線友録」（1995年3月23日～6月4日）をもとに構成された単行本。
- 竹内オサム：「子どもマンガの巨人たち―楽天から手塚まで」、三一書房、ISBN 978-4380952760 (1995年10月)。
- 手塚治虫：「観たり撮ったり映したり」、キネマ旬報社（増補・改訂愛蔵版）、ISBN 978-4-87376-146-6（1995年10月30日）。※ 死没前の著書。
- 桜井哲夫：項目「手塚治虫」、国史大事典、15巻上（補遺）、吉川弘文館、ISBN 978-4-642-00515-9（1996年）。
- 石坂啓：「男嫌い」、新潮文庫、ISBN 978-4-10-145011-7（1996年2月）。※石坂啓は漫画部のアシスタント。
- 「少年マンガの世界―子どもの昭和史 (1)」、平凡社（別冊太陽）、ISBN 978-4-582-94274-3（1996年3月）。
- 沖光正:「鉄腕アトム大事典」、晶文社、ISBN 978-4-7949-6259-1（1996年5月）。
- 「徹子の部屋 ― 手塚治虫」、発売元：バンダイビジュアル、VHS、型番：BVS-613（1996年9月25日）。※徹子の部屋の1986年3月20日放送分を収録。
- 佐藤まさあき：「『劇画の星』をめざして - 誰も書かなかった『劇画内幕史』」、文藝春秋、ISBN 978-4-16-352320-0（1996年10月）。
- 河内厚郎：「手塚治虫のふるさと・宝塚」、のじぎく文庫、神戸新聞総合出版センター、ISBN 978-4-87521-489-2（1996年12月）。
- 別冊宝島編集部：『70年代マンガ大百科』別冊宝島、第288号、宝島社、ISBN 4-7966-9288-6、（1996年12月27日）。
  - 夏目房之介：「不死鳥のごとく復活した手塚治虫」（収録『70年代マンガ大百科』別冊宝島、第288号、頁74-79）。
  - 斎藤宣彦：『「マンガ少年」と手塚治虫』（収録『70年代マンガ大百科』別冊宝島、第288号、頁80-85）。※元「マンガ少年」編集者松岡博治へのインタビュー記事。
  - 壁村耐三＋清水京武：『「週刊少年チャンピオン」突然の黄金期！　元編集長・壁村耐三氏インタビュー』、（収録「70年代マンガ大百科」、別冊宝島、第288号、頁122-129）。
- 手塚治虫:「ぼくのマンガ人生」、岩波新書、岩波書店、ISBN 978-4004305095（1997年5月20日）。
- 米沢嘉博：「手塚治虫マンガ大全―子どもの昭和史」 (別冊太陽)、平凡社、ISBN 978-4582942910 (1997年11月)。
- 西村繁男：「さらばわが青春の『少年ジャンプ』」、幻冬舎文庫、ISBN 978-4-87728-525-8（1997年11月）。※1994年の飛鳥新社からの本に加筆を行って文庫本化。
- フレデリック・L・ショット、樋口あやこ（訳）:「ニッポンマンガ論 - 日本マンガにはまったアメリカ人の熱血マンガ論」、マール社、ISBN 978-4-8373-0733-4（1998年3月）。※フレデリック・L・ショットは手塚治虫と親交があった。
- 湯川敏治：「研究ノート 関西大学創立者手塚太郎と漫画家手塚治虫」、関西大学年史紀要、第10号（1998年3月31日）pp. 1–12。hdl:10112/8772。
- 斎藤環、荷宮和子、村瀬ひろみ、アライヒロユキ、織原ジン:「少女たちの戦歴 - 『リボンの騎士』から『少女革命ウテナ』まで」、青弓社 （ポップ・カルチャー・クリティーク）、ISBN 978-4-7872-7092-4（1998年5月）。
- 内田勝：「「奇」の発想 - みんな『少年マガジン』が教えてくれた」、三五館、ISBN 978-4-88320-146-4（1998年5月）。※著者は元講談社少年マガジン編集部。
- 夏目房之介:「手塚治虫の冒険―戦後マンガの神々」、小学館 (小学館文庫)、ISBN 978-4-09-402521-7（1998年6月）。※筑摩書房からの本の文庫本化。
- 霜月たかなか（編）：「誕生！『手塚治虫』- マンガの神様を育てたバックグラウンド」、朝日ソノラマ、ISBN 978-4-257-03540-4（1998年7月）。
- 村上知彦:「まんが解体新書 - 手塚治虫のいない日々のために」、青弓社（PCCブックス）、ISBN 978-4-7872-7098-6（1998年8月）。
- 石子順：「手塚治虫 : 未来からの使者」、童心社、ISBN 978-4494027361（1998年9月）。
- 石坂啓：「お金の思い出」、新潮文庫、ISBN 978-4-10-145012-4（1998年11月）。※石坂啓は漫画部のアシスタント。
- 「特集 手塚治虫 その大いなる遺産」、コミックナビゲーター、全研本社、1998年12月10日号。
- 石上三登志：「手塚治虫の奇妙な世界」、学陽書房（学陽文庫）、ISBN 978-4-313-72069-5、（1998年12月）。※ 1977年の奇想天外社からの文庫化版。
- 小学館文庫編集部編：「神様手塚を読む」、小学館文庫、ISBN 978-4-09-179812-1（1999年2月）。
- 文藝別冊 「総特集 手塚治虫」、河出書房新社、ISBN 978-4-309-97571-9（1999年5月25日）。
- 丸山昭：「トキワ荘実録―手塚治虫と漫画家たちの青春」、小学館文庫、ISBN 978-4-09-403441-7（1999年7月）。※ハードカバー版はそれ以前。
- 長谷川つとむ：「手塚治虫氏に関する八つの誤解」、中央公論新社（中公文庫）、ISBN 978-4-12-203483-9（1999年8月）。※初版は柏書房
- 深瀬泰旦：「大河の血脈 - ファミリー・ツリー『漫画の神様 手塚治虫とその一族』」、「歴史と旅」、27巻、3号、頁242-254、秋田書店（2000年2月号）。
- すたじお「青い鳥」（編集）：「私たちの手塚治虫と会津」（2000年4月）。※ 自費出版本
- 季刊Prints21、No.56、2000年秋号、「特集 21世紀の手塚治虫」、株式会社プリンツ21。
- 笹川ひろし：「ぶたもおだてりゃ木にのぼる - 私のマンガ道とアニメ道」、ワニブックス、ISBN 978-4-8470-1358-4（2000年9月）。※手塚治虫の専属アシスタント第1号だった。
- 豊田有恒:「日本SFアニメ創世記―虫プロ、そしてTBS漫画ルーム」、阪急コミュニケーションズ、ISBN 978-4-484-00205-7（2000年11月）。※版元表記がTBSブリタニカの場合がある（要調査）。
- 大塚英志、西島 大介（イラスト）：「定本 物語消費論」、角川文庫、ISBN 978-4-04-419110-8（2001年10月25日）。※短い終章 「手塚治虫と物語の終わり」。
- 手塚治虫：「マコとルミとチイ - The best 2 stories by Osamu Tezuka」、秋田文庫、ISBN 978-4-253-17509-8（2001年11月）。※注：手塚一家を描いた生前の作品。
- 手塚プロダクション：「鉄腕アトムの軌跡展」、朝日新聞社（2002年）。
- 池田啓晶、手塚プロダクション（監修）：「手塚治虫完全解体新書 THE KING O.T.」、集英社、ISBN 978-4-08-780349-5（2002年4月26日）。
- 大下英治:「手塚治虫―ロマン大宇宙」、講談社文庫、ISBN 978-4-06-273425-7（2002年5月）。※1995年の潮出版社からの同題の上下二巻を1冊に文庫本化。
- 野口文雄：「手塚治虫の奇妙な資料」、実業之日本社、ISBN 978-4-408-39499-2（2002年8月）。
- 水野雅士：「手塚治虫とコナン・ドイル」、青弓社、ISBN 978-4-7872-9159-2（2002年8月9日）。
- 高橋一郎「手塚治虫と池田師範附属小学校-天才漫画家を育てた家庭・地域・学校-」『大阪教育大学紀要 第IV部門 : 教育科学』第51巻第1号、大阪教育大学、2002年9月、11-23頁、CRID 1390854717575329280、doi:10.32287/td00007482、ISSN 0389-3472。
- 深瀬 泰旦：「天然痘根絶史―近代医学勃興期の人びと」、思文閣出版、ISBN 978-4-7842-1116-6 (2002年9月). ※「陽だまりの樹」で描かれた江戸期のお玉ヶ池種痘所の史料研究書。先祖である手塚良仙光享、手塚良斎政富についての記述あり。
- 長谷川つとむ：「鉄腕アトムのタイムカプセル」、PHPエディターズ・グループ、ISBN 4-569-62420-0（2002年10月2日）。
- 共同通信ニュース記事：「手塚ワールドの建設断念 長引く不況が背景」（2002年11月5日）。※ 川崎市臨海部に手塚治虫キャラクターを使ったテーマパーク「手塚ワールド」の建設を計画していた手塚ワールド企画（川崎市）は建設の断念を発表。url=<http://www.47news.jp/CN/200211/CN2002110501000383.html>。
- 富野由悠季：「だから僕は… ガンダムへの道」、角川スニーカー文庫、ISBN 978-4-04-410165-7（2002年11月30日）。※初出は角川書店から1981年に出版。文庫版で加筆増補された。
- 加藤丈夫：「『漫画少年』物語 - 編集者・加藤謙一伝」、都市出版、ISBN 978-4-901783-04-0（2002年12月）。※漫画少年の成立からその終わりまでが書かれている。
- 布施英利：「鉄腕アトム55の謎」（生活人新書）、日本放送出版協会（2003年）。
- 沖光正：「鉄腕アトム大事典」、光文社知恵の森文庫、光文社、ISBN 978-4-334-78210-8（2003年3月）。※1996年晶文社の本からの文庫化。
- 大塚英志：「アトムの命題―手塚治虫と戦後まんがの主題」、徳間書店 (アニメージュ叢書)、ISBN 978-4-19-861674-8（2003年4月）。
- 泉谷迪：「手塚治虫少年の実像」、人文書院、ISBN 978-4409160848（2003年4月）。※ 学友から見た手塚少年の思い出。
- 神戸新聞阪神総局（編）：「アトムの世紀はじまる―手塚治虫が遺したメッセージ」、神戸新聞総合出版センター、ISBN 978-4-343-00231-0（2003年4月）。
- 森晴路：「図説鉄腕アトム」（ふくろうの本）、河出書房新社、ISBN 978-4-309-76030-8（2003年5月22日）。
- 石上三登志：「定本 手塚治虫の世界」(Key library)、ISBN 978-4-488-01518-3、東京創元社（2003年6月）。※「手塚治虫の奇妙な世界」の増補改訂版。
- 手塚治虫、小林準治：「手塚治虫博物館」、講談社プラスアルファ文庫、ISBN 978-4-06-256770-1（2003年8月発売）。
- 竹熊健太郎：「マンガ原稿料はなぜ安いのか? - 竹熊漫談」、イースト・プレス、ISBN 978-4-87257-420-3（2004年2月1日）。
- 津堅信之：「日本アニメーションの力 - 85年の歴史を貫く2つの軸」、NTT出版、ISBN 978-4-7571-0123-4（2004年3月）。
- 山口康男：「日本のアニメ全史 - 世界を制した日本アニメの奇跡」、テンブックス、ISBN 978-4-88696-011-5（2004年5月）。
- 長谷邦夫:「漫画に愛を叫んだ男たち」、清流出版、ISBN 978-4-86029-075-7（2004年5月）。
- 巽尚之：「鉄腕アトムを救った男 - 手塚治虫と大阪商人『どついたれ』友情物語」、実業之日本社、ISBN 978-4-408-39561-6（2004年11月）。
- 中野晴行：「そうだったのか手塚治虫 — 天才が見抜いていた日本人の本質」、祥伝社新書、ISBN 978-4-396-11009-3（2005年5月5日）。
- 平田昭吾、根本圭助、会津漫画研究会：「日本のレオナルド・ダ・ヴィンチ 手塚治虫と6人」、ISBN 978-4-8347-5551-0（2005年11月2日）。
- 宮原照夫：「実録!少年マガジン名作漫画編集奮闘記」、講談社、ISBN 978-4-06-364654-2（2005年12月1日）。
- 竹内一郎：「手塚治虫 ストーリーマンガの起源」、講談社選書メチエ、ISBN 978-4-06-258354-1（2006年2月11日）。
- 斎藤環：「戦闘美少女の精神分析」、ちくま文庫、ISBN 978-4480422163（2006年5月）。
- 谷川健司：「占領期の手塚治虫」、所収「占領期文化をひらく-雑誌の諸相」（早稲田大学現代政治経済研究所研究叢書26）、早稲田大学出版部（2006年8月）.
- 手塚プロダクション：「手塚治虫劇場 - 手塚治虫のフィルモグラフィー」、第3版（2006年8月25日）。
- 手塚プロダクション：「手塚治虫原画の秘密」（とんぼの本）、新潮社、ISBN 978-4-10-602147-3（2006年9月）。
- 二階堂黎人：「僕らが愛した手塚治虫」、小学館、ISBN 978-4-09-387693-3（2006年11月25日）。※2016年11月に文庫本化。
- 昭和館、手塚プロダクション：（昭和館特別企画展資料）「手塚治虫の漫画の原点 - 戦争体験と描かれた戦争」、昭和館（2007年）。
- 中野晴行:「謎の漫画家・酒井七馬伝 -「新宝島」伝説の光と影」、筑摩書房、ISBN 978-4-480-88805-1（2007年2月）。
- 押山美知子:「少女マンガジェンダー表象論」、彩流社、ISBN 4-7791-1244-3（2007年3月）。
- 津堅信之：「アニメ作家としての手塚治虫 - その軌跡と本質」、NTT出版、ISBN 978-4-7571-4152-0（2007年3月28日）。
- 安藤健二:「封印作品の謎 - ウルトラセブンからブラック・ジャックまで」、だいわ文庫、大和書房、ISBN 978-4-479-30099-1（2007年5月）。
- 清水勲：「年表日本漫画史」、臨川書店（ビジュアル文化シリーズ）、ISBN 978-4-653-04010-1（2007年6月）。
- Frederik L. Schodt: "The Astro Boy Essays - Osamu Tezuka, Mighty Atom, and the Manga/Anime Revolution", Stone Bridge Press, ISBN 978-1933330549 (July, 2007).
- 増田弘道：「アニメビジネスがわかる」、NTT出版、ISBN 978-4-7571-2200-0（2007年7月）。
- 米沢嘉博：「手塚治虫マンガ論」、河出書房新社、ISBN 978-4-309-26959-7（2007年7月）。
- 手塚治虫：「手塚治虫 未来へのことば」、こう書房、ISBN 978-4-7696-0949-0（2007年8月）。※手塚治虫が様々な文脈で語りまたは記した言葉を抜き出して集めたもの。
- 米沢嘉博：「戦後少女マンガ史」、筑摩書房（ちくま文庫）、ISBN 978-4-480-42358-0（2007年8月）。
- 石子順：「平和の探求 手塚治虫の原点」、新日本出版社、ISBN 978-4-406-05064-7（2007年9月30日）。
- 手塚治虫：「ぜんぶ手塚治虫！」、朝日文庫、朝日新聞社、ISBN 978-4-02-264413-8（2007年10月30日）。※ エッセイ、シナリオ、小説、マンガ、講演録、対談録、および他者からの評論などを収集。劇場版「ネオ・ファウスト」のシナリオ初収録。
- 野口文雄:「手塚治虫の『新宝島』その伝説と真実」、小学館クリエイティブ、ISBN 978-4-7780-3052-0（2007年11月27日）。
- 手塚治虫、石子順:「漫画の奥義 作り手からの漫画論」、光文社（智恵の森文庫）、ISBN 978-4-334-78495-9（2007年12月6日）。※ 1992年12月の「手塚治虫 漫画の奥義」、講談社刊の文庫化。
- 清水勲：「戦後漫画のトップランナー横井福次郎 - 手塚治虫もひれ伏した天才漫画家の軌跡」、臨川書店、ISBN 978-4-653-04015-6（2007年12月25日）。
- 辻真先：「ぼくたちのアニメ史」、岩波ジュニア新書、ISBN 978-4-00-500587-1（2008年2月20日）。※ 著者はTVアニメ黎明期からの脚本家。
- 小野卓司：「描きかえられた『鉄腕アトム』」、NTT出版、ISBN 978-4-7571-4179-7（2008年3月）。
- 鈴木伸一：「アニメが世界をつなぐ」、岩波書店、ISBN 978-4-00-500591-8（2008年3月19日）。
- 長谷邦夫：「マンガ編集者狂笑録」、水声社（水声文庫）、ISBN 978-4-89176-676-4（2008年4月）。
- 手塚治虫：「ボクのまんが記」、朝日新聞出版、ISBN 978-4022140005（2008年5月20日）。
- 米沢嘉博：「戦後SFマンガ史」、筑摩書房、ISBN 978-4-480-42419-8（2008年8月6日）。
- 竹内オサム：「手塚治虫 アーチストになるな」（ミネルヴァ日本評伝選）、ミネルヴァ書房、ISBN 978-4-623-05251-6（2008年9月）。
- 手塚治虫:「手塚治虫大全（第1巻）」、光文社（知恵の森文庫）、ISBN 978-4334785161（2008年9月20日） ※全3巻で各巻末に：“本書は「手塚治虫大全1、2」（1992年、マガジンハウス刊）に未収録原稿を加え三冊に文庫化したものです”と記載。
- 雑誌「ストレンジ・デイズ」109号（特集「アトムと音楽」）、有限会社ストレンジ・デイズ（2008年10月20日）。
- 手塚治虫：「手塚治虫大全（第2巻）」、光文社（知恵の森文庫）、ISBN 978-4334785178（2008年10月20日） ※全3巻の第2巻
- 雑誌「フィギュア王」（特集「少女たちの手塚ワールド」）、発売元：ワールドフォトプレス（2008年10月24日）。
- 雑誌「芸術新潮」 2008年11月号（特集「生誕80周年記念 手塚治虫を知るためのQ&A100」）、発売元：新潮社（2008年10月25日）。
- 「NHK特集手塚治虫・創作の秘密」、発行：NHKエンタープライズ、発売元：TCエンタテインメント、DVD、品番：TCED-0362（2008年11月3日）。
- 「天空に夢輝き 〜手塚治虫の夏休み〜」、発行：NHKエンタープライズ、発売元：TCエンタテインメント、DVD、品番：TCED-0363（2008年11月3日）。※ 流しの時計修理職人は物語の上でのフィクションです。
- （音楽CDアルバム、企画：手塚るみ子）「手塚治虫、その愛した音楽」、レーベル：commmons／エイベックスマーケッティング、品番:RZCM-46040（2008年11月5日）。※同封のライナーノーツの情報や証言は貴重。
- 雑誌「メンズノンノ」12月号（特集人物研究「手塚治虫」）、集英社（2008年11月10日）。
- 手塚治虫、小林準治：「手塚治虫クラシック音楽館」、平凡社、ISBN 978-4-582-83414-7（2008年11月15日）。
- 手塚治虫：「手塚治虫大全（第3巻）」、光文社（知恵の森文庫）、ISBN 978-4334785185（2008年11月20日） ※全3巻の第3巻。
- 辰巳ヨシヒロ：「劇画漂流」（上巻）、辰巳ヨシヒロ、青林工藝舎、ISBN 978-4-88379-273-3（2008年11月20日）。
- Fred Ladd、Harvey Deneroff："Astro Boy and Anime Come to the Americas: An Insider's View of the Birth of a Pop Culture Phenomenon"、Mcfarland & Co Inc Pub、ISBN 978-0-7864-3866-2（2008年11月30日）。※英語。米NBCテレビへ鉄腕アトムやジャングル大帝を輸出に関わった人物の回想録。内容の一部の記述には日本側の事情に対する誤解が散発している。
- 辰巳ヨシヒロ：「劇画漂流」（下巻）、辰巳ヨシヒロ、青林工藝舎、ISBN 978-4-88379-276-4（2008年12月）。
- 滝田誠一郎：「ビッグコミック創刊物語―ナマズの意地」、プレジデント社、ISBN 978-4-8334-1898-0（2008年12月）。※青年誌ビッグコミック立ち上げの過程を記している。
- 雑誌「東京人」23(13) (通号 261)、2008年12月号（特集：「生誕80年 手塚治虫への冒険」）、都市出版株式会社。
- 二階堂黎人：「僕らが愛した手塚治虫2」、小学館、ISBN 978-4-09-387825-8（2008年12月）。※ 2016年12月に文庫本化。
- 福元一義：「手塚先生、締め切り過ぎてます！」、集英社新書、ISBN 978-4-08-720490-2（2009年）。
- 伴俊男・手塚プロダクション:「手塚治虫物語 オサムシ登場 1928〜1945」、金の星社、ISBN 978-4-323-07148-0（2009年2月）。※単行本初出は朝日新聞社刊（1992年）。雑誌連載は週刊アサヒグラフ「ベレー帽奮闘記 手塚治虫物語」1989年8月25日号から開始。
- 伴俊男・手塚プロダクション:「手塚治虫物語 漫画の夢 1945〜1959」、金の星社、ISBN 978-4-323-07149-7（2009年3月）。
- 伴俊男・手塚プロダクション:「手塚治虫物語 アニメの夢 1960〜1989」、金の星社、ISBN 978-4-323-07150-3（2009年3月）。
- 古田尚輝：「『鉄腕アトム』の時代 映像産業の攻防」、世界思想社、ISBN 978-4-7907-1390-6（2009年2月25日）。※1960年代の映像産業史。
- 伝記：「手塚治虫」、ポプラ社（この人を見よ!歴史をつくった人びと伝 4）、ISBN 978-4-591-10726-3（2009年3月）。
- 清水正：「手塚治虫版『罪と罰』を読む」、清水正・ドストエフスキー論全集第4巻、D文学研究会、ISBN 978-4-434-13040-3（2009年3月）。
- 平岡正明：「昭和マンガ家伝説」、平凡社新書、ISBN 978-4-582-85457-2（2009年3月）。
- 実業之日本社 (編), 遠藤寛子、内田静枝 (監修) ：「『少女の友』創刊100周年記念号 明治・大正・昭和ベストセレクション」、実業之日本社、ISBN 978-4-408-10756-1（2009年3月13日）※ キャラクタ「ピコちゃん」の図版。連載掲載期間の記述：「龍ヶ淵の乙女」(昭和29年11月号-30年1月号)、「赤い雪」(昭和30年1月号-5月号)、「孔雀石」(昭和30年6月号、未完)。
- 大野茂：「サンデーとマガジン」、光文社新書、ISBN 978-4-334-03503-7（2009年4月17日）。※週刊漫画誌の創設時の記録。
- 淡島千景 他：「淡島千景 - 女優というプリズム」、青弓社、ISBN 978-4-7872-7263-8（2009年4月17日）。※頁28-38に収録されている鷲谷花：「宝塚娘役スターとしての淡島千景と手塚治虫「リボンの騎士」」など。
- 松本正彦：「劇画バカたち!!」、青林工藝舎、ISBN 978-4-88379-284-9（2009年4月21日）。
- Natsu Onoda Power: "God of Comics: Osamu Tezuka and the Creation of Post-world War II Manga", Univ Press of Mississippi, ISBN 978-1604732207(hard cover), ISBN 978-1604732214(paper-back) (May, 2009).
- 天野ミチヒロ：「放送禁止映像大全」、文春文庫、ISBN 978-4-16-775376-4（2009年5月8日）。※テレビ放送用の基準の変化で封印された作品多数についての解説。
- 柴山達雄、小林準治：「誰も知らない手塚治虫 - 虫プロてんやわんや」、創樹社美術出版、ISBN 978-4-7876-0064-6（2009年6月）。
- 皆河有伽：「日本動画興亡史 小説手塚学校 1 〜テレビアニメ誕生〜」、講談社、ISBN 978-4-06-215555-7（2009年6月）。
- 皆河有伽：「日本動画興亡史 小説手塚学校 2 〜ソロバン片手の理想家〜」、講談社、ISBN 978-4-06-215556-4（2009年7月22日）。
- 山本武利 他編集：「占領期雑誌資料体系 大衆文化編＜第5巻＞占領から戦後へ」、岩波書店、ISBN 978-4-00-028245-1（2009年7月29日）。※ 第4章 漫画―赤本漫画と手塚治虫 ※占領期にGHQが検閲用に収集した資料について。
- 鳴海丈：「『萌え』の起源 - 時代小説家が読み解くマンガ・アニメの本質」、PHP研究所（PHP新書 628）、ISBN 978-4-569-70986-4（2009年9月16日）。※漫画における「萌え」の起源を手塚作品群に求めて論じている。
- 大塚英志：「アトムの命題 手塚治虫と戦後まんがの主題」、角川文庫、ISBN 978-4-04-419127-6（2009年9月25日）。※2003年徳間書店からの本の文庫化。
- 辻真先：「『鉄腕アトム』から『電脳コイル』へ - アニメとはなにか」、松籟社、ISBN 978-4-87984-273-2（2009年10月）。
- 「東映動画アーカイブス」、ワールドフォトプレス、ISBN 978-4-8465-2795-2（2010年1月）。※東映動画で手塚治虫が製作に加わっていた作品ももちろん記載されている。
- 藤子不二雄Ⓐ、藤子・F・不二雄：「二人で少年漫画ばかり描いてきた」、日本図書センター（人間の記録 第171巻）（2010年1月）。※手塚治虫との出会いとあこがれ、没後の感想などを含む。
- 水木悦子、赤塚りえ子、手塚るみ子：「ゲゲゲの娘、レレレの娘、らららの娘」、文藝春秋、ISBN 978-4-16-372050-0（2010年2月）。
- 対談1回目：日本マンガの海外における受容を考えるために（メディア芸術カレントコンテンツ、2010年3月1日掲載）
- 国松俊英：「手塚治虫」（ポプラポケット文庫 伝記）、ポプラ社、ISBN 978-4-591-11699-9（2010年3月6日）。
- フレッド・ラッド著、ハーヴィ・デネロフ（編）、久美 薫（訳）:「アニメが『ANIME』になるまで -鉄腕アトムアメリカを行く」、エヌティティ出版、ISBN 978-4-7571-4229-9（2010年3月16日）。※ 著者は虫プロアニメ輸出時のNBC側交渉の担当者だった。2008年の英語本の日本語訳。原著の日本側事情の誤解の大部分はこの翻訳版では直されている。
- 対談2回目：手塚治虫が世界で読まれる理由―手塚プロダクション出版局局長が語る手塚治虫と海外、プロジェクトメディア芸術情報拠点･コンソーシアム構築事業（メディア芸術カレントコンテンツ、2010年3月27日掲載）
- 大塚英志：「映画式まんが家入門」、アスキー・メディアワークス（新書）、ISBN 978-4-04-868562-7（2010年5月7日）。
- さいとう・たかを:「俺の後ろに立つな さいとう・たかを劇画一代」、新潮社、ISBN 978-4-10-325731-8（2010年6月25日）。※ さいとう・たかをの自伝回想録。
- 古谷三敏：「ボクの手塚治虫せんせい」、双葉社、ISBN 978-4-575-30224-0（2010年6月30日）。※アシスタント当時の回想を漫画のスタイルで描いた。
- 本浜秀彦：「手塚治虫のオキナワ」、春秋社、ISBN 978-4-393-34202-2（2010年7月20日）。※手塚治虫と沖縄との関わりについて。
- 手塚治虫他：「トキワ荘パワー！」、祥伝社、ISBN 978-4-396-78118-7（2010年8月31日）。
- ビッグコミック編集部（編）、佐藤 敏章：「神様の伴走者 手塚番13+2」、小学館、ISBN 978-4-09-388149-4（2010年9月30日）。
- 辰巳ヨシヒロ：「劇画暮らし」、本の雑誌社、ISBN 978-4-86011-210-3（2010年10月21日）。※ 第1章「手塚治虫に出会った」など。
- 山中恒：「戦時児童文学論 小川未明、浜田広介、坪田譲治に沿って」、大月書店、ISBN 978-4-272-52083-1（2010年11月）。
- 幸森軍也：「マンガ大戦争 1945-1980」、講談社、ISBN 978-4-06-216495-5（2010年11月15日）。
- 長岡義幸：「マンガはなぜ規制されるのか - 「有害」をめぐる半世紀の攻防」、平凡社新書、ISBN 978-4-582-85556-2（2010年11月16日）。※ 第3章"マンガ規制の歴史I（一九五〇年代から八〇年代前半）".
- 梶原一騎：「梶原一騎自伝 劇画一代」、小学館クリエイティブ、ISBN 978-4-7780-3160-2（2011年2月7日）。
- 大塚英志:「手塚治虫が生きていたら 電子コミックをどう描いていただろう - 大塚教授の漫画講座」、徳間書店、ISBN 978-4-19-863163-5（2011年4月23日）。
- 山内ジョージ：「トキワ荘最後の住人の記録: 若きマンガ家たちの青春物語」、東京書籍、ISBN 978-4-487-80563-1（2011年6月20日）。
- 宮崎克（原作）、吉本浩二（画）：「ブラック・ジャック創作秘話 〜 手塚治虫の仕事場から」、秋田書店、ISBN 978-4-253-13239-8（2011年7月8日）。※別冊月刊少年チャンピオン連載漫画の単行本化。
- 霜月たかなか：「COM 40年目の終刊号」、朝日新聞出版、ISBN 978-4-02-214074-6（2011年7月20日）。
- 増田弘道：「もっとわかるアニメビジネス」、エヌティティ出版、ISBN 978-4-7571-2279-6（2011年8月31日）。
- 野口勲：「タネが危ない」、日本経済新聞出版社、ISBN 978-4-532-16808-7（2011年9月6日）。※著者は元虫プロ商事の雑誌編集者。
- 「完全読本 さよなら小松左京」、徳間書店、ISBN 978-4-19-863303-5（2011年11月17日）。※ 手塚治虫との対談CDが付属。
- 二階堂黎人:「僕らが愛した手塚治虫≪激動編≫」、原書房、ISBN 978-4-562-04755-0（2012年1月24日）。
- 久里洋二：「ぼくのつぶやき自伝：@yojikuri」、新潮社、ISBN 978-4-10-351903-4（2012年2月）。※実験アニメの先駆者久里と手塚の交流の記述あり。
- 萩尾望都:「マンガのあなた SFのわたし 萩尾望都・対談集 〜1970年代編〜」、河出書房新社、ISBN 978-4-309-27307-5（2012年2月21日）。※対談：第1章 手塚治虫「SFマンガについて語ろう」、第7章 手塚治虫＋松本零士「マンガ、SF、アニメーション」。
- デヴィッド・ハジュー、小野耕世（訳）、中山ゆかり（訳）：「有害コミック撲滅！ - アメリカを変えた50年代『悪書』狩り」、岩波書店、ISBN 978-4-00-025415-1（2012年3月24日）。※日本にも飛び火しかけたアメリカの悪書狩りの実態。
- 小林準治、手塚治虫（原著）：「マンガ 手塚治虫の昆虫つれづれ草」、講談社、ISBN 978-4-06-364888-1（2012年5月10日）。
- 水木悦子、赤塚りえ子、手塚るみ子：「ゲゲゲの娘、レレレの娘、らららの娘」、文春文庫、ISBN 978-4-16-780194-6（2012年5月10日）。※ 2010年2月の書籍の文庫化。
- 津堅信之：「テレビアニメ夜明け前 知られざる関西圏アニメーション興亡史」、ナカニシヤ出版、ISBN 978-4-7795-0652-9（2012年5月10日）。※リミティッドアニメの起源を関西のTVCMとするなどの新説を提唱。杉井ギザブロー推薦。
- 滝田誠一郎：「ビッグコミック創刊物語」、祥伝社（文庫）、ISBN 978-4-396-31581-8 （2012年6月13日）。※2008年のプレジデント社の本の文庫化。
- PHP研究所編:「やなせたかし 明日をひらく言葉」、PHP文庫、ISBN 978-4-569-67831-3（2012年7月4日）。
- 杉井ギサブロー：「アニメと生命と放浪と」、ワニブックスPLUS新書、ISBN 978-4-8470-6054-0（2012年7月7日）。※ 手塚アニメーション作品の多くに関わったアニメーター著者の自伝回顧録。
- 手塚治虫、赤塚不二夫、森安なおや、寺田ヒロオ、つのだじろう、水野英子、よこたとくお、鈴木伸一、永田竹丸、長谷邦夫、藤子不二雄Ⓐ:「まんが トキワ荘物語」、祥伝社新書288、ISBN 978-4-396-11288-2（2012年8月1日）。
- 藤子不二雄Ⓐ：「78歳いまだまんが道を…」、中央公論新社、ISBN 978-4-12-004391-8（2012年8月24日）。
- 瀬戸川宗太：「懐かしのテレビ黄金時代」、平凡社新書、ISBN 978-4-582-85659-0（2012年10月17日）。
- 幸森軍也、鈴木伸一（監修）：「ゼロの肖像 「トキワ荘」から生まれたアニメ会社の物語」、講談社、ISBN 978-4-06-217590-6（2012年10月23日）。※アニメ製作のスタジオ「ゼロ」の記録。テレビアニメ勃興期の様子を良く伝える。
- 手塚プロダクション：「ブラック・ジャック大解剖」（サンエイムック）、三栄書房、ISBN 978-4-7796-1646-4（2012年11月17日）。
- 大石学（監修）:「学研まんがNEW日本の歴史」(第12巻)、第三章「戦後文化と手塚治虫」(60-87頁)、学研教育出版、ISBN 978-4-05-203540-1（2012年11月27日）。
- 宮崎克（原作）、吉本浩二（漫画）：「ブラック・ジャック創作秘話 Vol.2 〜 手塚治虫の仕事場から」、秋田書店、ISBN 978-4-253-13240-4（2013年1月8日）。
- 但馬オサム：「世界の子供たちに夢を タツノコプロ創始者 天才・吉田竜夫の軌跡」、メディアックス、ISBN 978-4-86201-653-9（2013年1月13日）。
- 宮崎克（原作）、吉本浩二（漫画）：「ブラック・ジャック創作秘話 Vol.3 〜 手塚治虫の仕事場から」、秋田書店、ISBN 978-4-253-13241-1（2013年4月8日）。
- 雑誌Pen(ペン)、No.337、2013年6/1号、CCCメディアハウス（発売2013年5月15日）、「特集 これを知らなきゃ、日本文化は語れない　少女マンガ　超入門！」中の「リボンの騎士」手塚治虫（24-29頁）。
- 手塚プロダクション（編）:「手塚治虫とキャラクターの世界」、三栄書房、ISBN 978-4779618376（2013年6月14日）。
- 岩下朋世:「少女マンガの表現機構 - ひらかれたマンガ表現史と「手塚治虫」」、NTT出版、ISBN 978-4-7571-4314-2（2013年7月11日）。
- 赤田 祐一、ばるぼら：「消されたマンガ」、鉄人社、ISBN 978-4904676806 (2013年7月22日)。※ 同じ著者達により2016年に「定本 消されたマンガ」が出ている。手塚作品についての記述もある。
- 手塚プロダクション監修：「手塚治虫とキャラクターの世界」（サンエイムック）、三栄書房、ISBN 978-4-7796-1837-6（2013年7月28日）。※（実際の販売日は2013年6月14日）。戦中の未発表作『南方基地』を初公開掲載。
- （対談）やなせたかしｘ糸井重里「箱入りじいさんの94年。」（その7）"人生はわからん。"（2013年8月14日）url=<https://www.1101.com/yanase_takashi/2013-08-14.html> 。
- 宮崎克（原作）、吉本浩二（漫画）：「ブラック・ジャック創作秘話 Vol.4 〜 手塚治虫の仕事場から」、秋田書店、ISBN 978-4-253-13242-8（2013年9月20日）。
- やなせたかし：「わたしが正義について語るなら」、ポプラ社（ポプラ新書）、ISBN 978-4-591-13735-2（2013年11月6日）※ 第2章中の節「やってみると面白い - 天才、手塚治虫と必死に取り組んだ仕事」で、やなせがアニメ制作に初めて関わった経緯が述べられている。
- 四方田犬彦：「日本の漫画への感謝」、潮出版社、ISBN 978-4-267-01961-6（2013年11月20日）中の章「歴史と救済 手塚治虫」(頁151-165)。※主にキャプテンKENとブッダを取り上げて論じている。
- やなせたかし:「アンパンマンの遺書」、岩波現代文庫、ISBN 978-4-00-602233-4（2013年12月）。
- ドラえもんルーム (編):「藤子・F・不二雄の発想術」、小学館（小学館新書）、ISBN 978-4-09-825202-2（2014年2月3日）。※藤子・F・不二雄のエッセイやインタビューの抜粋集。
- 津堅信之：「日本のアニメは何がすごいのか 世界が惹かれた理由」、祥伝社新書、ISBN 978-4-396-11359-9（2014年3月3日）。
- 松永良平（監修）：「音楽マンガガイドブック - 音楽マンガを聴き尽くせ」、DU BOOKS、ディスクユニオン、ISBN 978-4-925064-90-3(2014年4月6日)。
- 秋山高廣 (編)：「再び大阪が まんが大国に甦る日」、ブレーンセンター （新なにわ塾叢書）、ISBN 978-4-8339-0706-4（2014年4月14日）。
- NHK-FM番組アニソン・アカデミー 第52回 「橋本一郎 ソノシート制作秘話」（2014年5月3日）。
- 「世界をマンガで変えた男 手塚治虫の奥深き世界へ」、Discover Japan 2014年6月号、特集「マンガの力」中の頁129-145（他にも関連記事あり）、エイ出版社（雑誌発行：2014年5月7日）.＃ (Google eブック) url=<https://books.google.co.jp/books?id=r-iNAwAAQBAJ>
- 河出書房新社（編）：「文藝別冊 総特集 手塚治虫 増補新版 - 地上最大の漫画家」、河出書房新社（KAWADE夢ムック）、ISBN 978-4-309-97831-4（2014年5月15日）。
- ナカノシマ大学（企画）：特集記事「手塚治虫が歩いた道」、掲載：フリーペーパー「月刊島民 中之島」、出版社140B、Vol.72,（2014年7月1日）。url=<http://nakanoshima-univ.com/pdf/tomin_vol72.pdf>
- 日本SF大学校出版部（監修：筒井康隆、豊田有恒）：「日本SF展・SFの国」、発行：公益財団法人せたがや文化財団 世田谷文学館（2014年7月19日）※ 同題の企画展（期間：2014年7月19日 - 9月28日）の目録本。
- 宮崎克（原作）、吉本浩二（漫画）：「ブラック・ジャック創作秘話 Vol.5 〜 手塚治虫の仕事場から」、秋田書店、ISBN 978-4-253-13244-2（2014年8月8日）。
- 文化庁の委託業務として森ビル株式会社が実施した"平成25年度「メディア芸術情報拠点・コンソーシアム構築事業」"の成果として、「日本マンガの海外出版状況調査 - 手塚治虫・海外出版作品リスト - 」の報告書が公開（2014年9月8日）。
- 辰巳ヨシヒロ：「劇画暮らし」、角川書店（角川文庫）、ISBN 978-4-04-102308-2（2014年10月）。※ 2010年10月に本の雑誌社から出た同題の書籍の文庫化。
- 椎名ゆかり：北米のマンガ事情第27回「アメリカにおける手塚治虫作品の受容の変遷－もうひとつの「手塚神話」の形成」、アニメ！アニメ！ビズ（url=<http://www.animeanime.biz>）（2015年1月20日（前編）、22日（中編）、25日（後編））(/archives/20766, 20776, 20785)。
- 「手塚さんも夢中 元祖ストーリー漫画 松下井知夫さん作品に光」、東京新聞記事（2015年2月21日朝刊 社会欄 第26面）。
- 平成26年度メディア芸術情報拠点・コンソーシアム構築事業：「原画資料の収蔵と活用に向けた調査 実施報告書」（平成27年3月（2015年6月1日更新））の第7章（第94-116頁）「手塚プロダクション 森晴路氏インタビュー」。※ url=<http://mediag.jp/project/project/genga.html>、url=<http://mediag.jp/project/project/genga_h26.pdf>。
- マーク・スタインバーグ, 大塚英志 (監修), 中川譲 (訳):「なぜ日本は〈メディアミックスする国〉なのか」、KADOKAWA、ISBN 978-4-04-080019-6（2015年3月7日）。
- 桜井哲夫：「廃墟の残響ー戦後漫画の原像」、NTT出版、ISBN 978-4-7571-4342-5（2015年3月27日）。
- 萩原由加里：「政岡憲三とその時代: 「日本アニメーションの父」の戦前と戦後」、青弓社、ISBN 978-4787273741（2015年3月27日）。※ 第7章 "漫画映画からテレビアニメへ―戦前と戦後を結ぶもの" など。
- 中条省平（編集）：「COM傑作選 上 1967〜1969」、筑摩書房(ちくま文庫)、ISBN 978-4-480-43271-1（2015年4月8日）。
- 中条省平（編集）：「COM傑作選 下 1970〜1971」、筑摩書房(ちくま文庫)、ISBN 978-4-480-43272-8（2015年4月8日）。
- 清水マリ:「鉄腕アトムと共に生きて―声優が語るアニメの世界」、さきたま出版会、ISBN 978-4878914201（2015年6月30日）。
- 上原榮治：「手塚太郎金刺光盛 ―手塚一族の後裔はどこへ？―」、グリーン美術出版（2015年7月）。※ 自費出版
- 菅富士夫：「手塚治虫と戦災孤児」、中井書店、ISBN 978-4863770393　（2015年8月）。
- 瀬尾温知：「戦時下のプロパガンダ映画の秘密」、Japan In-depth 記事(2015年8月18日)
  - 前半部：「日本初長編アニメは戦意高揚が目的」url=<https://japan-indepth.jp/?p=20954>
  - 後半部：「手塚治虫がアニメ製作を決意した日」url=<https://japan-indepth.jp/?p=20957>
- 牧村康正、山田哲久:「『宇宙戦艦ヤマト』をつくった男 西崎義展の狂気」、講談社、ISBN 978-4062196741（2015年9月8日）。
- 二階堂黎人:「僕らが愛した手塚治虫 復活編」、南雲堂、ISBN 978-4-523-26538-2 (2016年1月29日)。
- Toshio Ban and Tezuka Productions, (Translated by Frederik L. Schodt):"The OSAMU TEZUKA Story - A Life in MANGA and ANIME",Stone Bridge Press,ISBN:978-1611720259 (July, 2016). ※ 伴俊男・手塚プロダクション:「手塚治虫物語」の英訳。
- 「手塚プロ資料室長、森晴路氏が死去」（産経ニュース2016年4月15日の他にも各紙が報じた）※ 4月14日に心筋梗塞で逝去。
- 赤田祐一、ばるぼら：「定本 消されたマンガ」、彩図社、ISBN 978-4-8013-0145-0 （2016年5月11日）。※ 同じ著者等による2013年の「消されたマンガ」の改定版。手塚作品についての記述もある。
- 竹内オサム:「手塚マンガの不思議」、晃洋書房、ISBN 978-4771027060（2016年6月10日）。
- 手塚治虫：「ぼくはマンガ家」、リットーミュージック（立東舎文庫）、ISBN 978-4845628216（2016年7月20日）。
- 手塚治虫：「手塚治虫小説集成」、リットーミュージック（立東舎文庫）、ISBN 978-4845628223（2016年7月20日）。
- 手塚治虫：「手塚治虫映画エッセイ集成」、リットーミュージック（立東舎文庫）、ISBN 978-4845628292 （2016年8月19日）。
- （作家全90人）：「〆切本」、左右社、ISBN 978-4865281538（2016年8月30日）。※ 第II章に「編集者残酷物語」手塚治虫 を所収。
- 二階堂黎人:「僕らが愛した手塚治虫 1」、小学館（小学館文庫）、ISBN 978-4-09-406356-1（2016年11月8日）。
- 山田夏樹：「石ノ森章太郎論」、青弓社、ISBN 978-4-7872-9239-1（2016年11月19日）。
- 二階堂黎人:「僕らが愛した手塚治虫 2」、小学館（小学館文庫）、ISBN: 978-4-09-406382-0（2016年12月6日）。
- 「完全保存版 手塚治虫の世界」（別冊宝島 2531）、宝島社、ISBN 978-4-8002-6398-8 （2016年12月15日）。奥付の記載には2017年1月15日発行。
- 手塚るみ子：「定本 オサムシに伝えて」、リットーミュージック（立東舎文庫）、ISBN 9784845629886（2017年2月20日）。
- 手塚治虫：「手塚治虫シナリオ集成1970-1980」、リットーミュージック（立東舎文庫）、ISBN 9784845629893（2017年2月20日）。
- 桜井哲夫：「廃墟の残響　戦後漫画の原像」、NTT出版、ISBN 978-4-7571-4342-5 (2017年3月27日)。
- 藤井青銅：「幸せな裏方」、新潮社、ISBN 978-4103508816（2017年3月30日）。※ 第一章の中の「神の奇跡」。
- 藤子不二雄Ⓐ(監修)：完全保存版「まんが道 大解剖」、三栄書房（サンエイムック）、ISBN 978-4-7796-3054-5 （2017年4月13日）。
- 田浦紀子、高坂史章：「親友が語る手塚治虫の少年時代」、和泉書院、ISBN:978-4757608337（2017年4月7日）。
- 小野耕世：「長編マンガの先駆者たち ー田河水泡から手塚治虫までー」、岩波書店、ISBN 978-4-00-023890-8 （2017年5月26日）。
- みなもと太郎：「マンガの歴史 1」、岩崎書店、ISBN 978-4-265-00831-5 (2017年8月31日）。
- 赤塚不二夫:「赤塚不二夫が語る64人のマンガ家たち」、立東舎(立東舎文庫)、ISBN 978-4-8456-3128-5 (2017年10月20日）．※　第一章 "1 手塚治虫"、頁11-17。※ 本書は同著者の「バカボン線友録！－赤塚不二夫の戦後漫画50年史」、学研(1995年)の再編集・文庫化．
- 「アップリカ育児研究所理事長・葛西健蔵氏死去」（産経新聞2017年10月22日記事）※ 21日に逝去。url=<http://www.sankei.com/west/news/171022/wst1710220082-n1.html>。
- 大塚栄志、ひらりん（漫画）：「まんがでわかるまんがの歴史」、角川書店、ISBN 978-4-04-104797-2（2017年11月4日）。
- 二階堂黎人：「僕らが愛した手塚治虫 3」、小学館（小学館文庫）、ISBN 978-4-09-406421-6（2017年11月12日）。※ 同著者の「僕らが愛した手塚治虫≪激動編≫」、原書房（2012年）の改題・加筆改稿・文庫化。
- 中村一彦：「手塚治虫ー深夜の独り言」、週刊読書人ウェブ （2018年2月27日-5月15日、全8回連載）。url=<https://dokushojin.com/content.html?genre=3&content=76>。
- 佐藤 敏章：「手塚番 ～神様の伴走者～」、小学館(小学館文庫) 、ISBN 978-4094065213（2018年6月6日）。
- 中野晴行：「未来を予告していた黒い手塚治虫」、徳間書店、ISBN 978-4198647070（2018年10月20日）。
- 二階堂黎人：「僕らが愛した手塚治虫≪推進編≫」、南雲堂、ISBN 978-4-523-26582-5（2018年11月28日）。
- 日本演出者協会関西ブロック(編)：「関西戦後新劇史：一九四五年～一九六九年」、晩成書房、ISBN 978-4-89380-486-0（2018年11月30日）。※ 手塚は大阪大付属医専在学中に学生劇団「学友座」に所属。
- 大塚英志：「大政翼賛会のメディアミックス」、平凡社、ISBN 978-4-582-45453-6（2018年12月5日）、第5章"手塚治虫は「翼賛一家」を描いたのか"、第185-220頁。
- 大塚英志：「手塚治虫と戦時下メディア理論：文化工作・記録映画・機械芸術」、講談社、ISBN 978-4-06-514476-3（2018年12月25日）
- 宮崎克（原作）、野上武志（作画）:「TVアニメ創作秘話～手塚治虫とアニメを作った若者たち～」、週刊少年チャンピオン（2019年1月24日発売の8号から3月14日発売の15号まで、全8話連載）。
- 『｢どろろ｣｢三つ目がとおる｣大解剖 手塚治虫 怪奇マンガの世界』、三栄書房（日本の名作漫画アーカイブシリーズ）、ISBN 9784779638459（2019年2月15日）。
- 石ノ森章太郎：「漫画超進化論」、河出書房新社（河出文庫）、ISBN 978-4-309-41679-3 （2019年4月8日）。
- 宮崎克（原作）、野上武志（作画）:「TVアニメ創作秘話～手塚治虫とアニメを作った若者たち～」、秋田書店、少年チャンピオン・コミックス・エクストラ（2019年5月8日）。
- Nicole Coolidge Rousmaniere、Matsuba Ryoko (共編)："The Citi exhibition  Manga マンガ"、Thames & Hudson、The British Museum、ISBN 978-0500480496 (2019年5月23日)。
- 中川右介：「手塚治虫とトキワ荘」、集英社、ISBN 978-4-08-781668-6（2019年5月29日）。
- 橋本一郎：「手塚治虫99のことば」、双葉社、ISBN 978-4575314670（2019年6月25日）。
- 魚乃目三太(漫画)：「チャンピオンズ~週刊少年チャンピオンを創った男たちの物語~」、秋田書店 (少年チャンピオン・コミックス)、ISBN：9784253252195（2020年4月8日）。 ※少年チャンピオンの50周年にあたり、編集部への取材に基づいて描かれた漫画。
- 竹内一郎:「北澤楽天と岡本一平：日本漫画の二人の祖」、集英社、ISBN 9784087211191 (2020年4月22日)。 ※ 第1章"ジャパニメーションの発展と手塚治虫"。
- 手塚るみ子：「父・手塚治虫が描いた少女マンガをいま読み返す」、メルカリマガジン（2020年5月22日記事）。
- 中川右介:「アニメ大国 建国紀 1963-1973　テレビアニメを築いた先駆者たち」、イースト・プレス、ISBN 978-4-781619125（2020年8月19日発売/奥付8月31日）。※ 日本のアニメ業界の発展の様子を実に豊かに1冊で解説。
- 三沢典丈 (著), 中川右介 (監修):「アニメ大国の神様たち 時代を築いたアニメ人 インタビューズ」、 イースト・プレス、ISBN 978-4781619507（2021年1月12日）。
- 豊島区 トキワ荘マンガミュージアム(監修)：「トキワ荘マンガミュージアム - 物語のはじまり」、平凡社、ISBN 978-4-582-63526-3（2021年4月21日）。
- 津堅信之：「日本アニメ史-手塚治虫、宮崎駿、庵野秀明、新海誠らの100年」、中央公論新社、ISBN 978-4121026941　（2022年4月19日）。
- 伊藤和弘：「週刊少年マガジン」はどのようにマンガの歴史を築き上げてきたのか? 1959ー2009、星海社新書、ISBN 978-4065287637（2022年7月21日）。
- 川崎賢子：「手塚治虫と宝塚　幻想の相乗効果──『ヴェニスの商人』から『ブラック・ジャック』まで」、図書、岩波書店、2023年5月号に掲載。
- 中川 右介:「アニメ大国 建国紀 1963－1973 テレビアニメを築いた先駆者たち」、集英社文庫、ISBN：978-4-08-744583-1（2023年10月20日）。
  - 中川 右介: アニメ大国 建国紀 1963－1973 #1  ※ 著者の書籍の抜粋記事
  - 中川 右介: アニメ大国 建国紀 1963－1973 #2
- 竹内オサム：「手塚治虫語辞典：豊富な原画と470項目で読み解く手塚ワールドの真髄」、誠文堂新光社、ISBN 978-4-416619452 (2023年12月6日)。
- 「鉄腕アトム、下諏訪町のマンホールに　故手塚治虫さんの先祖は諏訪大社とゆかり」 (信濃毎日新聞デジタル、2024年2月5日)

### 追悼出版ほか
なるべく初出の発行年月日順に並べている。(年や月が不明なものは明かなものよりも前側に置くことにする)
- 「鉄腕アトム大会」，主催「鉄腕アトムクラブ」と虫プロダクション、於東京神田の共立講堂（開催1965年1月24日）：後援：明治製菓・フジテレビ・光文社・万年社。
- 「手塚治虫ファン大会第1回」、於東京の九段会館（開催1979年4月30日）。
- 「音と光と映像のマンガランド　手塚治虫漫画40年展」、名古屋星ヶ丘三越8階特設会場（開催時期：1985年8月6日～14日）：主催：中日新聞社・東海テレビ放送。　（注：手塚治虫在命中）
- 竹内オサム、村上 知彦 編：「手塚治虫の宇宙」、<マンガ批評大系別巻>、平凡社（1989年）。
- 石上三登志：「手塚治虫の時代」、大陸書房（1989年）。
- 雑誌「SPA!」（平成元年2月23日号）追憶特集「手塚治虫はボクらの神様だった」（1989年2月）。
- 朝日ジャーナル（1989年2月24日号）、記事：ああ、手塚治虫 最後の作品「ネオ・ファウスト」。
- 週刊朝日（1989年2月24日号、通巻第3737号）頁145から「コミック大帝手塚治虫さん逝く、みんなでアトムを宇宙へ送ろう！」。
- 週刊アサヒグラフ（1989年2月24日号）、「手塚治虫追悼大特集：新宝島からネオ・ファウストまで」。
- 呉智英：「手塚治虫の意味―ある戦後精神の偉業―」、文學界、1989年4月号。
- アニメージュ1989年4月号,　Vol.130, 頁3～17，「手塚治虫追悼特集」（宮崎駿，富野由悠季/出崎統）。
- キネマ旬報 (通号 1006) 1989年4月1日（号？）、pp.103～113, 手塚治虫<追悼特集>。
- 山本暎一：「虫プロ興亡記 安仁明太の青春」、新潮社、ISBN 978-4-10-3733010（1989年4月15日）。※ 小説スタイルによる（旧）虫プロダクションの興亡の記録。あとがきによれば最終原稿は手塚の死没直前の1月末に入稿していた。
- 「朝日ジャーナル臨時増刊号 手塚治虫の世界」、朝日新聞社（1989年4月20日号）。
- 「COMIC BOX 1989年5月号」（ふゅーじょんぷろだくと、手塚治虫への追悼総特集号）※ 特筆記事に、宮崎駿「手塚治虫に「神の手」をみた時、ぼくは彼と訣別した」がある（宮崎駿「出発点 1979〜1996」（スタジオジブリ編、徳間書店、1996年）に再録）。
- 真野慎一(編)手塚治虫ファンクラブ*京都：「ブクツギキュ :手塚治虫死去関連新聞記事スクラップ資料集」（1989年8月）国立国会図書館書誌ID：000002072389。
- 一億人の手塚治虫編集委員会（編）：「一億人の手塚治虫」、〈宝島collection〉、JICC出版局（宝島社）、ISBN 978-4-880635569（1989年8月）。
- 秋山満:「COMの青春―知られざる手塚治虫」、平凡社、ISBN 978-4-582-65122-5（1990年2月）。COMの副編集長として虫プロ商事に2年間在職した期間の「小説」。著名人物以外は仮名となっているなど内部事情を知らない者にとっては資料性に難点。
- 「手塚治虫の自画像」写真集　(1990年2月9日発行)　※ 非売品、全84頁
- まんが資料センター：「手塚治虫の軌跡：手塚治虫をこよなく愛するあなたに贈る 全作品リスト」（1992年7月20日）。
- 矢口高雄：「ボクの手塚治虫」、毎日新聞社、ISBN 978-4-620-77040-6（1989年9月）。※講談社文庫版はISBN 978-4-06-185582-3（1994年1月）。
- 手塚治虫一周忌に関係者に向けて発行され配布されたアルバム「手塚治虫の自画像」（1990年、非売品、全83頁に多くのスナップ写真からの図版を収録）。
- 東京国立近代美術館編 ：「手塚治虫展　東京国立近代美術館」図録、朝日新聞社（1990年）※（会期：1990年7月20日 - 9月2日）。
- 手塚プロダクション：「手塚治虫劇場 手塚治虫のアニメーションフィルモグラフィー」（1991年） ※第2版〈求龍堂グラフィックス〉エスクァイアマガジンジャパン、1997年。
- 中尾明：「手塚治虫－まんがとアニメで世界をむすぶ」（講談社 火の鳥伝記文庫）、講談社、ISBN 978-4-06-147575-5（1991年9月20日）。※ 伝記
- 竹内オサム：「手塚治虫論」、平凡社（1992年2月）。
- 夏目房之介：「手塚治虫はどこにいる」、筑摩書房（1992年6月） ※ちくま文庫版は1995年12月。
- 中野晴行：「手塚治虫と路地裏のマンガたち」、筑摩書房、ISBN 4-480-87213-2（1993年2月9日）。
- 矢口高雄：「ボクの手塚治虫」、講談社文庫、ISBN 978-4-06-185582-3（1994年1月）。※ 毎日新聞社（1989年9月）からの文庫化。
- 中野晴行：「手塚治虫のタカラヅカ」、筑摩書房（1994年4月）。
- 荒俣宏(編)：「知識人99人の死に方：もうひとつの戦後史」、角川書店、ISBN 978-4048410120（1994年12月）。※ 後に200年10月に文庫増訂判。※ 第1章「手塚治虫」。
- 手塚プロダクション 村上 知彦共編 ：「手塚治虫がいなくなった日」、潮出版社（1995年1月）。
- 夏目房之介：「手塚治虫の冒険 戦後マンガの神々」、筑摩書房（1995年6月）。※小学館文庫は（1998年6月）。
- 手塚プロダクション、朝日新聞社主催：「手塚治虫〜過去と未来のイメージ〜展」、新宿:伊勢丹美術館（1995年8月3日 - 9月3日）、札幌:丸井今井（1996年1月2日 - 1月16日）、大阪:大丸心斎橋店（1996年3月28日 - 4月9日）、新潟:伊勢丹アートホール（1996年7月17日 - 7月31日）、高松:高松市美術館（1996年8月6日 - 9月8日）。
- 鈴木光明：「マンガの神様! 追想の手塚治虫先生」、白泉社、ISBN 4-592-73132-8（1995年11月30日）。
- 伴俊男:「手塚治虫―21世紀をデザインしたまんが家」、小学館 (小学館版 学習まんが人物館)、ISBN 978-4092701038 (1996年3月)※ 解説：藤子・F・不二雄。
- 荷宮和子：「手塚漫画のここちよさ―ヅカファン流手塚論」、光栄、ISBN 978-4877193447（1996年3月）。
- 今川清史：「空を越えて 手塚治虫伝」、創元社、ISBN 978-4-422-93030-5（1996年11月）。
- 「もっと知りたい手塚治虫」、＜別冊家庭画報＞、世界文化社（1997年1月）。※手塚ファン26人が案内する手塚ワールド探検の手引き。
- 米沢嘉博編：「手塚治虫マンガ大全－子どもの昭和史」＜別冊太陽＞、平凡社、ISBN 978-4-582-94291-0（1997年11月）。
- 湯川敏治：「研究ノート 関西大学創立者手塚太郎と漫画家手塚治虫」、関西大学年史紀要(ISSN 0289-4009)、第10号（1998年3月31日）、頁1-12。（url= https://hdl.handle.net/10112/8772）。
- 夏目房之介：「手塚治虫の冒険 戦後マンガの神々」、小学館文庫（1998年6月）。
- 手塚プロダクション、秋田書店共編：「手塚治虫全史 その素顔と業績」（1998年7月）。
- 国松俊英：「手塚治虫」（おもしろくてやくにたつ子どもの伝記）、ポプラ社、ISBN 978-4-591-05876-3（1998年12月）。
- 「ある日の手塚治虫: 56人が描き語るとっておきのあの日」、別冊COMIC BOX vol.4、ふゅーじょんぷろだくと（1999年2月9日）。
- 月岡貞夫：「アシスタントの想い出 手塚治虫の代理人」(総特集 手塚治虫)、文芸 / 河出書房新社 [編] 38(別冊) 1999年5月，頁164～167。
- 荒俣宏（編）：「知識人99人の死に方」、角川学芸出版（角川文庫）、ISBN 978-4041690345（2000年10月24日）。※1994年12月刊の増訂版　※ 第1章"手塚治虫―「いま死んだら、死んでも死にきれない」"。
- 小島英明、鈴木浩：「医師としての手塚治虫“その知られざる人間像”」、医学のあゆみ（医歯薬出版）、第195巻、6号、437-442頁（2000年11月11日）。
- わたべ淳：「手塚治虫」（講談社学習コミック―アトムポケット人物館）、講談社、ISBN 978-4-06-271803-5（2000年11月20日）。※漫画形式による手塚治虫の伝記。
- 渋谷陽一責任編集：特集「何故、手塚治虫はアトムが嫌いだったのか 誤解された天才の闇に迫る」(SIGHT, vol.15 SPRING 2003) ロッキング・オン・ジャパン増刊号 サイト、第17巻第7号通巻243号（2003年4月19日）。※NHK-FMの番組FMホットラインで1984年に渋谷陽一による手塚治虫へのインタビュー内容の再録。
- 手塚プロダクション、司田武己：「手塚治虫バカ一代 「幻のジャングル大帝」を覆刻した男・石川栄基の物語」、集英社インターナショナル、ISBN 978-4-7976-7096-7（2004年2月26日）。
- 江本弘志:「昭和奇・偉人伝」の第5章（頁121-178）:"手塚治虫"、文芸社、ISBN 978-4835572970 （2004年4月15日）。
- 手塚治虫：「人間は素晴しい-手塚治虫愛と生命の言葉」、PHP研究所、ISBN 978-4569635071 （2004年4月19日）。※ 漫画406作品から205の言葉を紹介。
- 巽尚之：「鉄腕アトムを救った男―手塚治虫と大阪商人『どついたれ』友情物語」、実業之日本社、ISBN 978-4-408-39561-6（2004年11月）。
- 中野晴行：「そうだったのか手塚治虫―天才が見抜いていた日本人の本質」、祥伝社新書、ISBN 978-4-396-11009-3（2005年4月）。
- 立川談志：「私のこだわり人物伝 2005年10 - 11月」（NHK知るを楽しむ/火）、NHK出版、ISBN 978-4-14-189132-1（2005年9月）。
- 伊藤剛：「テヅカ・イズ・デッド ひらかれたマンガ表現論へ」、NTT出版、ISBN 978-4-7571-4129-2（2005年9月27日）。
- 谷川建司：「手塚漫画とプランゲ文庫」（早稲田大学、2006年）。
- うしおそうじ：「手塚治虫とボク」、草思社、ISBN 978-4-7942-1567-3（2007年3月21日）。
- 藤本明男：「愛よ命よ、永遠に－手塚治虫少年ものがたり」、ISBN 978-4-286-02692-3、文芸社（2007年4月15日）.
- 「NHK特集 手塚治虫・創作の秘密」、手塚の没後にVHSで出された。DVDは2008年にTCエンタテインメントで再発売。
- 手塚るみ子（企画）：「手塚治虫、その愛した音楽」、レーベル：commmons/エイベックス・マーケティング、CD：品番：RZCM-46040（2008年11月5日） ※同封のライナーノーツに資料的価値がある。
- Natsu Onoda Power:"God of comics: Osamu Tezuka and the creation of post-World War II manga", (Great comics artists series), University Press of Mississippi, ISBN 978-1-60473-220-7 (cloth), ISBN 978-1-60473-221-4 (paper back), (2009)。
- Helen McCarthy: "The art of Osamu Tezuka: god of manga", Abrams ComicArts, New York, ISBN 978-0-8109-8249-9 (2009)。
- 生誕80周年記念特別展 「手塚治虫〜未来へのメッセージ〜」、江戸東京博物館（会期2009年4月18日から6月21日まで）。
- “プロジェクト新・偉人伝”（編纂）：「手塚治虫」、この人を見よ!歴史をつくった人びと伝4、ポプラ社、ISBN 978-4-591-10726-3（2009年3月）。
- 手塚治虫 生誕80周年記念刊行「手塚治虫 文庫全集」（全200巻、刊行完了）、講談社（刊行開始2009年10月9日）。
- 国松俊英：「手塚治虫」（ポプラポケット文庫 伝記）、ポプラ社、ISBN 978-4-591-11699-9（2010年3月6日）。※手塚治虫の伝記。
- ラサール石井、巽尚之：「人生で大切なことは手塚治虫が教えてくれた」、PHP研究所、ISBN 978-4-569-79841-7、2011年7月6日。
- 宮崎克（原作）、吉本浩二（漫画）：「ブラックジャック創作秘話」、秋田書店（2012年）（月刊：別冊少年チャンピオン連載）。
- 週刊 マンガ世界の偉人18号「手塚治虫 日本が世界に誇るマンガの神様」、朝日新聞出版（朝日ジュニアS週刊マンガ世界の偉人2012年6月10日号）、雑誌JAN 4910231320623（発売日：2012年5月29日）。
- 「手塚治虫 日本が世界に誇るマンガの神様」、朝日新聞出版、朝日ジュニアシリーズ、週刊マンガ世界の偉人第18号 （2012年6月10日号）。※ 漫画：甘夏柑子、監修：山口正、手塚プロダクション。
- 「鉄腕アトムが飛んだ日」、石神井公園ふるさと文化館特別展（開催期間：2013年1月19日 - 3月24日）の展示目録、発行：練馬区立石神井公園ふるさと文化館、発行日：2013年1月19日。
- 村上もとか：「フイチン再見!」（ビッグコミック連載、2013年7号（3月19日発売）から2017年7号（3月20日発売））※ これは女流漫画家上田トシコの伝記漫画であるが、その作品中に手塚治虫が登場する。
- 「哲学と技法『父・治虫が求めたもの』（ラララの時代-テレビアニメ50年）手塚眞さんに聞く」、朝日新聞記事（2013年3月26日）。※手塚眞へのインタビュー。
  - 「ハッピーエンドは時超えて（ラララの時代-テレビアニメ50年） 1：ガロンの産声」、朝日新聞記事（2013年3月26日）。※高橋 良輔、吉川 惣司。
  - 「アニメの新手法、次々（ラララの時代-テレビアニメ50年） 2：練馬完徹所」、朝日新聞記事（2013年3月27日）。※杉井 ギザブローへのインタビュー。
  - 「先頭を手塚が走った（ラララの時代-テレビアニメ50年） 3：若者の交差点」、朝日新聞記事（2013年3月29日）。※河井竜、山本暎一、柴山達雄へのインタビュー。
  - 「東映参入、新たな展開（ラララの時代-テレビアニメ50年） 4：走れ狼少年ケン」、朝日新聞記事（2013年3月30日）。※月岡貞夫、勝間田具治へのインタビュー。
  - 「ガンダムへの出発点（ラララの時代-テレビアニメ50年） 5:アトムの子たち」、朝日新聞記事（2013年4月2日）。※富野由悠季、伊藤叡、高橋良輔。
  - 「大人向け制作、息長く（ラララの時代-テレビアニメ50年） 6：アニメの国）」、朝日新聞記事（2013年4月3日）。※丸山政雄、片渕須直。
  - 「日本版CGに存在感（ラララの時代-テレビアニメ50年） 7：手描きを目指せ）」、朝日新聞記事（連載終）（2013年4月4日）。※鈴木大介、松浦裕暁。
- 『テレビアニメ放送50周年展-Vol.1 〜はじまりの「鉄腕アトム」とスタジオゼロの足跡〜』、杉並アニメーションミュージアム（開催期間：2013年4月17日から7月15日）。
- 「小池一夫対談集 キャラクター60年」、小池書院、ISBN 978-4-86225-865-6（2013年9月20日） ※頁7-21：“1985「僕は神様じゃないんです」手塚治虫”、初出は漫画アクション（双葉社）1985年7月31日号。
- コージィ城倉：「チェイサー 1」、小学館、ISBN 978-4-09-185417-9（2013年10月5日） ※手塚治虫の模倣を試みる漫画作家を描いたフィクション漫画、ビッグコミックスペリオールに連載中で続刊予定、解説：中野晴行。
- 松本零士:「手塚治虫 逃亡先から呼び出し電報」、文藝春秋、2014年1月号、頁334 - 336（特別企画「世界が驚愕した日本人54人」の中の1つとして掲載）。※手塚治虫との遭遇から始まり、没前に手塚が胃がんであることを自覚していたエピソードなどが語られている。
- 川合章子、高木まさき (監修)：「手塚治虫」 (時代を切り開いた世界の10人：レジェンド・ストーリー、第4巻)、学研教育出版、ISBN 978-4055010610 (2014年2月3日)。※ 伝記。
- 「ブラック・ジャックが問うた未来」（手塚治虫没後25年特別対談、渡邊剛×手塚眞）、日経ビジネスオンライン、2014年2月7日、url=<http://business.nikkeibp.co.jp/article/interview/20140204/259308/>。
- 「Google 歴史アーカイブ」に「手塚治虫コレクション」が登場（2014年4月7日）。※ 手塚治虫作品やその生涯を紹介するおよそ170点の資料を掲載。
- 「会津を愛した僕らの手塚治虫先生」、JR東日本のPR雑誌「トランヴェール」、2014年5月号特集記事（頁6-29）。url=<http://www.jreast.co.jp/tabidoki/trainvert/digitalbook/tr1405/catalog.html>。
- コージィ城倉：「チェイサー 2」、小学館、ISBN 978-4-09-186374-4（2014年8月4日） ※ 解説：二階堂黎人
- 伊藤 剛：「テヅカ・イズ・デッド ひらかれたマンガ表現論へ」、講談社(星海社新書)、ISBN 978-4-06-138556-6、（2014年9月26日）。※ 2005年9月27日にNTT出版から発行された同題の書籍の新書版。
- 手塚治虫、松谷孝征:「手塚治虫 壁を超える言葉」、かんき出版、ISBN 978-4-7612-7034-6 (2014年10月20日).
- ヘレン・マッカーシー, 手塚プロダクション, 大友克洋：「手塚治虫の芸術」、ゆまに書房、ISBN 978-4-8433-4579-5（2014年10月24日）。※原書Helen McCarthy: "The art of Osamu Tezuka: god of manga", Abrams ComicArts, New York, ISBN 978-0-8109-8249-9 (2009) の翻訳。
- 映画「TATSUMI マンガに革命を起こした男」配給：スターサンズ（公開：シンガポール2011年、日本公開：2014年11月15日）※辰巳ヨシヒロの自伝的アニメで冒頭に手塚治虫七回忌、少年時代に手塚と出会ったいきさつ、「劇画宣言」の経緯などを含む。
- キッズイベント記事（インタビュー、2014年12月3日）、「第13回 株式会社手塚プロダクション代表取締役社長・松谷孝征さん」、url=<http://www.kids-event.jp/interview/0013/>。
- 読売新聞 日曜版［名言巡礼］手塚治虫の言葉 （2015年6月14日）。
- 橋本一郎：「鉄腕アトムの歌が聞こえる －手塚治虫とその時代－」、少年画報社、ISBN 978-4785947590（2015年7月27日）。
- コージィ城倉：「チェイサー 3」、小学館、ISBN 978-4-09-187150-3 （2015年7月30日）。
- 信濃毎日新聞朝刊2015年8月8日記事「手塚一族の歴史 上田から発信 - 故手塚治虫さんとの関係も紹介」。
- 東信ジャーナル2015年9月3日記事「故手塚治虫さんのルーツ上田に」。
- 信濃毎日新聞朝刊2015年9月24日記事「一族のルーツ求め墓参り - 故手塚治虫さんの長男・眞さん」。
- 東信ジャーナル2015年9月24日記事「漫画家・故手塚治虫さんの長男眞さん －上田訪れ先祖の墓参り」。
- 「酒井七馬　生誕110年回顧展」、東大阪市府立中央図書館（開催期間：2015年10月9日 - 12月20日）。※ 酒井氏は戦後の関西で漫画文化を盛り立てるべく関西マンガマンクラブを興した中心人物。手塚もクラブの会員になり、共作を持ちかけられて「新寶島」を刊行し大ヒットした。
- サブカル・ポップマガジン "まぐま"、Vol.20「手塚治虫と戦後70年」、発行：蒼天社、発売：開発社、ISBN 978-4-921214-25-8 (2016年1月30日)。
- 月刊MdN2016年3月号、Vol.263、発行：MdNコーポレーション（発売：2016年2月5日）。特集「漫画家が発明した表現30　漫画を漫画たらしめるもの」中のエッセイ記事「夏目房之介が語るー手塚治虫が漫画を革新させたのか？」。
- （月刊誌）サライ2016年3月号、小学館（2016年2月10日）特集「みんな『漫画』で大きくなった」。
- 信毎Web(信濃毎日新聞)2016年2月13日記事：「手塚治虫さんの先祖の位牌　上田の安楽寺で見つかる」url=<http://www.shinmai.co.jp/news/nagano/20160213/KT160212SJI090002000.php>。
- コージィ城倉：「チェイサー 4」、小学館、ISBN 978-4-09-187740-6 （2016年8月30日）。
- 「手塚治虫とっておきの漫画」、於さいたま市立漫画会館企画展示室1階、2016年9月10日 - 11月13日 ※ 手塚治虫デビュー70周年記念・漫画会館開館50周年記念。
- 「手塚治虫ぴあ」、出版社：ぴあ、ISBN 978-4835631349（2016年9月21日）※ 手塚治虫のデビュー70周年を記念
- 手塚治虫文化賞20周年記念MOOK「マンガのDNA―マンガの神様の意思を継ぐ者たち―」、朝日新聞出版、ISBN 978-4022724885（2016年9月20日）。
- 漫画家デビュー70周年企画「手塚治虫のエロティカ」、所収：雑誌「新潮」2016年12月号、新潮社（2016年11月7日）。
- 手塚治虫、藤子不二雄Ⓐ、古谷三敏、永島慎二、みなもと太郎、村野守美、里中満智子、石ノ森章太郎：「漫画家が見た手塚治虫　〜マンガに描かれた漫画の神様〜」、秋田書店、ISBN 978-4-253-10317-6 （2016年11月20日）。
- 中日新聞（2016年11月26日）夕刊記事「手塚治虫の先祖、長野ゆかりの武将か　上田の寺に新資料」<http://www.chunichi.co.jp/article/front/list/CK2016112602000252.html>。
- 峯島正行:「回想 私の手塚治虫」、山川出版社、ISBN 978-4634151109（2016年12月16日）※副題は「『週刊漫画サンデー』初代編集長が明かす、大人向け手塚マンガの裏舞台」。「Web遊歩人」連載の「私の手塚治虫」の書籍化。
- 「手塚治虫と描くみらい展」、於「はこだてみらい館」（JR函館駅前ビル「キラリス函館」内）（2017年3月18日 - 5月14日）。
- 掘田あきお＆かよ：「手塚プロの食卓」（単発作品？）、掲載誌：ぶんか社「めしざんまい特集春のおでかけごはん」、2017年4月10日号（発行2017年3月27日）、第123頁ー132頁（全10頁）。
- 「手塚治虫展」、於「神戸ゆかりの美術館」、2017年7月8日から8月31日。
- 四方田犬彦:『手塚治虫「500冊すべてが代表作」』、サンデー毎日、2017年11月12日号、頁148-149。
- 「手塚治虫展」、於「田川市美術館」（福岡県田川市、2017年11月23日-12月25日）。※生誕90周年記念。
- 斎藤環・園子温・釈徹宗・ブルボンヌ(4名共編著)：「別冊NHK100分de名著 わたしたちの手塚治虫」、NHK出版、ISBN 978-4-14-407228-4（発売：2017年12月29日、奥付記載：2018年1月30日）。※ 2016年11月12日放送のNHK Eテレ100分de名著スペシャル「100分de手塚治虫」の内容に対応。
- コージィ城倉：「チェイサー 5」、小学館、ISBN 978-4-09-189774-9（2018年1月9日）。
- フランスで開かれる「第45回アングレーム国際映画祭」のなかで「手塚治虫展」(2018年1月25日～28日)
- 真佐美ジュン（講演）:「昭和を生きた手塚治虫～東久留米の思い出～」、第5回くるくる講座、東久留米市民ホール（市役所1階）（2018年2月10日（土）午後1：30から3：30まで）。
- 「マンガの神様 生誕90周年　手塚治虫の仕事。」、Pen Magazine、No.446（2018年3月1日号）、CCCメディアハウス。
- 手塚治虫、中野晴行（監修）:「手塚治虫からの伝言」（全5巻）、童心社（2018年4月上旬）。
- 「現代少女マンガの源流 手塚治虫少女マンガメモリーズ展」江東区森下文化センター（田河水泡のらくろ館）（開催期間：2018年8月10日～8月26日）。
- 明治維新150年記念特別展第1弾「手塚治虫が描いた明治維新」、荻博物館（開催期間：2018年9月15日～10月14日）。
- 集英社グランド・ジャンプ（2018年20号、9月19日）のヤマザキマリの連載漫画「オリンピア・キュクロス」の中で手塚治虫が主人公を始めとする古代ギリシャ人と遭遇して対話する架空のエピソードが掲載された。単行本「オリンピア・キュクロス」2・3巻（集英社 ヤングジャンプコミックス)に収録。
- 「特集 やはり手塚治虫だ」、てんとう虫（UC Card magazine）、2018年10月号、第8頁－35頁(発行日：2018年10月1日)。※ 竹内オサム、中野晴行、毛利衛、南淵明宏、松本零士、荒俣宏、釈徹宗、松谷孝征。
- 手塚るみ子のトーク「夜の手塚治虫〜ここでしか語れない、黒くて妖しいオサムのこと。」（開催：2018年10月12日、於吉祥寺シアター）。
- 特集 手塚治虫「冒険王」,SWITCH Vol.36 No.11、スイッチパブリッシング、ISBN 978-4884185107 (2018年10月20日）。
- 生誕90周年記念「OSAMU TEZUKA MANGA NO KAMISAMA Ⅰ　～フランスからみた手塚治虫～」、宝塚市立手塚治虫記念館 第75回企画展、2018年11月3日-12月24日。
- 清水義裕：講演「クールジャパンの基礎を作った手塚治虫の漫画とアニメ」、2018年11月29日（木）15:20-17:00、明治大学和泉キャンパス図書館ホール1階。url=<https://www.atpress.ne.jp/news/169943> 。
- 「日本商品化権大賞2018」の特別栄誉賞を手塚治虫が受賞（2019年1月29日、主催：日本商品化権協会）。
- 本橋信宏:「高田馬場アンダーグラウンド」、駒草出版、ISBN 978-4909646125 (2019年3月14日)。第四章”鉄腕アトムに秘められた高田馬場の謎かけ”
- コージィ城倉：「チェイサー 6」、小学館、ISBN 978-4098602476（2019年3月29日予定）。全6巻完結。
- 堀田あきお＆かよ: 「手塚治虫アシスタントの食卓」、ぶんか社、ISBN 9784821145126（2019年4月10日）。
- イギリスの大英博物館で日本国外では最大規模となる「漫画」の展覧会『The Citi exhibition Manga』展（2019年5月23日に開幕予定）に出展。
- 生誕90周年記念「手塚治虫展」、於茨城県近代美術館、2019年6月15日から8月25日まで。
- 「幻の手塚漫画「ロマンス島」初刊行へ…１７歳時の華麗なタッチ再現」 (読売新聞デジタル記事、2020年2月6日)。
- 「“AI×人間で手塚治虫に挑む”、新作漫画「ぱいどん」が「モーニング」に掲載」（インプレス社、AV-WATCH記事、2020年2月7日）。
- 講談社モーニング誌2020年、No.13、3月12日号（2月27日発売）の巻頭から第26頁までに渡り、TEZUKA2020プロジェクトによる作品「ぱいどん」前編が掲載。後編はNo.20（4月16日発売）に掲載予定。
- 「［増補決定版］マンガの神様　手塚治虫の仕事」、Pen+(ペン・プラス)、 CCCメディアハウス(2020年3月16日) ※これは「マンガの神様 手塚治虫の仕事」、Pen Magazine、No.446（2018年3月1日号）の掲載記事に新たな記事を加えて再編集。
- 小学館「サライ」2020年5月号（2020年4月10日発売）に特集記事「手塚治虫と漫画の青春」と別冊付録「地底国の怪人」。(目次url=<https://shogakukan.tameshiyo.me/4910142110504?page=5>、雑誌の解説記事：url=https://serai.jp/hobby/391066）。
- 「手塚治虫展」、豊橋市美術博物館（2020年10月3日から11月23日まで）。url=<http://www.toyohashi-bihaku.jp/?page_id=12325> 。
- トキワ荘マンガミュージアム、初の手塚治虫展（日経新聞2021年4月6日記事）
- 藤子不二雄Ａさんが語る手塚さんの思い出　７日から特別展「トキワ荘と手塚治虫展」(産経新聞2021年4月6日記事)
- 週刊文春2021年4月29日号頁143-150に「アトム誕生70周年記念特集『手塚治虫、時代をこえて』」が掲載。
- キオクシア：「TEZUKA2020」プロジェクトチームが2020年度 人工知能学会 現場イノベーション賞・銀賞を受賞(JIJI.COM2021年6月22日記事)
- 手塚治虫から弟子・古谷三敏への箴言「必ず1本は映画を観ろよ」(週刊ポスト2021年7月2日号記事)
- 神戸啓多："手塚治虫「リボンの騎士」における「戦う少女」の表象", 日本マンガ学会、マンガ研究、Vol.29（2023年3月）、pp.93-118。 # 少女クラブ版についての論説。
- 手塚治虫先生が考案した焼きそばが激しくウマすぎた件 / 一番飯店（ガジェット通信2023年3月1日記事）
- 鈴木伸一：「鈴木伸一　アニメと漫画と楽しい仲間」、玄光社、ISBN 978-4768317723 （2023年5月25日）。
- 週刊文春2023年8月31日号頁18－20に、シリーズ創作が生きる場所（提供：大和ハウス）の「作家とペン」第23回として手塚治虫。.
- 「手塚治虫が学んだマンガ算数教科書、ノーベル賞受賞者の3割は緑表紙世代」、JBpress（2024年5月22日）url=<https://jbpress.ismedia.jp/articles/-/81095>。
- りんたろう：「1秒24コマのぼくの人生」、河出書房新社、ISBN 978-4-309-25784-6 (2024年12月2日)。

## 追悼企画の番組、映画、映像など
媒体と初出の年月日を確定することが望ましい：
- 日本テレビ：「驚きももの木20世紀」。※ 日時要調査。
- 日本テレビ：「11PM」特別追悼企画「ジャンピング」他の実験アニメの放送。※ 日時要調査。
- 日本テレビ：「水曜ロードショー」特別追悼企画、火の鳥鳳凰編、ヤマト編の放送。※ 日時要調査。
- テレビ朝日：「徹子の部屋」に於ける追憶番組（※放送日時要調査）これは以前の1980年3月20日放送の「徹子の部屋」での対談内容を元に構成。
- NBS：「イカにもスミにも」手塚治虫追悼企画。※ 日時要調査。
- フジテレビ：平日朝のニュース番組「おはようナイスデイ」の冒頭で幕字題「夢と愛と正義と…　鉄腕アトムよ永遠なれ！」として逝去の翌日1989年2月10日（AM8：30－8：48）に報道。
- TBS：「テレビ探偵団」（1989年2月12日）※ 前年1988年1月10日放送された手塚治虫が出演して自身の作品解説をした手塚治虫特集の放送内容を再編集したものを中心とした追悼企画の特別番組。
- NHK総合：追悼番組、NHK特集「いのち・わが父 手塚治虫」（1989年4月16日、2010年3月20日にも放送、60分）（制作：手塚眞）※ 公益財団法人放送番組センターの登録番組ID：002106）。
- 日本テレビ：24時間テレビ内の追悼企画アニメ「ぼくは孫悟空」（1989年8月27日放送、70分作品）製作：手塚プロダクション。
- 日本テレビ：「知ってるつもり?! 手塚治虫」（1990年2月4日）。
- 日本テレビ：追悼特別企画、水曜グランドロマン（ドラマ）「手塚治虫物語、いとしき生命のために」』（1990年2月7日放送）。※ DVD化あり（東映ビデオ、品番：DSTD-03488、発売：2011年12月9日）。
- NHK教育：「NHKセミナー・20世紀の群像 手塚治虫－現代の表現者」（1991年2月11日-2月14日（四夜連続））。
- NHK教育：西田ひかるの痛快人間伝（第1回放送分）「手塚治虫」（1991年10月6日）※ 没後の番組（公益財団法人放送番組センターに登録の番組ID：006116）。
- TBS：「日立 世界・ふしぎ発見! 手塚治虫」（1994年4月23日）。
- 宝塚市立手塚治虫記念館内のアトムビジョン映像ホール用OVA「手塚治虫伝」 （写真とアニメ、ハイビジョン、25分、カラー、1994年8月4日公開）。
- NHK衛星第2：「未来へのメッセージ 手塚治虫の世界」（1994年8月5日）。
- テレビ朝日：「驚きももの木20世紀」「トキワ荘」（1995年1月6日）。
- NHK衛星第2：「BSスペシャル 手塚治虫のブラック・ジャック」（1995年1月16日）※内容不明（追憶とは言えないかも？）。
- 日本テレビ：「懐かしの手塚アニメ大全集！」（1995年4月23日）※内容不明（追憶とは関係無いかも？）
- MBS：毎日放送開局45周年番組、心の残像 関西戦後50年の風景、「手塚ワールドの故郷、宝塚」（1995年5月14日放送）。
- NHK教育： ETV特集 「手塚治虫の遺産 (1) 父の背中〜手塚治虫日記を読む〜」（1995年7月10日放送）。
- NHK教育： ETV特集 「手塚治虫の遺産 (2) アトムとAKIRA〜大友克洋が語る手塚治虫〜」（1995年7月11日放送）。
- NHK：土曜ドラマ「天空に夢輝き〜手塚治虫の夏休み〜」（1995年8月19日放送）※ 第10回ハイビジョン国際映像祭グランプリ・アストロラビウム賞受賞作品 ※（公益財団法人放送番組センターに登録の番組ID：008962）※ DVD化媒体商品あり。ただし、フィクションを交えている。
- WOWOW：手塚治虫劇場オープニング「ようこそ！手塚ワールドへ」(1996年3月31日)※内容不明（追憶とは言えないかも？）。
- フジテレビ・東宝製作のテレビ映画：「手塚治虫・愛の物語」（原作：手塚悦子著「夫・手塚治虫とともに」、沢口靖子主演）※製作は1996年5月だが、事情により放送も公開もされずに今日に至る（いわゆるお蔵入り状態）とのこと。
- 「徹子の部屋　ゲスト出演：手塚治虫」（1996年9月25日発売、ビデオ・パック・ニッポン、VHS、カラー37分、品番：BVS-613）※（1980年3月20日テレビ放送分のビデオ化）。
- TBS：「所さんの20世紀解体新書」手塚治虫特集（1997年8月27日）。
- WOWOW：手塚治虫生誕70年記念特番「オサムシを訪ねて」（放送：1998年5月5日）。
- 「フィルムは生きている／手塚治虫伝 マンガ篇」(VHS、カルチャー・パブリッシャーズ、1998年7月25日、67分) ※ドキュメンタリー「フィルムは生きている 手塚治虫フィルモグラフィー 1962-1989」と半生と作品を写真とアニメーションで綴った短篇「手塚治虫伝 マンガ篇」の2作品が収録。
- NHK衛星第2（BS2）:「手塚治虫スペシャル」(1998年12月21日 - 12月25日毎夜、全5回合計6時間放送)
  - 第1回〜手塚治虫・創作の秘密〜 ※「NHK特集」で放送された同題番組の再放送。※ 12月21日
  - 第2回〜新旧アニメ1話対決〜「鉄腕アトム」※ 12月22日
  - 第3回〜新旧アニメ1話対決〜「ジャングル大帝」※12月23日
  - 第4回〜実験アニメの世界〜「ある街角の物語」「ジャンピング」※ 12月24日放送。出演：上田早苗、金子修介。
  - 第5回〜ザッツ・手塚治虫〜 ※ 1998年12月25日
- 「鉄腕アトムの発見」（原作：松尾美奈子、企画：紀伊國屋書店、製作会社：ポルケ、1999年、42分、デジタルテープ (D-2)、映文連登録番号：16314）※ 鉄腕アトムを手がかりにしながら、手塚治虫の生い立ち、漫画界への影響などを交えた手塚の紹介。※紀伊國屋から出ていたと思われるVHS商品の原版？
- NHK総合：「手塚治虫・世紀末へのメッセージ」（1999年1月15日）。
- テレビ東京：開局35周年記念番組「永遠のアトム 手塚治虫物語」（1999年4月15日放送、143分）※ 音楽：冨田勲 ※（公益財団法人放送番組センターに登録の番組ID：010056）。※1999年日本民間放送連盟賞優秀賞受賞作品。1999年度テレビ東京年間奨励賞受賞作品。
- 紀伊国屋書店がビデオ「手塚治虫の世界」全3巻を発売（1999年4月15日）。
- NHK：「その時歴史が動いた」第013回 戦火の中でアニメが生まれた 〜「桃太郎海の神兵」（2000年6月28日）。※ 戦時中に国策で作られた瀬尾光世の動画作品が戦後にテレビアニメを作った手塚治虫に与えた影響。ただし、歴史番組としては戦後の東映動画への言及が全くないのは欠陥。
- テレビ朝日：「手塚治虫が消えた!?20世紀最後の怪事件鉄腕アトムの名推理」（2000年12月5日）※これは追憶番組とは言えない内容。
- TBS：「ニュース23」『手塚治虫が描いた20世紀』※ 筑紫哲也、永六輔の対談など（2000年12月25日）。
- NHKFM：『ガラスの地球を救え〜手塚治虫のラストメッセージ』（2000年12月28日）※中井貴一をナビゲーターに生前の肉声で構成。
- NHKFM：ラジオドラマ「ネオ・ファウスト」（2000年12月29日）。
- NHKFM：ラジオドラマ「ネオ・ファウスト」の再放送（2001年3月20日）。
- スカイパーフェクトTV 707ch：「48時間まるごと手塚治虫」、特別インタビュー「息子・手塚眞が語る手塚治虫のアニメーション世界」など（2001年5月5日）。
- NHK衛星第2 BSまるごと大全集「永遠のヒーロー・鉄腕アトム」（2002年4月1日 - 4日、四夜連続？）※内容不明（追憶ではないかも）。
- NHK-BS：「BSマンガ夜話」シリーズ第22弾（2002年4月1日 - 4月3日の3夜連続放送で「メトロポリス 手塚治虫」、「W3（ワンダースリー）手塚治虫」、「ブラック・ジャック 手塚治虫」の順）※作品についての討論をする番組。
- 手塚治虫講演CD「未来への遺言」発売（2002年10月1日発売）。※ 発売元は？
- 「フィルムは生きている／手塚治虫伝 マンガ篇」(DVD、パイオニアLDC、2003年4月2日、67分) ※1998年のVHS製品のDVDでの再録発売。
- NHK総合：関西想い出シアター（関西ローカル番組）で「この人 手塚治虫ショー」（2003年11月15日）。
- NHK総合：土曜特集 「火の鳥からのメッセージ〜手塚治虫・いのちの物語」（2004年4月3日）。
- NHK番組 あの人に会いたい 第22回「手塚治虫」（放送2004年11月14日）※ 没後の番組で、過去のアーカイブ映像（1979年放送の「私の自叙伝 手塚治虫〜こども漫画33年〜」）を元に構成されたもの。
- NHK教育：「知るを楽しむ・私のこだわり人物伝」で「談志が語る手塚治虫」（全4回、2005年10月4日、11日、18日、25日に放送）。
- NHK番組 あの人に会いたい 第100回「藤子・F・不二雄」（放送2006年7月30日）※ 没後の番組で、藤子不二雄と共に語る生前に収録された映像を含む。
- NHK総合：「ラストメッセージ」第1集「こどもたちへ 漫画家・手塚治虫」（2006年11月5日）。
- 日本テレビ：「未来創造堂」にて「手塚治虫を育てた男、加藤謙一」（2007年1月25日）。※加藤謙一氏は学童社「漫画少年」の編集長（元は戦前の講談社の雑誌「少年倶楽部」の編集長）。
- TBSラジオ：爆笑問題の日曜サンデー 手塚治虫特集 27人の証言（2008年4月6日）。
- 第12回広島国際アニメーションフェスティバル（開催期間2008年8月7日 - 11日）の特別プログラム「手塚治虫回顧上映 アニメーションより愛をこめて／手塚治虫の仕事」中のトークショウ、「オサムとアトムとアニメの日々」（2008年8月10日）。※ 出演：虫プロ出身の5人の著名アニメーション監督、杉井ギサブロー、りんたろう、出崎統、高橋良輔、富野由悠季。url=<https://ascii.jp/elem/000/000/166/166784/>。
- JFN：ラジオ版学問ノススメ　173　手塚眞『手塚治虫　知られざる天才の苦悩』（ヴィジュアリスト）（2009年？月？日）。※ 手塚治虫の想い出の話が中心。
- NHK総合：プレミアム10「手塚治虫 漫画 音楽 そして人生」（2009年1月30日）。※1月8日と書かれている場合がある、要調査。
- NHK BS2：「手塚治虫・現代への問いかけ―第1夜　ラストに込められたメッセージ」（2009年2月9日 - ）※ 第何夜までか、要調査。
- 宝塚ソリオホールでシンポジウム「手塚治虫生誕80周年記念『映像でたどる手塚治虫の軌跡』」を開催（2009年3月14日）。
- NHK BS2：「週刊手塚治虫」※ 2009年4月から放送された(金曜日)。要調査(第2回目が4月17日、第17回目が10月9日)。
- NHK教育：番組「日曜フォーラム」で「“宝塚”の手塚治虫　その創作の原点」（放送：2009年5月3日）※ 同年3月14日の宝塚ソリオホールに於けるシンポジウム「手塚治虫生誕80周年記念『映像でたどる手塚治虫の軌跡』」の中のパネルディスカッション。出演：萩尾望都、手塚るみ子、草野旦（宝塚歌劇団演出家）、中野晴行、村上知彦。
- NHK教育テレビ：N響アワー『アートの巨人 手塚治虫「生命のハーモニー」』（2011年8月7日）。※ 放送中では、加山雄三ショー（1988年3月19日NHKホール）で「森の伝説」の試写を生オーケストラ演奏付きで観客席で加山と並んで観る様子が引用された。
- CSファミリー劇場：（「ブラック・ジャック」連載40周年記念特別番組） 「漫画の神様は不死鳥の如く蘇る」（2013年2月17日放送）。
- CSファミリー劇場：（「鉄腕アトム」放送開始50周年記念特別番組）「漫画の神様 日本テレビアニメ創造史」（2013年3月10日放送） ※インタビュー：白川大作、山本暎一、津堅信之。
- TBS系：バラエティ番組「もてもてナイティナイン テレビの人気者たちに学んでほしい 萩本欽一&手塚治虫SP」（2013年4月9日放送） ※手塚るみ子が出演し、手塚治虫のエピソードを暴露。
- テレビ東京：番組『解禁！暴露ナイト』に“今だから話せる”手塚治虫の知られざる素顔（2013年4月11日） ※出演：手塚るみ子。
- 連載40周年記念「手塚治虫 ブラック・ジャックを語り尽くす」、週刊朝日（2013年4月26日号、38 - 43頁記事） ※海堂尊、岩平佳子、藤田勉、久坂部羊、南淵明宏ほか有名医師の談話。
- NHK BSプレミアム：爆笑問題の「手塚x石ノ森　ニッポンマンガ創世記」（第一夜）ドキュメンタリードラマ 手塚治虫編「神様 最期の一日」（2013年7月6日）。
- NHK BSプレミアム：爆笑問題の「手塚x石ノ森　ニッポンマンガ創世記」（第二夜）ドキュメンタリードラマ 石ノ森章太郎編「神様への鎮魂歌」（2013年7月13日）。
- 「OSAMU TEZUKA / AVEND of GOD」千葉・幕張メッセで2013年7月13日に開催のチャリティライブイベント「FREEDOMMUNE 0＜ZERO＞ ONE THOUSAND 2013」に遺品等の展示。
- NHK総合大阪：爆笑問題の「マンガ創世記〜手塚×石ノ森キャラクター大集合！〜」（2013年7月15日）。※ 同日の「手塚×石ノ森 ニッポンマンガ創世記」の番組宣伝テロップ。出演：田中裕二、太田光、池谷幸雄、浦沢直樹、秋元康。
- NHK BSプレミアム：爆笑問題の「手塚x石ノ森　ニッポンマンガ創世記」（第三夜）『手塚×石ノ森 ニッポン漫画創世記』（2013年7月15日）。
- 関西テレビ・フジテレビ系列：関西テレビ放送開局55周年記念ドラマ「神様のベレー帽〜手塚治虫のブラック・ジャック創作秘話〜」、（2013年9月24日）。
- NHK Eテレ：ETV特集「手塚治虫の遺産」（1995年）、2014年2月9日。※ 内容は1995年7月10-11日放送のETV特集「手塚治虫の遺産 (1) 父の背中〜手塚治虫日記を読む〜」と「手塚治虫の遺産 (2) アトムとAKIRA〜大友克洋が語る手塚治虫」。
- 米グーグルのサイト「歴史アーカイブ(Google Cultural Institute)」に漫画やアニメ作品でたどる手塚治虫の生涯が公開される（2014年4月7日）。url=<https://www.google.com/culturalinstitute/browse/Osamu%20Tezuka>。
- NHK BSプレミアム：ザ・プロファイラー「手塚治虫 マンガの神様は究極の欲張り」（放送2014年11月12日）、（再放送2014年11月18日）。
- TBS：林先生の痛快！生きざま大辞典 「漫画の神様 手塚治虫」、放送2014年12月16日放送？。※ 日付は正しいか？2015年3月3日のものとの相違は？要調査。
- NHK Eテレ：戦後史証言プロジェクト・日本人は何をめざしてきたのか「知の巨人たち (8) 手塚治虫」（放送2015年1月31日）。（再放送2015年2月7日）※ 出演：松本零士、萩尾望都、鈴木敏夫、梅原猛ほか。
- 講演会、ナカノシマ大学講座「街から読み解く手塚治虫」、於大阪市立科学館研修室 (2015年2月11日) ※ 講師：加藤賢一、田浦紀子、長﨑励朗。
- 「医師たちのブラック・ジャック展」、会場：京都国際マンガミュージアム（2015年2月28日 - 5月10日）。url=<http://kenko100.jp/articles/150303003362/>
- TBS：林先生の生きざま大辞典「覚悟を問う漫画の神様…手塚治虫の世界 人の愚かさ…命の尊さ」（2015年3月3日）。
- NHK Eテレ：日曜美術館 特別アンコール「私と鳥獣戯画 手塚治虫」（放送2015年4月5日） ※ 初出：NHK教育：（1982年11月21日）の再放送。
- ポッドキャスト：鈴木敏夫のジブリ汗まみれの第362回「鈴木さんが語る『素顔の手塚治虫』」（2015年4月5日公開）※ 手塚治虫についての回想録（音声のみ）url=<http://podcasts.tfm.co.jp/podcasts/tokyo/rg/suzuki_vol362.mp3>。
- テレビ東京：ありえへん∞世界「偉人が遺した最期の言葉スペシャル」のなかで「漫画の神様と呼ばれた手塚治虫の最期の言葉とは?」として渥美清と共にとり上げられた、放送2015年5月19日。
- NHK BS1：「時代をプロデュースした者たち 第4回　“ディズニーの先をめざせ！”『アニメーション作家 手塚治虫』」、2015年5月31日；再放送がBS1で2015年8月29日。
- 演奏会＋講演、「オーケストラと映像で描く - 手塚治虫のマンガとアニメの世界」、東京芸術劇場コンサートホール、2015年9月22日 ※ ゲスト：高井達雄、杉井ギザブロー、橋本一郎。主催：公益財団法人としま未来文化財団・豊島区。
- NHK総合：番組「金曜eye」で「幻の名作　発掘大作戦！」（関東甲信越のみ、放送2015年9月25日）の中で、NHKが1969年1月2日に放送した「ワンダーくんの初夢宇宙旅行」のラッシュフィルム（音声なし）から番組の復元を試みる様子が取り上げられた。
- BS朝日：番組『ザ・ドキュメンタリー』第21回、特集「手塚治虫、赤塚不二夫、松本零士…昭和の天才漫画家たち」、放送2015年12月17日；再放送がBS朝日で2016年4月21日。
- テレビ東京：番組「日本人として知っておくべき　戦後の51人」（放送2015年12月30日）の中で51人のうちのひとりとして紹介。url=<https://www.tv-tokyo.co.jp/japan_sengo51/>。
- 大阪MBSラジオ：ラジオ番組「手塚治虫アニメコンサート〜高井達雄の世界」放送：2015年12月31日 ※ 東京・池袋の東京芸術劇場コンサートホールで2015年9月22日に行なわれたコンサートの収録放送。（大阪MBSは関西ローカル局）。
- サンテレビ：「少年・手塚治虫の宝塚 〜漫画の神様、故郷に帰る〜」、2016年1月1日。url=<http://sun-tv.co.jp/special/tezuka>。※ サンテレビは兵庫の県域局。
- NHK総合：番組「ファミリーヒストリー」で「手塚眞〜父は漫画の神様　ルーツは平安の武将〜」（放送：2016年2月12日。再放送：2月19日）※ 手塚治虫のルーツを訪ねる内容。
- CS放送：番組「ヒストリーチャンネル」にて、「未来が生まれたとき〜世界に誇る大衆文化の仕掛け人〜」マンガ、ゲーム編（放送：2016年2月20日ほか）。※「漫画少年」の加藤謙一編集長とジャングル大帝の連載時の経緯が取りあげられる。
- HHK BSプレミアム：番組「宝塚 - 新日本風土記」（2016年8月5日放送）の中で弟浩氏が出演し、手塚治虫が5分間取り上げられた。
- NHK総合：番組「SFリアル」の第2話「アトムと暮らす日」、放送：2016年8月23日、再放送:2016年8月30日。
- NHK総合：番組「探検バクモン」で「手塚治虫　最後のアトリエ」（放送：2016年9月28日）。
- NHK Eテレ：番組"グレーテルのかまど"「手塚治虫のぽっとんドーナツ」（2016年10月10日、再放送は10月12日）
- NHK-FM（ラジオ）番組、「手塚治虫 自身が語ったルーツと音楽」（2016年11月3日）。
- NHK Eテレ：番組"100分de名著スペシャル"「100分de手塚治虫」（放送2016年11月12日）。url=<https://www.nhk.or.jp/pr/keiei/shiryou/soukyoku/2016/10/006.pdf>、再放送11月19日。
- NHK BSプレミアム：東京ディープ「無限の馬力だ 高田馬場だ！」（2017年7月17日放送）※番組中で、手塚治虫の愛した和菓子屋「御菓子司 青柳」、手塚治虫が考案したメニュー特製上海焼きそば（焼きそばの上に八宝菜を載せたもの）のある「一番飯店」など手塚治虫にゆかりのある事柄が披露された。
- NHK BS プレミアム：番組「アナザーストーリーズ 運命の分岐点」で「手塚治虫 ブラック・ジャックからの伝言」（2017年11月7日(火) 午後9時00分）（再2017年11月13日（月）18時00分）。
- NHKラジオ第1：番組「まんがの日特集　生誕90年！未来に語り継ぐ神様・手塚治虫」、（2018年11月3日午後1時5分-3時55分）。url=<https://www.nhk.or.jp/radiosp/tezuka90/>　。
- 「日本マンガを未来に、手塚治虫生誕90周年記念会」（於東京・帝国ホテル､2018年11月20日）※ マンガ家、出版関係者や手塚治虫にゆかりのある文化人、アーティストなど1200名が参加。
- 文化放送（ラジオ）：番組「生誕90周年記念特番～手塚治虫の伝言～」、（2018年12月27日19:00-20:55）。出演者:栗山千明、浦沢直樹
- NHK総合：番組「歴史秘話ヒストリア」で特集「ぼくはアニメの虫　手塚治虫がやりたかったこと」（2019年1月16日（水）22:25～23:10）。
- NHK総合：NHK映像ファイル　あの人に会いたい「アンコール　手塚治虫（漫画家）」（2019年2月9日（土）、05:40～05:50)。
- フジテレビ：番組「直撃！シンソウ坂上」で「手塚治虫マンガの神様超人伝説！25年間眠っていた遺品公開」（2019年2月21日（木）21:00～21:54）。
- NHKラジオ第1：NHKラジオ深夜便「ロマンチックコンサート-幼き日の歌手塚治虫アニメソング集-」（2020年2月9日（日）午前2時台、単発）。
- 練馬アニメーションサイト「練馬にいた！アニメの巨人たち」
  - 第21回 手塚治虫さん（マンガ家・アニメーション制作者）その1 (2020年3月27日)
  - 第22回 手塚治虫さん（マンガ家・アニメーション制作者）その2 (2020年3月27日)
  - 第23回 手塚治虫さん（マンガ家・アニメーション制作者）その3 (2020年3月27日)
- 神戸サンテレビ：番組「ひょうご発信！」で「今週の“輝きさん”ひょうご偉人伝！！ 手塚治虫」（2020年7月12日（日）08:30台、単発、9分22秒）。
- テレビ東京：番組「新美の巨人たち」で「ジャングル大帝ｘシンド・カフカ」（2021年7月3日（土）22時00分～22時30分、単発）。
- 『「漫画の神様」手塚治虫のルーツは信州上田にあった！令和３年度増補版』発行！（虫マップ、2022年5月24日記事）
- NHK BSプレミアム：番組「浦沢直樹の漫勉neo」で「手塚治虫」（2023年2月4日（土）、01:00～01:40）。
- NHK BSプレミアム：番組「浦沢直樹の漫勉neo」で「手塚治虫・特別版」（2023年2月17日（金）、23:00～23:59）。
- アニメスタジオクロニクル No.18 ［バックナンバー］手塚プロダクション 松谷孝征（代表取締役社長）(コミックナタリー、2024年10月8日）インタビュー記事

## 授賞歴
内容追加の予定